# 岡山市
岡山市（おかやまし）は、岡山県の南東部に位置する都市。政令指定都市に指定されている。
岡山県の県庁所在地および東瀬戸経済圏最多の人口を有する都市であり、人口規模では中四国地方で広島市に次ぐ第2位である。一方で、当市を中心とした岡山都市圏は中四国地方最大の都市雇用圏を有する。

## 概要
全国的には桃太郎の伝説と吉備団子や西大寺会陽（裸祭り）が有名である。温暖な瀬戸内の気候により育まれたマスカット・オブ・アレキサンドリア、シャインマスカット、ニューピオーネ、桃太郎ぶどう、白桃、愛宕梨（あたご梨）、鴨梨（ヤーリー）など高級フルーツの産地としても有名な都市である。中心部には岡山城や日本三名園の一つである後楽園を擁している。岡山藩池田氏の城下町として栄えた江戸時代以来、地域の中心都市として発展してきた高層ビルの立ち並ぶ中心部と、閑静な田園や中山間地域が広がる郊外部を持っている。
また古くから学都としての趣を持ち、明治期から戦前の昭和期にかけて旧制第六高等学校（中国四国地方唯一のナンバースクール、後の岡山大学）や旧制岡山医科大学（中国・四国地方で設置された初めての大学）、旧制岡山農業専門学校、岡山農業研究所、旧制岡山師範学校、旧制清心女子専門学校などが開校された。現在でも、市街地中心部に数多くの大学や専門学校が存在し、学都としての性格をより一層強めている。
中四国のクロスポイントとして、1980年代以降、瀬戸大橋の開通やJR線の四国との直通化、山陽自動車道の開通など、交通インフラが急速に整備され、岡山都市圏は周辺都市圏と共に東瀬戸経済圏最大の都市として成長してきた。岡山駅は、山陽新幹線や山陰・四国方面への特急列車が乗り入れる中国四国地方最大級のターミナル駅である。岡山都市圏の人口は、当市が人口47万人の倉敷市と隣接することから、人口118万人を擁する広島市を中心とした広島都市圏を上回る規模を誇る。
戦後一貫して人口増加しており、2005年以降、周辺4町と合併したこともあり、人口は70万人を突破した。2009年4月1日には政令指定都市に移行し、北・中・東・南の4行政区が設置された。岡山駅や中心市街地である表町商店街、岡山県庁、岡山市役所などの主要な都市機能は、北区内に位置している。また岡山市の中心部を擁する北区の人口は、少子高齢化社会における人口減少下においても都心回帰の影響で2045年時点でも2015年現在と同程度の人口が維持される見込みとなっている。

## 地理

### 広袤（こうぼう）

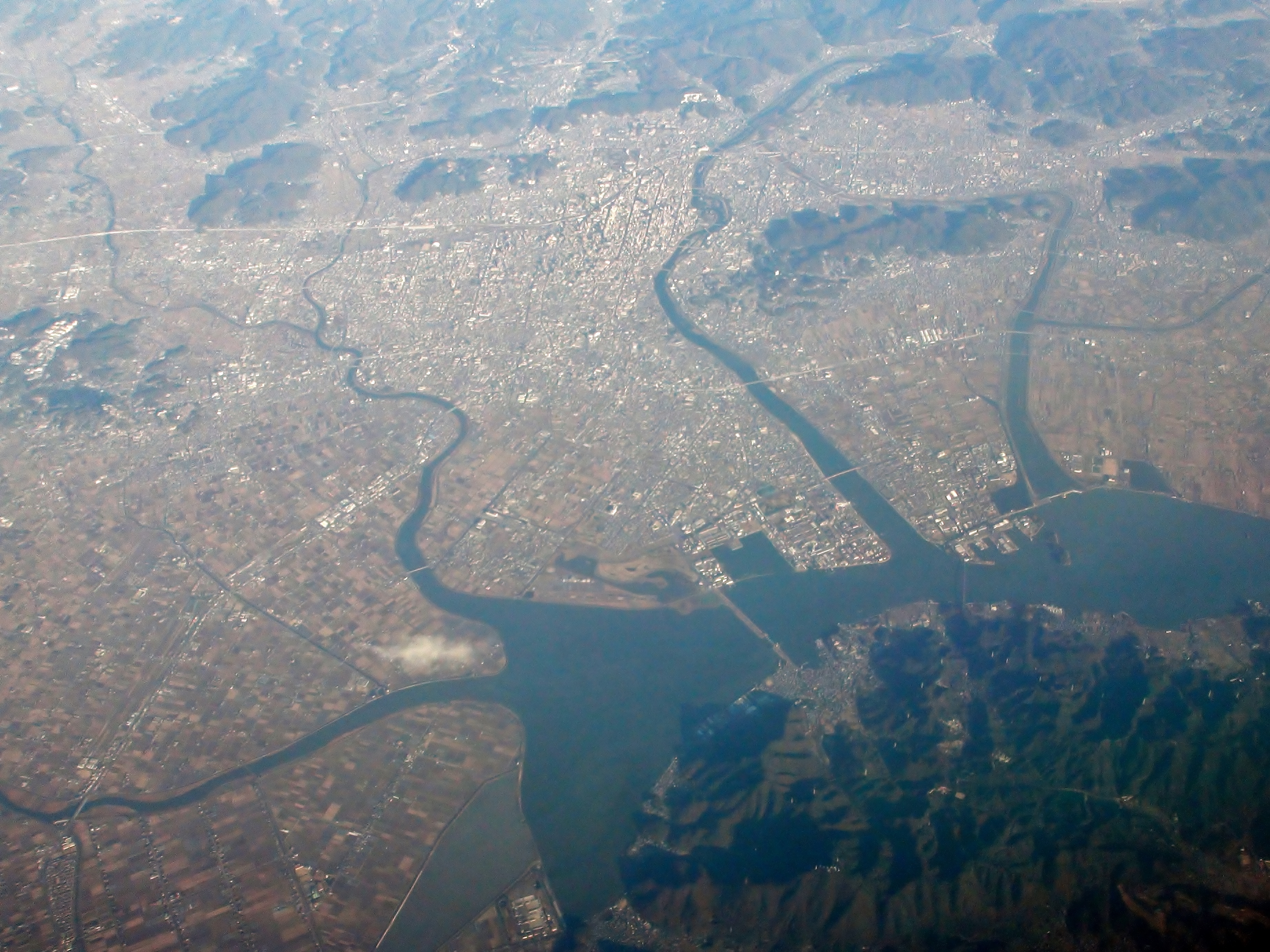
岡山市南部空撮
（定期航空機より2014年（平成26年）12月6日撮影）

| 国土地理院地理情報 によると、岡山市の東西南北それぞれの端は以下の位置で、東西の長さは35.08 km、南北の長さは47.76kmである。また、2010年（平成22年）国勢調査 基準による人口の重心は、岡山市北区表町3丁目10番27号付近にある。 |
| 節内の全座標を示した地図 - OSM |
| 節内の全座標を出力 - KML |
| 表示 |

|                                                                                        | 北端 北緯34度56分57秒 東経133度54分20秒 / 北緯34.94917度 東経133.90556度 ↑   |                                                                          |
| 西端 北緯34度46分8秒 東経133度44分23秒 / 北緯34.76889度 東経133.73972度←               | 中心点 北緯34度44分2秒 東経133度55分52.5秒 / 北緯34.73389度 東経133.931250度 | 東端 → 北緯34度45分8秒 東経134度7分22秒 / 北緯34.75222度 東経134.12278度 |
| 人口重心 北緯34度39分27.82秒 東経133度55分48.81秒 / 北緯34.6577278度 東経133.9302250度 | ↓ 南端 北緯34度31分7秒 東経133度51分59秒 / 北緯34.51861度 東経133.86639度    |                                                                          |

### 地形

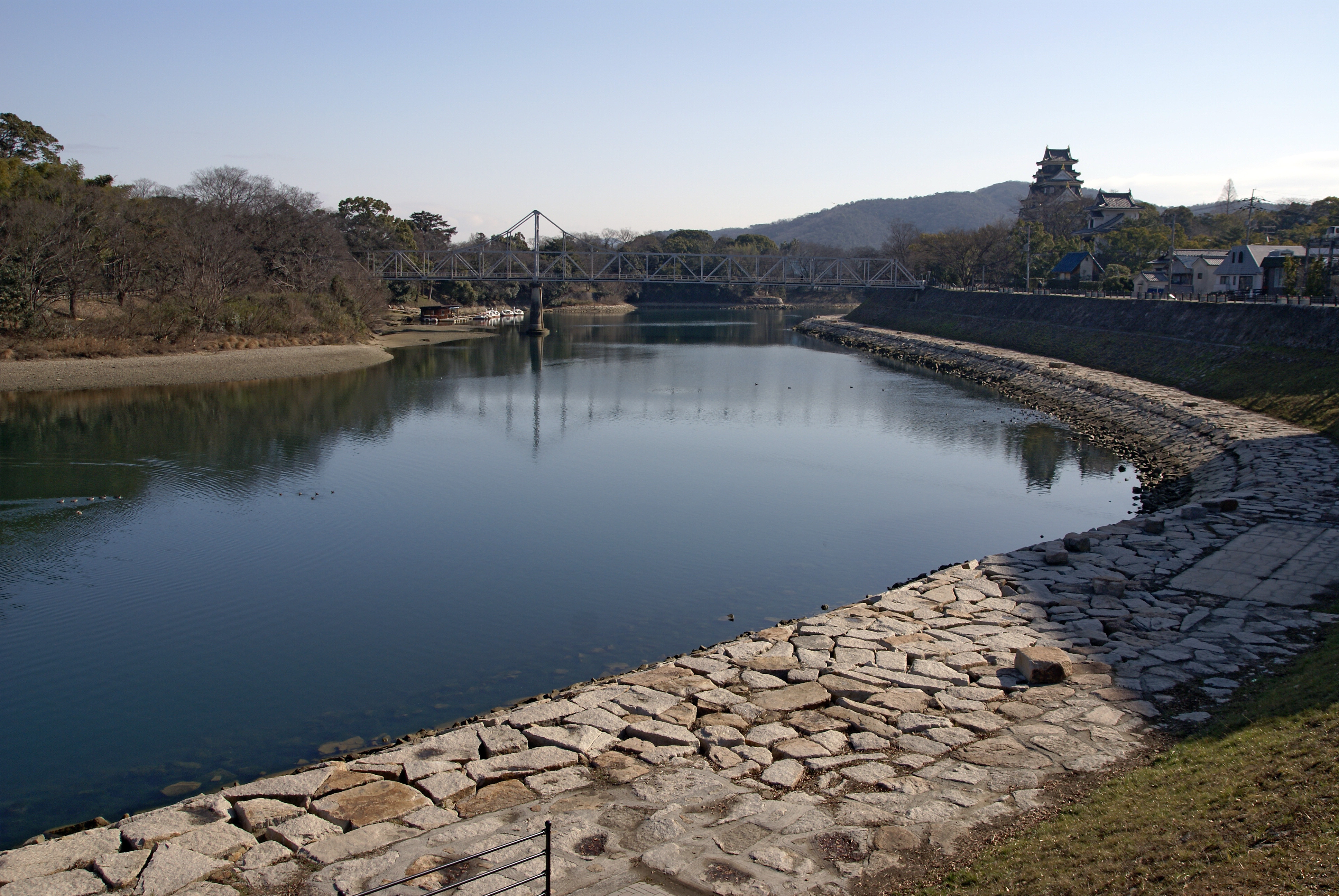
市中心部を流れる旭川

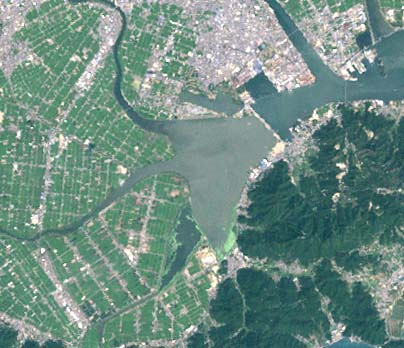
児島湖と児島湾の衛星写真

岡山市中心部周辺の空中写真。
2007年（平成19年）8月18日撮影の80枚を合成作成。。

市の北部はなだらかな丘が続く吉備高原の一角をなしており、市民の水がめである旭川ダムや岡山空港、および近郊住宅街がある。瀬戸内海に注ぐ旭川と吉井川、2つの一級河川の運搬・堆積作用によって形成された南部の岡山平野に中心市街地が位置しており、さらに平野の南部は江戸時代以降の干拓地であり農地が広がり、穀倉地帯をなしている。その南に児島湾を挟み、瀬戸内海を望む風光明媚な児島半島の丘陵地を成す。

#### 山地
主な山
- 高倉山（548m）
- 金山（499.5m）
- 本宮高倉山（458m）
- 金甲山（403m）
- 龍ノ口山（257m）
- 芥子山（233m、別名：備前富士）
- 操山（169m）

#### 河川
主な河川
- 一級河川
  - 旭川：市の中央部を北から南に貫流し、児島湾に注ぐ。
  - 吉井川：市の東部・西大寺地区を北から南に流れ、児島湾に注ぐ。

#### 湖沼
主な湖
- 児島湖：1962年（昭和37年）児島湾を堤防で締め切って造られた農業灌漑用の人工湖。
- 旭川湖：市の北部を占める建部町にある旭川ダム（旭川第1堰堤）のダム湖。旭川中流部の一部をなす。美咲町、吉備中央町と湖内で接している。
- 白鳥湖：市の北部を占める建部町にある旭川ダム（旭川第2堰堤）のダム湖。旭川中流部の一部をなす。吉備中央町と湖内で接している。

#### 島嶼部
主な島
- 犬島諸島
  - 犬島：犬島諸島唯一の有人島。

### 気候
北を中国山地、南を四国山地に挟まれた瀬戸内海沿岸部に位置するため、典型的な瀬戸内海式気候に分類される。日照時間は年間約2,000時間と長く、年間降水量は1,100mm程度と雨・雪は全国的に見て非常に少ない。冬季は1月平均気温が4.6℃と関東以西の太平洋沿岸ほど温暖ではなく比較的寒くなり、朝晩は氷点下まで下がることも少なくないが、積雪はない。一方、夏季は瀬戸内海の影響で酷暑となり、猛暑日(1993年を最後に猛暑日ゼロになったことがない)になることも多く、同規模の都市の中では特に熱帯夜日数が多い(ちなみに岡山市で熱帯夜日数ゼロになった年は1980年が最後)。1989年（昭和64年/平成元年）以降、降水量1mm以上の降水日数が全国の県庁所在地で最少であり、岡山県のキャッチフレーズ「晴れの国おかやま」はこれに由来する。
なお、岡山地方気象台は、都市部にある官署地点の中では、1961年（昭和36年） 〜 1990年（平成2年）平年値と比べると気温の上昇が比較的緩いものの、1982年（昭和57年）10月1日の移転前は露場が岡山大学に近い北区津島桑の木町にあり、同年から2015年（平成27年）にかけての露場である北区桑田町よりもヒートアイランドの影響を受けにくく寒冷であった。露場は2015年（平成27年）3月5日、かつての観測場所に近い岡山市北区津島に33年ぶりに再び移転された。
- 最高気温の最低 津島桑の木町設置時 : -2.3℃（1981年（昭和56年）2月26日）、桑田町移転後 : 0.5℃（1984年（昭和59年）2月7日）
- 最低気温の最低 津島桑の木町設置時 : -9.1℃（1981年（昭和56年）2月27日）、桑田町移転後 : -5.0℃（1984年（昭和59年）2月8日）

岡山市中心部(推定)1月の平均気温6.1℃
8月の平均気温29.1℃
年平均気温17.1℃
年降水量約1000ミリ
年間日照時間約2150時間
日応寺の気候
2003年（平成15年）からは、市内北区の岡山空港に近い場所（観測地名 : 日応寺）でも観測が行われている。岡山地方気象台に比べ都市化の影響が小さく、また内陸部に位置するため夏季冬季ともに気温が1.5℃ほど低い。冬は寒冷で、夏の熱帯夜もほぼない。史上最低気温は、2021年（令和3年）1月9日の-9.1℃。
福渡の気候
岡山市内で最も北に位置する旧建部町に置かれており、日応寺よりも更に内陸寄りであるため、気温の日較差・年較差がより大きい。
| 岡山地方気象台（岡山市北区津島中、標高5m）の気候             | 岡山地方気象台（岡山市北区津島中、標高5m）の気候 | 岡山地方気象台（岡山市北区津島中、標高5m）の気候 | 岡山地方気象台（岡山市北区津島中、標高5m）の気候 | 岡山地方気象台（岡山市北区津島中、標高5m）の気候 | 岡山地方気象台（岡山市北区津島中、標高5m）の気候 | 岡山地方気象台（岡山市北区津島中、標高5m）の気候 | 岡山地方気象台（岡山市北区津島中、標高5m）の気候 | 岡山地方気象台（岡山市北区津島中、標高5m）の気候 | 岡山地方気象台（岡山市北区津島中、標高5m）の気候 | 岡山地方気象台（岡山市北区津島中、標高5m）の気候 | 岡山地方気象台（岡山市北区津島中、標高5m）の気候 | 岡山地方気象台（岡山市北区津島中、標高5m）の気候 | 岡山地方気象台（岡山市北区津島中、標高5m）の気候 |
| 月                                                           | 1月                                              | 2月                                              | 3月                                              | 4月                                              | 5月                                              | 6月                                              | 7月                                              | 8月                                              | 9月                                              | 10月                                             | 11月                                             | 12月                                             | 年                                               |
| ------------------------------------------------------------ | ------------------------------------------------ | ------------------------------------------------ | ------------------------------------------------ | ------------------------------------------------ | ------------------------------------------------ | ------------------------------------------------ | ------------------------------------------------ | ------------------------------------------------ | ------------------------------------------------ | ------------------------------------------------ | ------------------------------------------------ | ------------------------------------------------ | ------------------------------------------------ |
| 最高気温記録 °C （°F）                                       | 18.8 (65.8)                                      | 22.3 (72.1)                                      | 26.2 (79.2)                                      | 29.6 (85.3)                                      | 33.6 (92.5)                                      | 37.0 (98.6)                                      | 38.1 (100.6)                                     | 39.5 (103.1)                                     | 37.1 (98.8)                                      | 33.4 (92.1)                                      | 26.9 (80.4)                                      | 21.5 (70.7)                                      | 39.5 (103.1)                                     |
| 平均最高気温 °C （°F）                                       | 9.6 (49.3)                                       | 10.5 (50.9)                                      | 14.6 (58.3)                                      | 19.8 (67.6)                                      | 24.8 (76.6)                                      | 27.6 (81.7)                                      | 31.8 (89.2)                                      | 33.3 (91.9)                                      | 29.1 (84.4)                                      | 23.4 (74.1)                                      | 17.1 (62.8)                                      | 11.7 (53.1)                                      | 21.1 (70)                                        |
| 日平均気温 °C （°F）                                         | 4.6 (40.3)                                       | 5.2 (41.4)                                       | 8.7 (47.7)                                       | 14.1 (57.4)                                      | 19.1 (66.4)                                      | 22.7 (72.9)                                      | 27.0 (80.6)                                      | 28.1 (82.6)                                      | 23.9 (75)                                        | 18.0 (64.4)                                      | 11.6 (52.9)                                      | 6.6 (43.9)                                       | 15.8 (60.4)                                      |
| 平均最低気温 °C （°F）                                       | 0.1 (32.2)                                       | 0.5 (32.9)                                       | 3.5 (38.3)                                       | 8.5 (47.3)                                       | 14.8 (58.6)                                      | 18.7 (65.7)                                      | 23.4 (74.1)                                      | 24.6 (76.3)                                      | 20.0 (68)                                        | 13.4 (56.1)                                      | 6.8 (44.2)                                       | 2.1 (35.8)                                       | 11.4 (52.5)                                      |
| 最低気温記録 °C （°F）                                       | −8.9 (16)                                        | −9.1 (15.6)                                      | −7.0 (19.4)                                      | −3.6 (25.5)                                      | 1.0 (33.8)                                       | 7.4 (45.3)                                       | 12.6 (54.7)                                      | 14.8 (58.6)                                      | 7.2 (45)                                         | 1.7 (35.1)                                       | −3.5 (25.7)                                      | −6.5 (20.3)                                      | −9.1 (15.6)                                      |
| 降水量 mm （inch）                                           | 36.2 (1.425)                                     | 45.4 (1.787)                                     | 82.5 (3.248)                                     | 90.0 (3.543)                                     | 112.6 (4.433)                                    | 169.3 (6.665)                                    | 177.4 (6.984)                                    | 97.2 (3.827)                                     | 142.2 (5.598)                                    | 95.4 (3.756)                                     | 53.3 (2.098)                                     | 41.5 (1.634)                                     | 1,143.1 (45.004)                                 |
| 降雪量 cm （inch）                                           | 0 (0)                                            | 1 (0.4)                                          | 0 (0)                                            | 0 (0)                                            | 0 (0)                                            | 0 (0)                                            | 0 (0)                                            | 0 (0)                                            | 0 (0)                                            | 0 (0)                                            | 0 (0)                                            | 0 (0)                                            | 1 (0.4)                                          |
| 平均降水日数 （≥0.5 mm）                                     | 5.4                                              | 6.9                                              | 9.2                                              | 9.6                                              | 9.4                                              | 11.6                                             | 10.9                                             | 7.7                                              | 9.7                                              | 7.7                                              | 6.4                                              | 6.3                                              | 100.8                                            |
| 平均降雪日数                                                 | 8.9                                              | 8.5                                              | 2.7                                              | 0.1                                              | 0.0                                              | 0.0                                              | 0.0                                              | 0.0                                              | 0.0                                              | 0.0                                              | 0.1                                              | 4.1                                              | 24.4                                             |
| % 湿度                                                       | 69                                               | 66                                               | 65                                               | 60                                               | 64                                               | 71                                               | 74                                               | 69                                               | 71                                               | 71                                               | 72                                               | 71                                               | 69                                               |
| 平均月間日照時間                                             | 149.0                                            | 145.4                                            | 177.8                                            | 192.6                                            | 205.9                                            | 153.5                                            | 169.8                                            | 203.2                                            | 157.5                                            | 171.5                                            | 153.7                                            | 153.8                                            | 2,033.7                                          |
| 出典：気象庁（平均値：1991年 - 2020年、極値：1891年 - 現在） |                                                  |                                                  |                                                  |                                                  |                                                  |                                                  |                                                  |                                                  |                                                  |                                                  |                                                  |                                                  |                                                  |

| 岡山（岡山市桑田町）・2021年の気候 | 岡山（岡山市桑田町）・2021年の気候 | 岡山（岡山市桑田町）・2021年の気候 | 岡山（岡山市桑田町）・2021年の気候 | 岡山（岡山市桑田町）・2021年の気候 | 岡山（岡山市桑田町）・2021年の気候 | 岡山（岡山市桑田町）・2021年の気候 | 岡山（岡山市桑田町）・2021年の気候 | 岡山（岡山市桑田町）・2021年の気候 | 岡山（岡山市桑田町）・2021年の気候 | 岡山（岡山市桑田町）・2021年の気候 | 岡山（岡山市桑田町）・2021年の気候 | 岡山（岡山市桑田町）・2021年の気候 | 岡山（岡山市桑田町）・2021年の気候 |
| 月                                 | 1月                                | 2月                                | 3月                                | 4月                                | 5月                                | 6月                                | 7月                                | 8月                                | 9月                                | 10月                               | 11月                               | 12月                               | 年                                 |
| ---------------------------------- | ---------------------------------- | ---------------------------------- | ---------------------------------- | ---------------------------------- | ---------------------------------- | ---------------------------------- | ---------------------------------- | ---------------------------------- | ---------------------------------- | ---------------------------------- | ---------------------------------- | ---------------------------------- | ---------------------------------- |
| 平均最高気温 °C （°F）             | 9.7 (49.5)                         | 10.2 (50.4)                        | 13.8 (56.8)                        | 19.6 (67.3)                        | 24.5 (76.1)                        | 27.9 (82.2)                        | 31.9 (89.4)                        | 33.2 (91.8)                        | 29.4 (84.9)                        | 22.7 (72.9)                        | 17.5 (63.5)                        | 12.0 (53.6)                        | 20.7 (69.3)                        |
| 日平均気温 °C （°F）               | 5.6 (42.1)                         | 6.3 (43.3)                         | 8.4 (47.1)                         | 14.2 (57.6)                        | 19.6 (67.3)                        | 23.8 (74.8)                        | 27.7 (81.9)                        | 28.8 (83.8)                        | 24.9 (76.8)                        | 18.4 (65.1)                        | 13.0 (55.4)                        | 7.5 (45.5)                         | 16.8 (62.2)                        |
| 平均最低気温 °C （°F）             | 1.3 (34.3)                         | 2.4 (36.3)                         | 4.7 (40.5)                         | 9.9 (49.8)                         | 14.9 (58.8)                        | 19.8 (67.6)                        | 24.4 (75.9)                        | 25.5 (77.9)                        | 21.4 (70.5)                        | 14.0 (57.2)                        | 8.8 (47.8)                         | 4.8 (40.6)                         | 13.0 (55.4)                        |
| 出典：理科年表                     |                                    |                                    |                                    |                                    |                                    |                                    |                                    |                                    |                                    |                                    |                                    |                                    |                                    |

| 日応寺（2003年 - 2020年）の気候    | 日応寺（2003年 - 2020年）の気候 | 日応寺（2003年 - 2020年）の気候 | 日応寺（2003年 - 2020年）の気候 | 日応寺（2003年 - 2020年）の気候 | 日応寺（2003年 - 2020年）の気候 | 日応寺（2003年 - 2020年）の気候 | 日応寺（2003年 - 2020年）の気候 | 日応寺（2003年 - 2020年）の気候 | 日応寺（2003年 - 2020年）の気候 | 日応寺（2003年 - 2020年）の気候 | 日応寺（2003年 - 2020年）の気候 | 日応寺（2003年 - 2020年）の気候 | 日応寺（2003年 - 2020年）の気候 |
| 月                                 | 1月                             | 2月                             | 3月                             | 4月                             | 5月                             | 6月                             | 7月                             | 8月                             | 9月                             | 10月                            | 11月                            | 12月                            | 年                              |
| ---------------------------------- | ------------------------------- | ------------------------------- | ------------------------------- | ------------------------------- | ------------------------------- | ------------------------------- | ------------------------------- | ------------------------------- | ------------------------------- | ------------------------------- | ------------------------------- | ------------------------------- | ------------------------------- |
| 最高気温記録 °C （°F）             | 15.8 (60.4)                     | 21.0 (69.8)                     | 23.7 (74.7)                     | 28.5 (83.3)                     | 31.1 (88)                       | 34.1 (93.4)                     | 37.2 (99)                       | 37.6 (99.7)                     | 36.0 (96.8)                     | 30.7 (87.3)                     | 24.9 (76.8)                     | 19.7 (67.5)                     | 37.6 (99.7)                     |
| 平均最高気温 °C （°F）             | 7.7 (45.9)                      | 8.9 (48)                        | 12.7 (54.9)                     | 18.4 (65.1)                     | 23.3 (73.9)                     | 26.2 (79.2)                     | 29.6 (85.3)                     | 31.4 (88.5)                     | 27.3 (81.1)                     | 21.8 (71.2)                     | 16.0 (60.8)                     | 9.9 (49.8)                      | 19.5 (67.1)                     |
| 日平均気温 °C （°F）               | 2.9 (37.2)                      | 3.9 (39)                        | 7.1 (44.8)                      | 12.6 (54.7)                     | 17.7 (63.9)                     | 21.4 (70.5)                     | 25.1 (77.2)                     | 26.4 (79.5)                     | 22.5 (72.5)                     | 16.8 (62.2)                     | 10.9 (51.6)                     | 5.2 (41.4)                      | 14.4 (57.9)                     |
| 平均最低気温 °C （°F）             | −1.4 (29.5)                     | −0.8 (30.6)                     | 1.7 (35.1)                      | 6.9 (44.4)                      | 12.2 (54)                       | 17.3 (63.1)                     | 21.7 (71.1)                     | 22.6 (72.7)                     | 18.7 (65.7)                     | 12.3 (54.1)                     | 6.2 (43.2)                      | 0.7 (33.3)                      | 9.8 (49.6)                      |
| 最低気温記録 °C （°F）             | −9.1 (15.6)                     | −8.1 (17.4)                     | −4.9 (23.2)                     | −2.1 (28.2)                     | 3.4 (38.1)                      | 9.1 (48.4)                      | 14.8 (58.6)                     | 15.4 (59.7)                     | 10.7 (51.3)                     | 4.6 (40.3)                      | −2.3 (27.9)                     | −5.9 (21.4)                     | −9.1 (15.6)                     |
| 降水量 mm （inch）                 | 30.4 (1.197)                    | 50.6 (1.992)                    | 85.4 (3.362)                    | 100.8 (3.969)                   | 116.5 (4.587)                   | 170.1 (6.697)                   | 208.3 (8.201)                   | 104.8 (4.126)                   | 155.8 (6.134)                   | 96.3 (3.791)                    | 57.3 (2.256)                    | 52.0 (2.047)                    | 1,228.3 (48.358)                |
| 平均降水日数 （≥1.0 mm）           | 4.6                             | 6.8                             | 8.2                             | 8.9                             | 8.8                             | 10.7                            | 10.8                            | 7.5                             | 9.1                             | 7.3                             | 6.0                             | 5.7                             | 94.5                            |
| 出典1：Japan Meteorological Agency |                                 |                                 |                                 |                                 |                                 |                                 |                                 |                                 |                                 |                                 |                                 |                                 |                                 |
| 出典2：気象庁                      |                                 |                                 |                                 |                                 |                                 |                                 |                                 |                                 |                                 |                                 |                                 |                                 |                                 |

| 福渡（1991年 - 2020年）の気候      | 福渡（1991年 - 2020年）の気候 | 福渡（1991年 - 2020年）の気候 | 福渡（1991年 - 2020年）の気候 | 福渡（1991年 - 2020年）の気候 | 福渡（1991年 - 2020年）の気候 | 福渡（1991年 - 2020年）の気候 | 福渡（1991年 - 2020年）の気候 | 福渡（1991年 - 2020年）の気候 | 福渡（1991年 - 2020年）の気候 | 福渡（1991年 - 2020年）の気候 | 福渡（1991年 - 2020年）の気候 | 福渡（1991年 - 2020年）の気候 | 福渡（1991年 - 2020年）の気候 |
| 月                                 | 1月                           | 2月                           | 3月                           | 4月                           | 5月                           | 6月                           | 7月                           | 8月                           | 9月                           | 10月                          | 11月                          | 12月                          | 年                            |
| ---------------------------------- | ----------------------------- | ----------------------------- | ----------------------------- | ----------------------------- | ----------------------------- | ----------------------------- | ----------------------------- | ----------------------------- | ----------------------------- | ----------------------------- | ----------------------------- | ----------------------------- | ----------------------------- |
| 最高気温記録 °C （°F）             | 16.8 (62.2)                   | 21.9 (71.4)                   | 24.8 (76.6)                   | 29.7 (85.5)                   | 32.8 (91)                     | 35.7 (96.3)                   | 39.1 (102.4)                  | 38.3 (100.9)                  | 36.4 (97.5)                   | 32.1 (89.8)                   | 26.3 (79.3)                   | 21.0 (69.8)                   | 39.1 (102.4)                  |
| 平均最高気温 °C （°F）             | 8.6 (47.5)                    | 9.8 (49.6)                    | 13.6 (56.5)                   | 19.6 (67.3)                   | 24.6 (76.3)                   | 27.4 (81.3)                   | 31.1 (88)                     | 32.5 (90.5)                   | 28.3 (82.9)                   | 22.6 (72.7)                   | 16.5 (61.7)                   | 10.9 (51.6)                   | 20.5 (68.9)                   |
| 日平均気温 °C （°F）               | 2.5 (36.5)                    | 3.3 (37.9)                    | 6.7 (44.1)                    | 12.2 (54)                     | 17.3 (63.1)                   | 21.5 (70.7)                   | 25.5 (77.9)                   | 26.3 (79.3)                   | 22.2 (72)                     | 15.9 (60.6)                   | 9.7 (49.5)                    | 4.5 (40.1)                    | 14.0 (57.2)                   |
| 平均最低気温 °C （°F）             | −2.3 (27.9)                   | −1.9 (28.6)                   | 0.7 (33.3)                    | 5.4 (41.7)                    | 10.9 (51.6)                   | 16.6 (61.9)                   | 21.4 (70.5)                   | 21.9 (71.4)                   | 17.6 (63.7)                   | 10.9 (51.6)                   | 4.7 (40.5)                    | −0.1 (31.8)                   | 8.8 (47.8)                    |
| 最低気温記録 °C （°F）             | −10.1 (13.8)                  | −9.5 (14.9)                   | −6.5 (20.3)                   | −3.7 (25.3)                   | 0.5 (32.9)                    | 6.6 (43.9)                    | 12.0 (53.6)                   | 13.9 (57)                     | 5.6 (42.1)                    | 0.2 (32.4)                    | −3.1 (26.4)                   | −7.7 (18.1)                   | −10.1 (13.8)                  |
| 降水量 mm （inch）                 | 40.4 (1.591)                  | 48.5 (1.909)                  | 91.9 (3.618)                  | 102.1 (4.02)                  | 131.0 (5.157)                 | 171.0 (6.732)                 | 200.3 (7.886)                 | 111.2 (4.378)                 | 159.2 (6.268)                 | 95.6 (3.764)                  | 56.5 (2.224)                  | 46.7 (1.839)                  | 1,249.8 (49.205)              |
| 平均降水日数 （≥1.0 mm）           | 5.4                           | 6.6                           | 9.2                           | 9.1                           | 9.6                           | 11.0                          | 11.3                          | 8.4                           | 9.5                           | 7.2                           | 6.2                           | 6.0                           | 99.6                          |
| 平均月間日照時間                   | 144.1                         | 142.3                         | 174.0                         | 192.3                         | 202.9                         | 142.1                         | 156.6                         | 193.8                         | 157.8                         | 169.6                         | 147.6                         | 139.1                         | 1,962.1                       |
| 出典1：Japan Meteorological Agency |                               |                               |                               |                               |                               |                               |                               |                               |                               |                               |                               |                               |                               |
| 出典2：気象庁                      |                               |                               |                               |                               |                               |                               |                               |                               |                               |                               |                               |                               |                               |

### 地域

#### 行政区

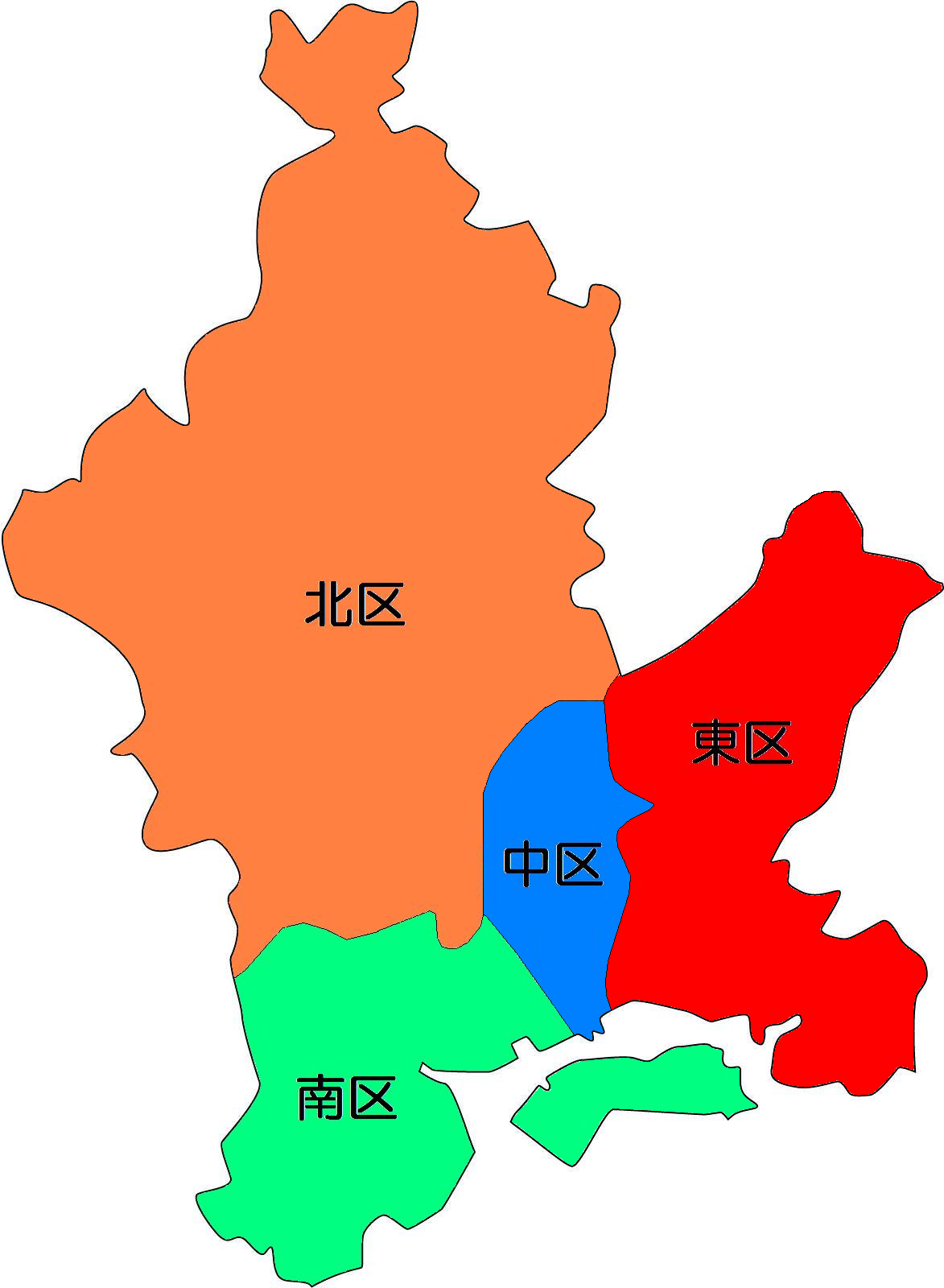
岡山市4行政区の位置

岡山市内には以下の4つの行政区が設置されている。
人口はいずれも2025年7月1日時点の推計人口
| コード  | 区名 | 人口 （人） | 面積 (km2) | 人口密度 （人/km2） |
| ------- | ---- | ----------- | ---------- | ------------------- |
| 33101-5 | 北区 | 312,081     | 450.70     | 692                 |
| 33102-3 | 中区 | 146,729     | 51.24      | 2,864               |
| 33103-1 | 東区 | 88,928      | 160.53     | 554                 |
| 33104-0 | 南区 | 162,268     | 127.48     | 1,273               |
|         | 合計 | 710,006     | 789.95     | 899                 |

- 北区：市中心部および北西部
- 中区：おおむね旭川以東、百間川以西
- 東区：市東部（西大寺・上道・瀬戸地区）
- 南区：市南西部（芳田・興除・岡南・妹尾・灘崎・藤田地区）

#### 市内の町・字
各区のページの「町丁・大字」項あるいは「境域」および岡山市の町・字一覧を参照。

#### かつての合併特例区
「平成の大合併」で編入した御津・灘崎地区は2010年（平成22年）3月21日まで、建部・瀬戸地区は2012年（平成24年）1月21日までにそれぞれ合併特例区が設けられていた。
- 御津合併特例区：旧・御津地域町域（現・岡山市北区御津）。
- 灘崎町合併特例区：旧・灘崎地域町域（現・岡山市南区の一部。「灘崎」の地名表記を存続せず）。
- 建部町合併特例区：旧・建部地域町域（現・岡山市北区建部町）。
- 瀬戸町合併特例区：旧・瀬戸町域（現・岡山市東区瀬戸町）。

### 地域関係

#### 岡山と倉敷の関係
歴史的には倉敷市との関係は江戸時代、外様の岡山藩と天領の倉敷との関係であったものの、高度成長期以降は倉敷市で水島コンビナートが発展し、岡山市の都市圏が膨張するとともに国道2号岡山バイパスや山陽本線の高頻度ダイヤが組まれるなどインフラ整備が進み、今や買い物や仕事で行き来する日常生活圏として一体化が急速に進んでいる。倉敷市は岡山市の雇用都市圏に入っており、150万人を超える中四国最大の岡山大都市圏の一角となっている。

#### 岡山と高松（香川県）の関係
香川県高松市とは宇高連絡船（発着は玉野市）の時代から相互交流が盛んである。また、民放テレビは岡山県と香川県のエリアが同一のため、お互いの地域の情報が得やすい状況にある。1988年（昭和63年）の瀬戸大橋の開通以降は、マリンライナーにより岡山駅と高松駅が1時間弱で結ばれたこともあり、相互交流がより密になっている。
2009年（平成21年）7月6日に岡山市長と高松市長の会談が行われ、両市で共同の観光PRに取り組むことや、ケーブルテレビ・ホームページを活用して情報発信を行うこと、渇水時における岡山市から高松市への水の提供など、非常時の協力体制を構築することなどについて合意がなされた。

#### 中四国地方での地位
岡山駅から瀬戸大橋線で四国と直結しており、日本で唯一四国の全ての県庁所在地へ向かう特急が発着するほか、特急やくもで山陰主要部（米子・松江・出雲市）と、智頭線経由の特急スーパーいなばで鳥取市とも結ばれており、岡山駅は本州と四国を結ぶターミナル駅になっている。
高速道路は東西に山陽自動車道が貫き、岡山JCTで岡山自動車道と接続し、県北部・山陰方面と結ばれている。加えて、隣接する倉敷JCTでは瀬戸中央自動車道と接続し、四国方面と結ばれており、日本海から太平洋へ抜ける交通の結節点となっている。
中国地方または中四国地方においては、交通の結節点である岡山市は物流拠点都市としての位置付けが大きく、食品・流通業系の企業は中国・四国地方の拠点を岡山市に設置している例も多い。

### 人口
市の推計人口は2021年（令和3年）現在71万人を超えており、全国の市で18番目に多い。2020年（令和2年）国勢調査確定値 では724,691人となっている。
人口増加率では2015年（平成27年）国勢調査 - 2020年（令和2年）国勢調査で（東京都区部を除く）政令指定都市20市中9位（0.73%増）となっており、現在微増傾向にある。
| |                                        |  |
| 岡山市と全国の年齢別人口分布（2005年） | 岡山市の年齢・男女別人口分布（2005年） |  |
| ■紫色 ― 岡山市 ■緑色 ― 日本全国 | ■青色 ― 男性 ■赤色 ― 女性              |  |
| 岡山市（に相当する地域）の人口の推移 \| 1970年（昭和45年） \| 500,599人 \| \| \| 1975年（昭和50年） \| 555,051人 \| \| \| 1980年（昭和55年） \| 590,424人 \| \| \| 1985年（昭和60年） \| 618,950人 \| \| \| 1990年（平成2年） \| 640,406人 \| \| \| 1995年（平成7年） \| 663,346人 \| \| \| 2000年（平成12年） \| 674,375人 \| \| \| 2005年（平成17年） \| 696,172人 \| \| \| 2010年（平成22年） \| 709,584人 \| \| \| 2015年（平成27年） \| 719,474人 \| \| \| 2020年（令和2年） \| 724,691人 \| \| |                                        |  |
| 総務省統計局 国勢調査より |                                        |  |
| 1970年（昭和45年） | 500,599人                              |  |
| 1975年（昭和50年） | 555,051人                              |  |
| 1980年（昭和55年） | 590,424人                              |  |
| 1985年（昭和60年） | 618,950人                              |  |
| 1990年（平成2年） | 640,406人                              |  |
| 1995年（平成7年） | 663,346人                              |  |
| 2000年（平成12年） | 674,375人                              |  |
| 2005年（平成17年） | 696,172人                              |  |
| 2010年（平成22年） | 709,584人                              |  |
| 2015年（平成27年） | 719,474人                              |  |
| 2020年（令和2年） | 724,691人                              |  |

### 隣接する自治体
岡山県
- 倉敷市
- 玉野市
- 総社市
- 備前市
- 瀬戸内市
- 赤磐市
- 加賀郡：吉備中央町
- 久米郡：久米南町、美咲町
- 都窪郡：早島町

香川県（海上で隣接）
- 小豆郡：土庄町

## 歴史

### 古代から律令時代まで
古代の岡山は吉備国の一角であり、弥生時代と古墳時代に、吉備は大和、筑紫、出雲などと並ぶ古代日本の四大王国（四大王権） の一角であった。日本列島を代表する政権として繁栄し、ヤマトと連合して列島の統一・治世に貢献した。
しかし畿内との対立と抗争に敗れ（日本書紀にある「吉備の反乱」伝承）、抑圧の中で昔日の面影を失い、中央政権による再編を甘受せざるをえない状況に追い込まれ、律令制下にあってこの地域は備前国・備中国・備後国に、また713年（和銅6年）には備前6郡を割いて美作国に分割され各国に国府が置かれた。吉備国が分割された後、備前国の国府は現在の岡山市中区国府市場のあたりと考えられている。
域内に置かれたと見られているが、確定的な遺跡が発掘されるに至っておらず不明な点が多い。

### 戦国時代から天正期
岡山周辺は室町時代までは農村地帯で、16世紀には金光氏が小規模な城を築いて拠点にしていた。戦国時代に岡山の地の交通の便と土地の広さに目を付けた宇喜多直家は1570年（元亀元年）に金光宗高を謀反の疑いありとして切腹させて、岡山城を奪った。その後城を大規模に拡張し、山陽道を岡山経由に付け替えて、備前国内外の商人を呼び寄せ、1573年（天正元年）に本拠にすべく移住した。直家が始めた城下町・岡山の振興は、秀家の代にも続けられ、これ以後、岡山は主に備前国の政治経済の中心地となった。

### 江戸時代

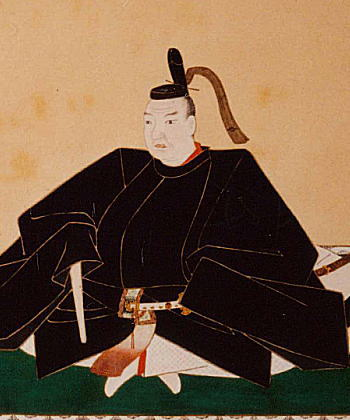
池田綱政

宇喜多秀家が関ヶ原の戦いで没落すると、1601年（慶長6年）に小早川秀秋が岡山城に入った。秀秋は翌1602年（慶長7年）に死に、小早川家は断絶した。1603年（慶長8年）には池田忠継が入り、以後江戸時代を通じて、岡山は池田氏の城下町となった。
城下町としての岡山は発展を続け、池田氏第四代の綱政の代である1707年（宝永4年）には町方人口が3万0635人（武家・寺社方を含めた総人口は推定4万 - 5万人）に達し、国内でも十指に入る経済力を持つ城下町となった。後楽園が造成されたのもこの時期である。しかるに町方人口は享保のころから漸減し、幕末の1858年（安政5年）には2万0092人となる。これは岡山藩の新田開発による農村商業の発達とは対照的であり、藩当局が農村から都市への人口流入を抑制する政策をとったことによるものとみられる。

### 明治維新から第二次世界大戦まで
明治4年7月14日（1871年8月29日）の廃藩置県により、岡山は岡山県の県庁所在地となった。
1878年（明治11年）9月29日に郡区町村編制法が岡山県において施行され、岡山市の前身となる岡山区が発足した。同法は府県により施行日が異なっており、同法を最初に施行したのが岡山県だったことから、岡山区は全国で最初の区となった。
1889年（明治22年）6月1日に市制が施行され、岡山区は岡山市へ移行した。郡区町村編制法では最初の区となった一方、市制では最初の31市から2ヶ月遅れての施行となった。市制施行当時、面積5.77 km2、人口4万7564人。1920年（大正9年）には人口9万4585人を数えた。
1892年（明治25年）7月22日、台風接近に伴う暴風雨により旭川の堤防が決壊。下流域では10日間以上にわたり海のようになり、塩害も重なり稲作が全く収穫できなくなるなどの被害が発生した。
1927年（昭和2年）2月1日、岡山市に本店を置いていた奨学貯金銀行が資本金不足を理由に業務停止命令を受け 事実上倒産。
1930年（昭和5年）、岡山市歌（初代）を制定。
1939年（昭和14年）11月27日、岡山市役所本庁舎（木造2階建て）が全焼。御真影や戸籍原簿は持ち出されて焼損を免れた。後日、放火容疑で用務員が逮捕。
第二次大戦末期の1945年（昭和20年）6月29日に岡山空襲で大きな被害を受けて1000人以上が犠牲となり、10万人以上が家を失った。

### 終戦後

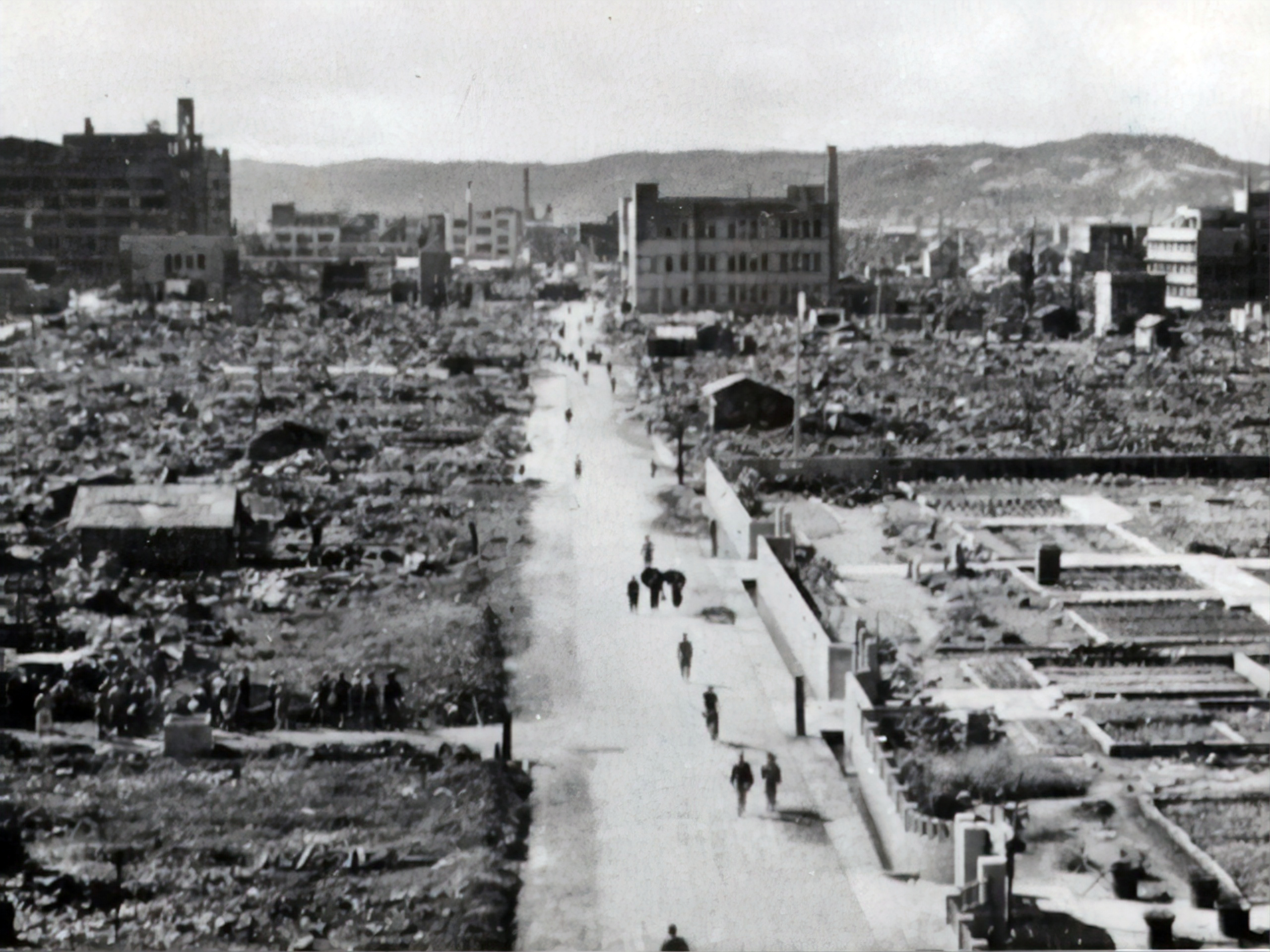
空襲後の岡山市街

1947年（昭和22年）12月9日、市内に昭和天皇の戦後巡幸。翌日にかけて昭和天皇が岡山市役所、高等女学校、大阪毎日新聞岡山支局、天満屋百貨店、母子寮などを視察、慰問する。
混乱期を過ぎると街は順調に発展し、周辺市町村との編入合併を進めた。1960年（昭和35年）ごろには、倉敷市を含めた県南広域都市の構想を岡山県知事が提唱したが、倉敷市長の失踪に端を発する騒動により、白紙撤回された。
1958年（昭和33年）4月、岡山市民歌（2代目）を制定。
1972年（昭和47年）3月15日には山陽新幹線が岡山駅まで延伸開業、1988年（昭和63年）3月20日には瀬戸大橋線が開業し、それ以来鉄道交通の要衝となっている。
1995年（平成7年）1月17日に阪神・淡路大震災が発生し、震度4を記録。目立った被害はなく、ブロック塀に亀裂が入ったりズレたりする軽微な被害があった。交通機関では山陽新幹線や市内の各在来線が運転見合わせになるなどの影響があった。
1996年（[平成8年）には、国から中核市に指定された。その後の2005年（平成17年）3月22日、隣接する御津郡御津町・児島郡灘崎町の2町を編入、2007年（平成19年）1月22日、隣接する御津郡建部町・赤磐郡瀬戸町の2町を編入した。
2007年（平成19年）6月26日夕方に、市の人口が70万人を突破した。
2009年（平成21年）4月1日には新潟市・浜松市（2007年4月移行）に続いて全国で18番目、中国・四国地方では広島県広島市に次いで2番目となる政令指定都市に移行し、北区・中区・東区・南区の4つの行政区が設置された。
2012年（平成24年）6月1日には、市制123年目となるこの日に「岡山市民の日」が制定された。主に岡山商工会議所青年部が中心となり、政令市移行をきっかけにさらに市民が郷土愛を深めるために、岡山市へ働きかけたものである。

## 行政

### 市長
現職市長
- 大森雅夫（おおもり まさお、2013年（平成25年）10月9日 - 。第35代・36代・37代市長。3期目）

副市長
- 佐々木正士郎（ささき しょうじろう）
- 那須正己（なす まさみ）

2012年（平成24年）3月まで副市長（2007年（平成19年）3月以前は助役）を2名置いていたが、2012年（平成24年）4月から試行的に1人制となった。その後、同年8月24日から、再び2人制となった。
歴代市長
| 歴代 | 氏名               | 在任期間                                                |
| ---- | ------------------ | ------------------------------------------------------- |
| 1    | 花房端連           | 1889年（明治22年）9月17日 - 1890年（明治23年）10月30日  |
| 2    | 新庄厚信           | 1890年（明治23年）10月30日 - 1894年（明治27年）5月15日  |
| 3    | 小田安正 （1期）   | 1894年（明治27年）7月4日 - 1900年（明治33年）7月3日     |
| 4    | 小田安正 （2期）   | 1900年（明治33年）8月8日 - 1902年（明治35年）7月10日    |
| 5    | 岡田磐 （1期）     | 1902年（明治35年）7月25日 - 1908年（明治41年）7月24日   |
| 6    | 岡田磐 （2期）     | 1908年（明治41年）7月28日 - 1914年（大正3年）7月23日    |
| 7    | 岡田磐 （3期）     | 1914年（大正3年）8月3日 - 1918年（大正7年）8月2日       |
| 8    | 中山寛             | 1918年（大正7年）10月19日 - 1922年（大正11年）10月18日  |
| 9    | 窪谷逸次郎 （1期） | 1923年（大正12年）5月10日 - 1927年（昭和2年）5月9日     |
| 10   | 窪谷逸次郎 （2期） | 1927年（昭和2年）5月10日 - 1928年（昭和3年）8月18日     |
| 11   | 守屋松之助 （1期） | 1929年（昭和4年）2月25日 - 1932年（昭和7年）12月12日    |
| 12   | 守屋松之助 （2期） | 1933年（昭和8年）3月16日 - 1933年（昭和8年）8月2日      |
| 13   | 石原市三郎         | 1934年（昭和9年）2月25日 - 1938年（昭和13年）2月24日    |
| 14   | 時実秋穂           | 1938年（昭和13年）3月19日 - 1940年（昭和15年）1月8日    |
| 15   | 国富友次郎         | 1940年（昭和15年）9月4日 - 1944年（昭和19年）9月3日     |
| 16   | 竹内寛             | 1944年（昭和19年）9月4日 - 1945年（昭和20年）10月9日    |
| 17   | 橋本富三郎         | 1945年（昭和20年）11月22日 - 1947年（昭和22年）2月22日  |
| 18   | 田中弘道           | 1947年（昭和22年）4月6日 - 1951年（昭和26年）3月24日    |
| 19   | 横山昊太           | 1951年（昭和26年）4月23日 - 1955年（昭和30年）4月12日   |
| 20   | 田淵久             | 1955年（昭和30年）5月1日 - 1959年（昭和34年）4月30日    |
| 21   | 寺田熊雄           | 1959年（昭和34年）5月1日 - 1963年（昭和38年）4月30日    |
| 22   | 岡﨑平夫 （1期）   | 1963年（昭和38年）5月1日 - 1967年（昭和42年）4月30日    |
| 23   | 岡﨑平夫 （2期）   | 1967年（昭和42年）5月1日 - 1971年（昭和46年）4月30日    |
| 24   | 岡﨑平夫 （3期）   | 1971年（昭和46年）5月1日 - 1975年（昭和50年）4月30日    |
| 25   | 岡﨑平夫 （4期）   | 1975年（昭和50年）5月1日 - 1979年（昭和54年）4月30日    |
| 26   | 岡﨑平夫 （5期）   | 1979年（昭和54年）5月1日 - 1983年（昭和58年）4月30日    |
| 27   | 松本一 （1期）     | 1983年（昭和58年）5月1日 - 1987年（昭和62年）4月30日    |
| 28   | 松本一 （2期）     | 1987年（昭和62年）5月1日 - 1991年（平成3年）1月14日     |
| 29   | 安宅敬祐 （1期）   | 1991年（平成3年）2月12日 - 1995年（平成7年）2月9日      |
| 30   | 安宅敬祐 （2期）   | 1995年（平成7年）2月10日 - 1999年（平成11年）2月9日     |
| 31   | 萩原誠司 （1期）   | 1999年（平成11年）2月10日 - 2003年（平成15年）2月9日    |
| 32   | 萩原誠司 （2期）   | 2003年（平成15年）3月24日 - 2005年（平成17年）8月25日   |
| 33   | 髙谷茂男 （1期）   | 2005年（平成17年）10月11日 - 2009年（平成21年）10月10日 |
| 34   | 髙谷茂男 （2期）   | 2009年（平成21年）10月11日 - 2013年（平成25年）10月8日  |
| 35   | 大森雅夫 （1期）   | 2013年（平成25年）10月9日 - 2017年（平成29年）10月8日   |
| 36   | 大森雅夫 （2期）   | 2017年（平成29年）10月9日 - 2021年（令和3年）10月8日    |
| 37   | 大森雅夫 （2期）   | 2021年（令和3年）10月9日 - 現職                         |

### 市役所組織
主要な組織（局室）のみ記載（2017年（平成29年）4月1日現在）
- 危機管理室
- 市長公室
- 政策局
- 総務局
- 財政局
- 市民生活局
- 市民協働局
- 保健福祉局
- 岡山市保健所
- 岡山っ子育成局
- 環境局
- 産業観光局
- 都市整備局
- 下水道河川局
- 会計管理室
- 消防局
- 水道局
- 市場事業部
- 教育委員会
- 選挙管理委員会
- 人事委員会
- 監査事務局
- 農業委員会
- 議会

### 区役所・支所などの管轄地域
- 市内は4区役所、13地域センター、4支所に編成されている。

| 名称             | 所在地                   | 管轄地域     | 備考                                                             |
| ---------------- | ------------------------ | ------------ | ---------------------------------------------------------------- |
| 岡山市役所       | 北区大供一丁目1番1号     |              | 市内4行政区を統括                                                |
| 北区役所         | 北区大供一丁目1番1号     | 岡山市北区域 | 市役所の一部に設置                                               |
| 吉備地域センター | 北区庭瀬416番地          | 岡山市北区域 | 吉備公民館1階に設置                                              |
| 高松地域センター | 北区高松原古才247番地    | 岡山市北区域 | 旧・高松町役場 → 旧・高松支所 → 旧・高松ふれあいプラザ跡地に設置 |
| 一宮地域センター | 北区一宮553番地1         | 岡山市北区域 | 旧・一宮町役場                                                   |
| 津高地域センター | 北区栢谷1682番地         | 岡山市北区域 | 旧・津高町役場                                                   |
| 足守地域センター | 北区足守718番地          | 岡山市北区域 | 足守公民館に設置                                                 |
| 御津地域支所     | 北区御津金川1020番地     | 旧・御津町域 | 旧・御津町役場                                                   |
| 建部地域支所     | 北区建部町福渡489番地    | 旧・建部町域 | 旧・建部町役場                                                   |
| 中区役所         | 中区浜三丁目7番15号      | 岡山市中区域 | 旧・RSKメディアコム敷地に設置                                    |
| 富山地域センター | 中区円山115番地1         | 岡山市中区域 | ハピーズ円山店店舗内に設置                                       |
| 東区役所         | 東区西大寺南一丁目2番4号 | 岡山市東区域 | カネボウ綿糸西大寺工場跡地に設置                                 |
| 上道地域センター | 東区東平島161番地        | 岡山市東区域 | 上道公民館1階に設置                                              |
| 瀬戸支所         | 東区瀬戸町瀬戸45番地     | 旧・瀬戸町域 | 旧・瀬戸町役場                                                   |
| 南区役所         | 南区浦安南町495番地5     | 岡山市南区域 | 浦安運動公園東側敷地に設置                                       |
| 藤田地域センター | 南区藤田508番地          | 岡山市南区域 | 藤田公民館東隣に設置                                             |
| 興除地域センター | 南区中畦589番地1         | 岡山市南区域 | 興除公民館敷地内に設置                                           |
| 妹尾地域センター | 南区箕島1024番地8        | 岡山市南区域 | 南消防署妹尾出張所西隣に設置                                     |
| 福田地域センター | 南区古新田1186番地       | 岡山市南区域 | 福田公民館敷地内に設置                                           |
| 児島地域センター | 南区北浦716番地          | 岡山市南区域 | 旧・甲浦村役場敷地に設置                                         |
| 福浜地域センター | 南区福富中一丁目16番22号 | 岡山市南区域 | 福浜公民館敷地内に設置                                           |
| 灘崎地域支所     | 南区片岡207番地          | 旧・灘崎町域 | 旧・灘崎町役場 → 旧・灘崎支所 → 旧・南区役所                     |

### 保健センター・福祉事務所
市内の各福祉事務所は区役所の直轄組織となっている。
| 保健センター名称                      | 所在地                | 管轄地域                               | 備考                   |
| ------------------------------------- | --------------------- | -------------------------------------- | ---------------------- |
| 北区中央保健センター （岡山市保健所） | 北区鹿田町一丁目1-1   | 岡山市北区の中心部                     | 岡山市保健福祉会館内   |
| 北区北保健センター                    | 北区谷万成二丁目6-33  | 岡山市北区の北部、旧・御津町、建部町域 | 北ふれあいセンター内   |
| 中区保健センター                      | 中区桑野715-2         | 岡山市中区域                           | 岡山ふれあいセンター内 |
| 東区保健センター                      | 東区西大寺中野本町4-5 | 岡山市東区域                           |                        |
| 南区西保健センター                    | 南区妹尾880-1         | 岡山市南区の西部                       | 西ふれあいセンター内   |
| 南区南保健センター                    | 南区福田690-1         | 岡山市南区の南部、旧・灘崎町域         | 南ふれあいセンター内   |

| 福祉事務所名称     | 所在地                  | 管轄地域                               | 備考                         |
| ------------------ | ----------------------- | -------------------------------------- | ---------------------------- |
| 北区中央福祉事務所 | 北区鹿田町一丁目1-1     | 岡山市北区の中心部                     | 岡山市保健福祉会館内         |
| 北区北福祉事務所   | 北区谷万成二丁目6-33    | 岡山市北区の北部、旧・御津町、建部町域 | 北ふれあいセンター内         |
| 中区福祉事務所     | 中区赤坂本町11-47       | 岡山市中区域                           | 岡山市東山プール敷地内に設置 |
| 東区福祉事務所     | 東区西大寺中二丁目16-33 | 岡山市東区域                           | 西大寺ふれあいセンター内     |
| 南区西福祉事務所   | 南区妹尾880-1           | 岡山市南区の西部                       | 西ふれあいセンター内         |
| 南区南福祉事務所   | 南区福田690-1           | 岡山市南区の南部、旧・灘崎町域         | 南ふれあいセンター内         |

### 市町村合併と政令指定都市
岡山県南百万都市建設計画
1961年（昭和36年）岡山県知事だった三木行治が新産業都市の受け皿として、全国6大都市（当時）に次ぐ大都市形成のため打ち出した計画で、邑久町（現・瀬戸内市）から鴨方町（現・浅口市）、南は児島半島までの33市町村による当時での人口が約90万人（その後の人口規模は約130万人に達している）の大規模な合併であった。
三木知事と自治省（現・総務省）出身の森県企画室長を中心に推し進められ、全ての関係市町村議会で合併の議決が行われ（岡山市においては1962年（昭和37年）12月17日、22対16の賛成多数で議決）、岡山市・倉敷市・児島市（現倉敷市児島）を除く首長も承認し国に合併申請をした。しかし、倉敷市長が年末年始に公印を持ったまま上京し一時失踪する騒動が発生したことで倉敷市の調印が行われず、このことで岡山・児島の二市も脱退、1964年（昭和39年）には三木知事の急逝により構想は頓挫した。
50万都市への合併
高度経済成長期に入り、岡山市は郊外へ市街地を拡大させ膨張していったことで、周辺市町村のあちこちで急速なベッドタウン化が進み社会資本整備が追いつかなくなり合併が一気に進んだ。1969年（昭和44年）に財政再建団体転落直前であった西大寺市を皮切りに一宮町、津高町、高松町、吉備町、妹尾町、福田村、足守町、上道町、興除村さらに1975年（昭和50年）の藤田村に至るまで11市町村との大合併が行われ、岡山市は政令指定都市の法律要件である人口50万人を突破した。
平成の大合併

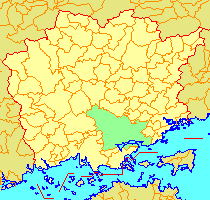
2005年（平成17年）3月22日合併以前の市域

2002年（平成14年）2月 岡山青年会議所が岡山市と玉野市との合併による政令指定都市移行の要望書を岡山市長に提出し、7月には岡山市と玉野市、灘崎町、御津町、瀬戸町による合併研究会が設置され、さらに2003年（平成15年）4月には 瀬戸町を除いた任意合併協議会が設置された。2004年（平成16年）1月に新設合併、既存の独自の行政サービスの維持などの内容で中間答申がなされるが、玉野市では議会と市民グループの反対があり2月に岡山市との合併を断念し離脱した。しかし残る灘崎町・御津町は岡山市との合併協議を続け2005年（平成17年）3月に編入合併した。（岡山県南政令市構想第一次合併）
他の町と合併協議をしていた建部町・瀬戸町は相次いで方針を転換し、政令指定都市移行を前提に岡山市に合併を申し入れ、2007年（平成19年）1月に編入合併された（岡山県南政令市構想第二次合併）（国勢調査人口69万6千、合併時推計人口69万8千人）。そして、2007年（平成19年）6月には推計人口70万人突破し（市調査の推計人口、県の月次報告では8月1日）、政令市移行のための人口要件が満たされたこととされた。
政令指定都市移行までの経過
- 2006年（平成18年）6月 - 建部町、瀬戸町との合併が市議会で議決され、県へ合併申請。
- 2006年（平成18年）9月 - 市長が市議会9月定例会の代表質問で、2009年（平成21年）中に政令指定都市移行を目指すと正式に表明。
- 2006年（平成18年）10月、11月 - 岡山県と権限移譲に関する研究会を設置、庁内に政令指定都市推進本部を設置。
- 2007年（平成19年）1月 - 建部町、瀬戸町を編入合併。
- 2007年（平成19年）6月 - 推計人口が政令指定都市の人口要件（特例）の70万人を突破。
- 2007年（平成19年）7月 - 「行政区画等審議会」、「政令指定都市県市連絡会議」をそれぞれ設置。
- 2007年（平成19年）12月 - 行政区を4区とし区役所位置（暫定含む）を決定、市議会で「政令指定都市に関する意見書」が議決され、県知事、県議会に提出し要望。岡山県との権限移譲に関する基本協定締結[21]。
- 2008年（平成20年）2月 - 行政区画等審議会に区名選定が諮問される。岡山市政令指定都市推進協議会が市長、市議会議長とともに総務省に要望を行う。
- 2008年（平成20年）3月 - 総務省との事務協議が開始される。県議会で「政令指定都市に関する意見書」が議決され、内閣総理大臣、総務大臣、衆議院議長、参議院議長に提出。
- 2008年（平成20年）6月 - 岡山県知事が市長とともに総務省を訪問し、2009年（平成21年）4月の岡山市の政令指定都市移行を県として正式に要望。岡山市は行政区画等審議会の答申を受け、4行政区の区名を、北区・中区・東区・南区とする方針を決定[22]。
- 2008年（平成20年）9月 - 県知事、県議会議長、市長、市議会議長、岡山市政令指定都市推進協議会会長らが増田寛也総務大臣（当時）に政令の改正を要望。
- 2008年10月 - 10日の閣議で、2009年（平成21年）4月1日に岡山市を政令指定都市とする政令の改正が閣議決定され[23]、16日に公布された[24]。
- 2009年（平成21年）4月 - 政令指定都市に移行。4行政区が設置され、各区役所を開所。
- 2010年（平成22年）6月 - 登録人口（住民基本台帳と外国人登録の合算値）が70万人を突破し、推計人口と登録人口ともに政令指定都市の人口要件（特例）である70万人を突破した。（この時点での市の推計人口は70.5万人）

市域の変遷
1889年（明治22年）の市制施行以来、周辺の市町村と合併を繰り返してきた現在の岡山市は御津郡（旧・御野郡・津高郡）・上道郡・吉備郡（旧・賀陽郡）・児島郡・邑久郡・都窪郡（旧・都宇郡）・赤磐郡（旧・赤坂郡・磐梨郡）・和気郡・久米郡（旧・久米南条郡・久米北条郡）と備前国・備中国・美作国の広範囲の地域に及んでいる。
| 年月日                    | 合併された市町村                                                             |
| ------------------------- | ---------------------------------------------------------------------------- |
| 1889年（明治22年）6月1日  | 市制施行                                                                     |
| 1899年（明治32年）8月1日  | 御野村、伊島村、石井村、鹿田村、古鹿田村、福浜村の各一部と、三櫂村全域       |
| 1921年（大正10年）3月1日  | 伊島村、石井村、鹿田村全域と、御野村の大部分                                 |
| 1931年（昭和6年）4月1日   | 宇野村、平井村、福浜村                                                       |
| 1950年（昭和25年）12月1日 | （児島湾埋立地を編入）                                                       |
| 1952年（昭和27年）4月1日  | 牧石村、大野村、今村、芳田村、白石村、甲浦村、三蟠村、沖田村、操陽村、富山村 |
| 1953年（昭和28年）3月1日  | 牧山村、高月村の各一部                                                       |
| 1954年（昭和29年）4月1日  | 高島村、幡多村、財田町、小串村全域と、御津町の一部                           |
| 1969年（昭和44年）2月18日 | 西大寺市                                                                     |
| 1971年（昭和46年）1月8日  | 一宮町、津高町、高松町                                                       |
| 1971年（昭和46年）3月8日  | 吉備町、妹尾町、福田村                                                       |
| 1971年（昭和46年）5月1日  | 上道町、興除村、足守町(これにより、上道郡は消滅。)                           |
| 1975年（昭和50年）5月1日  | 藤田村                                                                       |
| 2005年（平成17年）3月22日 | 御津町、灘崎町(これにより、児島郡は消滅。)                                   |
| 2007年（平成19年）1月22日 | 建部町、瀬戸町(これにより、御津郡及び赤磐郡は消滅。)                         |

※ 1969年（昭和44年）以降に合併された旧市役所・町村役場は、岡山市の区役所・支所・地域センターとして引き継がれている。
住所表記の変遷（2005年（平成17年）以降）
|              | - 2005年（平成17年）3月21日 | 2005年（平成17年）3月22日 - 2007年（平成19年）1月21日 | 2007年（平成19年）1月22日 - 2009年（平成21年）3月31日 | 2009年（平成21年）4月1日 - 2010年（平成22年）3月21日 | 2010年（平成22年）3月22日 - 現在 |
| ------------ | --------------------------- | ----------------------------------------------------- | ----------------------------------------------------- | ---------------------------------------------------- | -------------------------------- |
| 旧・岡山市域 | 岡山市○○                    | 岡山市○○                                              | 岡山市○○                                              | 岡山市北区○○                                         | 岡山市北区○○                     |
| 旧・岡山市域 | 岡山市○○                    | 岡山市○○                                              | 岡山市○○                                              | 岡山市中区○○                                         |                                  |
| 旧・岡山市域 | 岡山市○○                    | 岡山市○○                                              | 岡山市○○                                              | 岡山市東区○○                                         |                                  |
| 旧・岡山市域 | 岡山市○○                    | 岡山市○○                                              | 岡山市○○                                              | 岡山市南区○○                                         |                                  |
| 旧・御津町域 | 御津郡御津町○○              | 岡山市御津○○                                          | 岡山市御津○○                                          | 岡山市北区御津○○                                     | 岡山市北区御津○○                 |
| 旧・灘崎町域 | 児島郡灘崎町○○              | 岡山市灘崎町○○                                        | 岡山市灘崎町○○                                        | 岡山市南区灘崎町○○                                   | 岡山市南区○○                     |
| 旧・建部町域 | 御津郡建部町○○              | 御津郡建部町○○                                        | 岡山市建部町○○                                        | 岡山市北区建部町○○                                   | 岡山市北区建部町○○               |
| 旧・瀬戸町域 | 赤磐郡瀬戸町○○              | 赤磐郡瀬戸町○○                                        | 岡山市瀬戸町○○                                        | 岡山市東区瀬戸町○○                                   | 岡山市東区瀬戸町○○               |

- 旧・灘崎町域は、編入合併（2005年（平成17年）3月） → 政令市移行（2009年（平成21年）4月） → 合併特例区終了（2010年（平成22年）3月）と、住所表記が3回変更されている。
- 旧・建部町域・旧瀬戸町域については、合併特例区の期限終了後も、「建部町」「瀬戸町」の表記がそれぞれ存続している。
- 旧・御津町域については、合併特例区の期限終了後、御津町の「町」を取った「御津」の表記が用いられている。

## 議会

### 県議会
- 定数：19名
- 任期：2019年4月30日 - 2023年4月29日

| 選挙区           | 氏名       | 会派名                       |
| ---------------- | ---------- | ---------------------------- |
| 北区・加賀郡 (8) | 河本勉     | 自由民主党岡山県議団         |
| 北区・加賀郡 (8) | 波多洋治   | 自由民主党岡山県議団         |
| 北区・加賀郡 (8) | 太田正孝   | 自由民主党岡山県議団         |
| 北区・加賀郡 (8) | 福田司     | 自由民主党岡山県議団         |
| 北区・加賀郡 (8) | 高原俊彦   | 民主・県民クラブ(立憲民主党) |
| 北区・加賀郡 (8) | 大塚愛     | 民主・県民クラブ(緑の党推薦) |
| 北区・加賀郡 (8) | 増川英一   | 公明党岡山県議団             |
| 北区・加賀郡 (8) | 蜂谷弘美   | 無所属                       |
| 中区 (4)         | 小倉弘行   | 自由民主党岡山県議団         |
| 中区 (4)         | 髙橋徹     | 民主・県民クラブ(国民民主党) |
| 中区 (4)         | 笹井茂智   | 公明党岡山県議団             |
| 中区 (4)         | 氏平三穂子 | 日本共産党岡山県議会議員団   |
| 東区 (3)         | 福島恭子   | 自由民主党岡山県議団         |
| 東区 (3)         | 乙倉賢一   | 自由民主党岡山県議団         |
| 東区 (3)         | 中川雅子   | 民主・県民クラブ             |
| 南区 (4)         | 小林孝一郎 | 自由民主党岡山県議団         |
| 南区 (4)         | 大橋和明   | 自由民主党岡山県議団         |
| 南区 (4)         | 荒島俊造   | 公明党岡山県議団             |
| 南区 (4)         | 木口京子   | 無所属                       |

### 衆議院
岡山県第1区
- 選挙区：岡山1区（岡山市北区の一部、南区の一部、吉備中央町（旧加茂川町域））
- 任期：2021年10月31日 - 2025年10月30日
- 当日有権者数：364,162人
- 投票率：46.73％

| 当落 | 候補者名 | 年齢 | 所属党派   | 新旧別 | 得票数   | 重複 |
| ---- | -------- | ---- | ---------- | ------ | -------- | ---- |
| 当   | 逢沢一郎 | 67   | 自由民主党 | 前     | 90,939票 | ○    |
|      | 原田謙介 | 35   | 立憲民主党 | 新     | 65,499票 | ○    |
|      | 余江雪央 | 44   | 日本共産党 | 新     | 8,990票  |      |

岡山県第2区
- 選挙区：岡山2区（岡山市北区の一部、中区、東区の一部、南区の一部、玉野市、瀬戸内市）
- 任期：2021年10月31日 - 2025年10月30日
- 当日有権者数：289,071人
- 投票率：50.42％

| 当落 | 候補者名 | 年齢 | 所属党派   | 新旧別 | 得票数   | 重複 |
| ---- | -------- | ---- | ---------- | ------ | -------- | ---- |
| 当   | 山下貴司 | 56   | 自由民主党 | 前     | 80,903票 | ○    |
| 比   | 津村啓介 | 50   | 立憲民主党 | 元     | 62,555票 | ○    |

岡山県第3区
- 選挙区：岡山3区（岡山市東区（旧瀬戸町の区域）、津山市、備前市、赤磐市、真庭市（旧北房町域を除く）、美作市、和気郡、真庭郡、苫田郡、勝田郡、英田郡、久米郡）
- 任期：2021年10月31日 - 2025年10月30日
- 当日有権者数：270,565人
- 投票率：57.97％

| 当落 | 候補者名   | 年齢 | 所属党派   | 新旧別 | 得票数   | 重複 |
| ---- | ---------- | ---- | ---------- | ------ | -------- | ---- |
| 当   | 平沼正二郎 | 41   | 無所属     | 新     | 68,631票 |      |
| 比当 | 阿部俊子   | 62   | 自由民主党 | 前     | 54,930票 | ○    |
|      | 森本栄     | 73   | 立憲民主党 | 新     | 23,316票 | ○    |
|      | 尾崎宏子   | 65   | 日本共産党 | 新     | 7,760票  |      |

## 施設

### 警察
警察署は市内に6箇所あり、政令指定都市であるため岡山県警の市警察部が統括している。管轄区域は概ね行政区の区域と一致するが、一部は合併以前の管轄のままとなっている地域がある。
- 岡山中央警察署：中区全域と北区のうち、概ねJR岡山駅以東の都心部を管轄
- 岡山西警察署：北区のうち、概ねJR岡山駅以西の都心部を含む西部と一宮・高松・吉備・足守地区を管轄
- 岡山北警察署：北区のうち、御津地域・建部地域地区を管轄
- 岡山南警察署：南区全域を管轄
- 岡山東警察署：東区のうち、西大寺・上道地域地区を管轄
- 赤磐警察署：東区のうち瀬戸地区を管轄
- 倉敷警察署（倉敷市）：北区大内田（岡山県総合流通センター吉備地区）の一部を管轄

※ 詳細な管轄区域については、岡山県警察署の名称、位置及び管轄区域に関する条例において確認することができる。

### 消防
消防は全域を岡山市消防局が担当し、北・中・東・西・南の5消防署・1分署・13出張所（うち1出張所は岡山市へ消防・救急業務を委託している吉備中央町に設置）・1救急ステーションが設置され、岡南飛行場には消防航空隊の基地が設置されており、北消防署には特別高度救助隊が組織されている。
- 岡山市北消防署（北区北東部を管轄）
  - 番町分署・津高出張所・御津出張所・建部出張所・今出張所
- 岡山市中消防署（中区を管轄）
  - 旭東出張所・竜操出張所
- 岡山市東消防署（東区を管轄）
  - 可知出張所・上道出張所・瀬戸出張所
- 岡山市西消防署（北区西部を管轄）
  - 高松出張所・吉備中央出張所（吉備中央町）・吉備中央出張所足守救急ステーション
- 岡山市南消防署（南区を管轄）
  - 妹尾出張所・灘崎出張所

2009年（平成21年）度以降の管轄区域は概ね行政区の区域と一致している。北区については北消防署と西消防署の2署が管轄する。新設の西消防署の管轄区域は、北区のうち、京山、石井、中山、高松、足守の各中学校区、御南中学校区のうち笹ヶ瀬川以西、吉備中央町である。北消防署の管轄区域は北区のうち西消防署の管轄区域を除く区域である。また、西消防署の新設により、三門出張所と庭瀬出張所は西消防署に統合という形で廃止された。2010年（平成22年）度より西消防署の高度救助隊が、政令指定都市に設置が義務付けられている特別高度救助隊へと格上げされた。2014年（平成26年）には岡山市では22年半ぶりとなる分署、番町分署が開設された。2016年（平成28年）に北消防署新築移転に伴い、西消防署から特別高度救助隊が配置転換された。2017年（平成29年）に西消防署吉備津出張所新築移転に伴い、高松出張所へ改称された。

### 医療

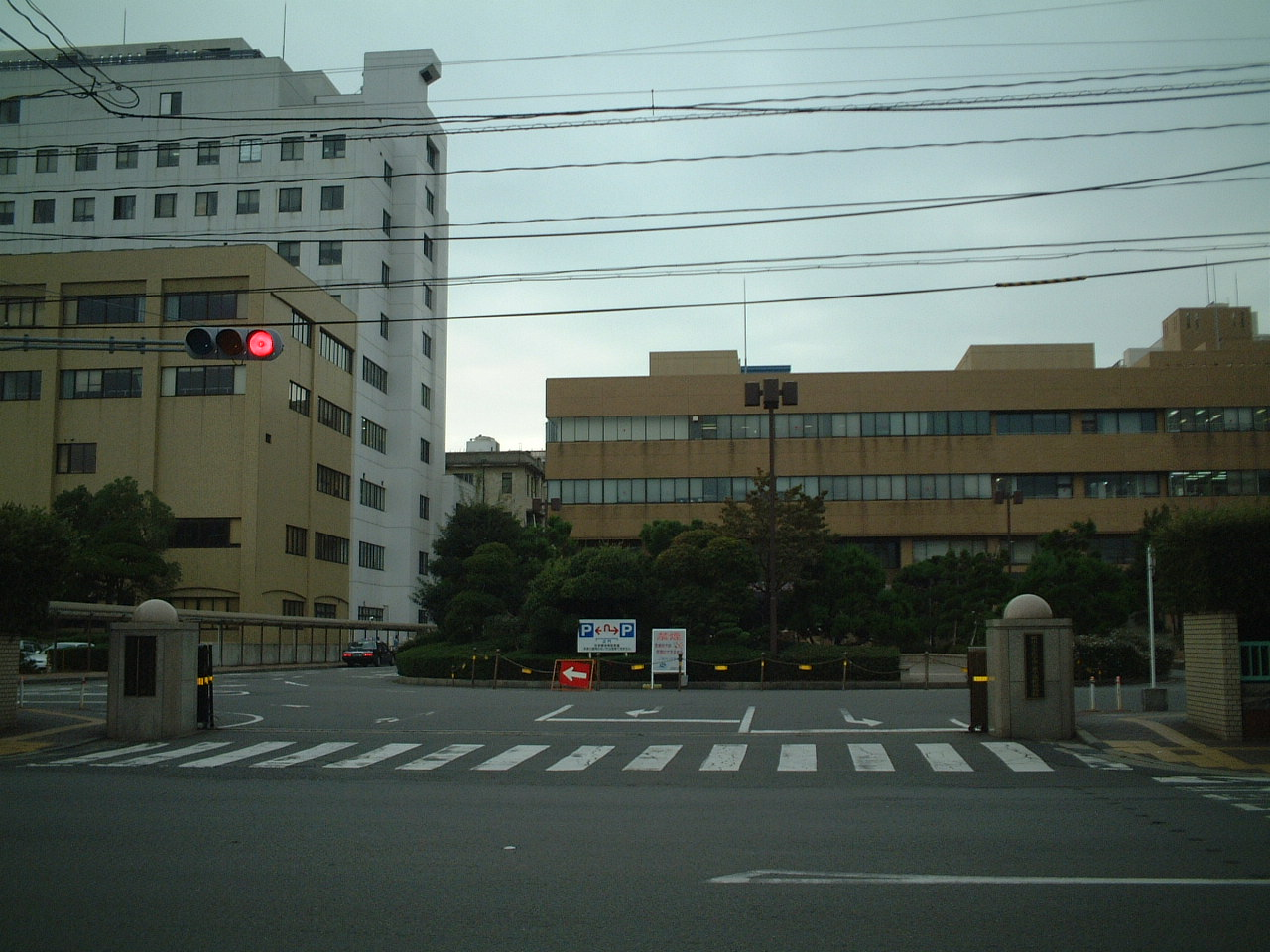
岡山大学病院

#### 主な医療機関
北区（岡山市北部・中心部）
- 岡山市立市民病院
- 岡山市立金川病院
- 岡山大学病院
- 国立病院機構岡山医療センター
- 岡山赤十字病院
- 岡山済生会総合病院
- 済生会吉備病院
- 川崎医科大学総合医療センター
- 心臓病センター榊原病院
- 岡山市久米南町組合立国民健康保険福渡病院
- 光生病院
- 岡山中央病院

中区（岡山市東部）
- 岡山協立病院
- 岡山東中央病院
- 岡山旭東病院
- 岡山博愛会病院
- 竜操整形外科病院

東区（岡山市西大寺地区）
- 岡山西大寺病院
- 岡村一心堂病院

南区（岡山市南部）
- 岡山市立せのお病院
- 岡山労災病院
- 重井医学研究所付属病院
- セントラル・シティ病院

### 文化施設

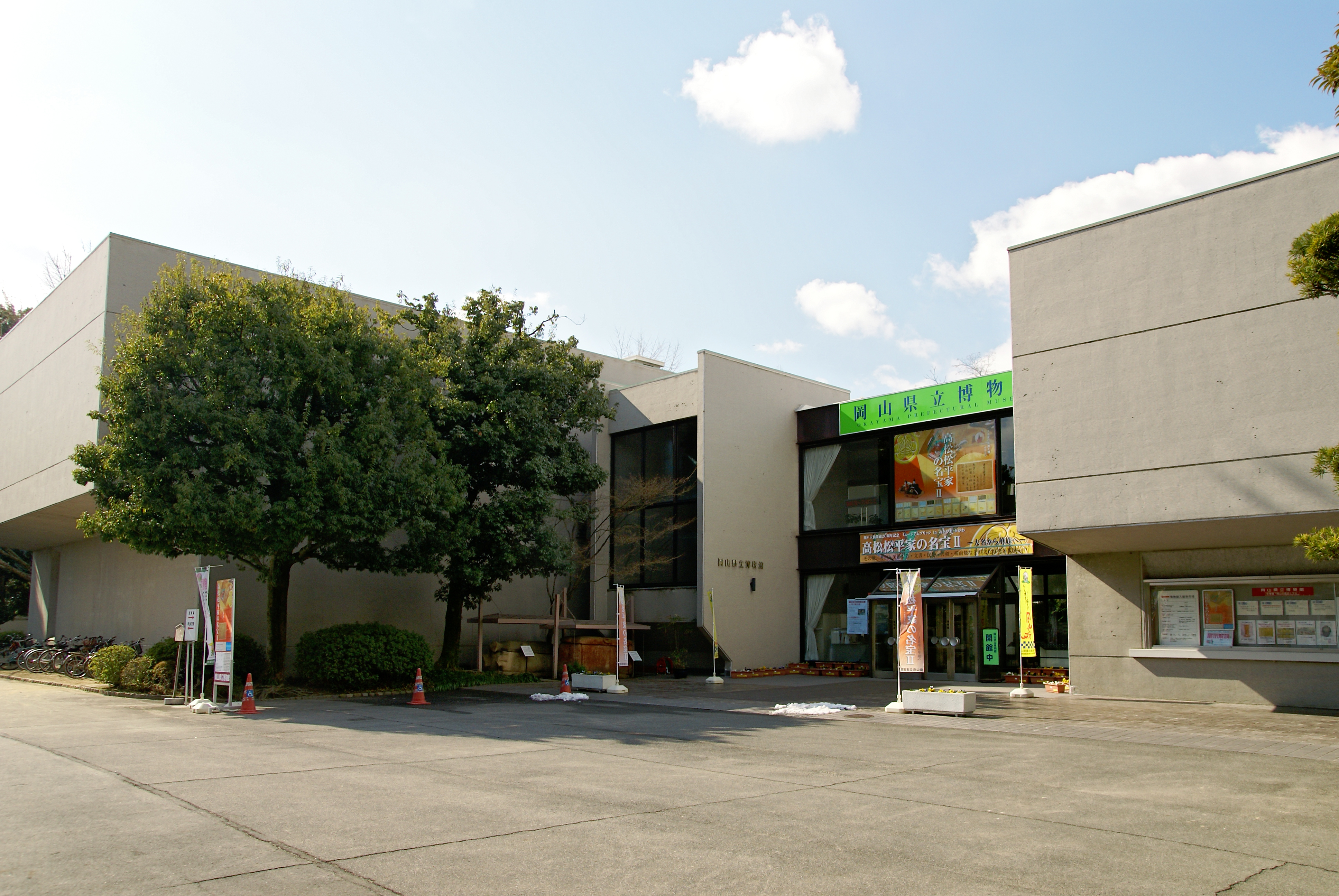
岡山県立博物館
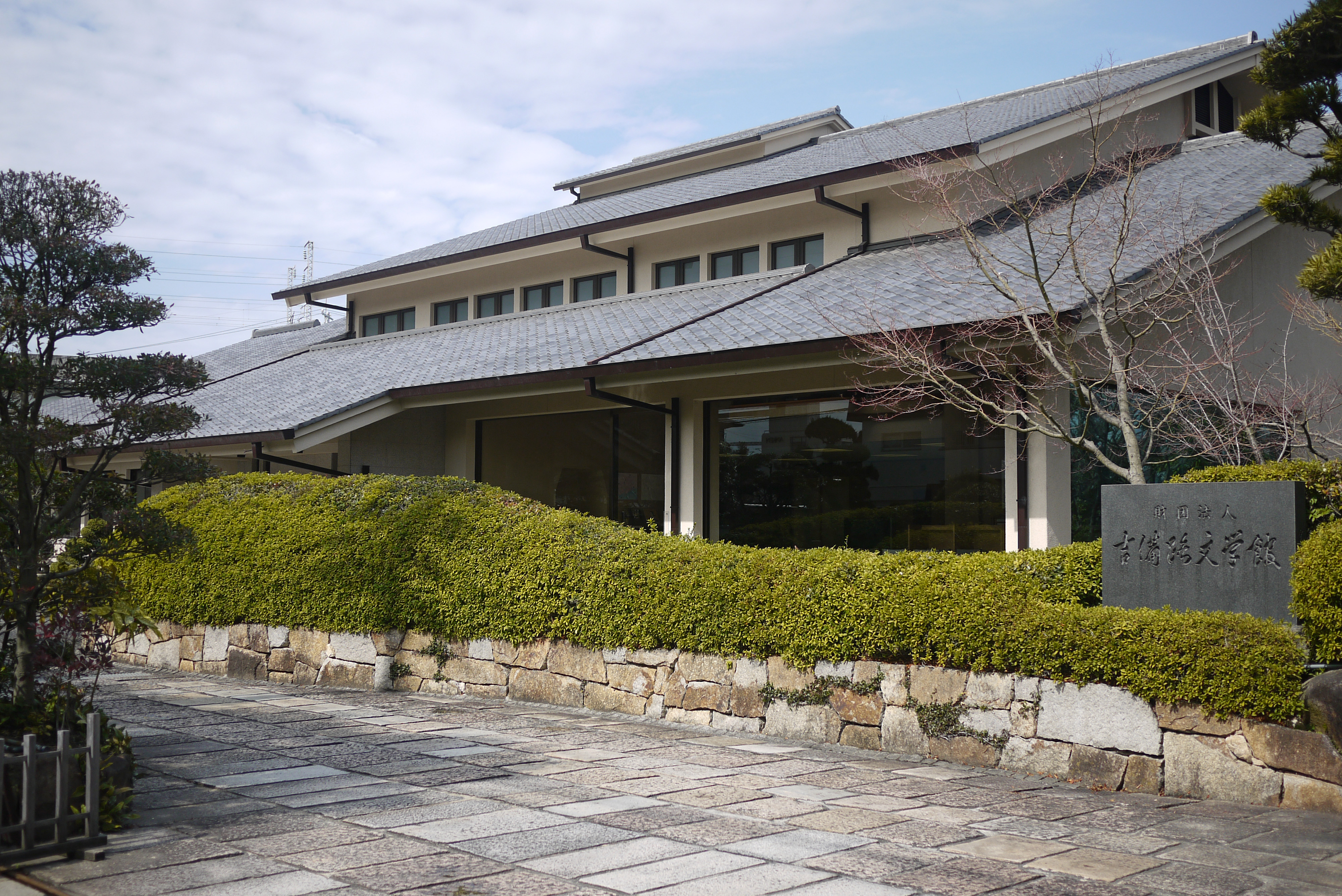
吉備路文学館
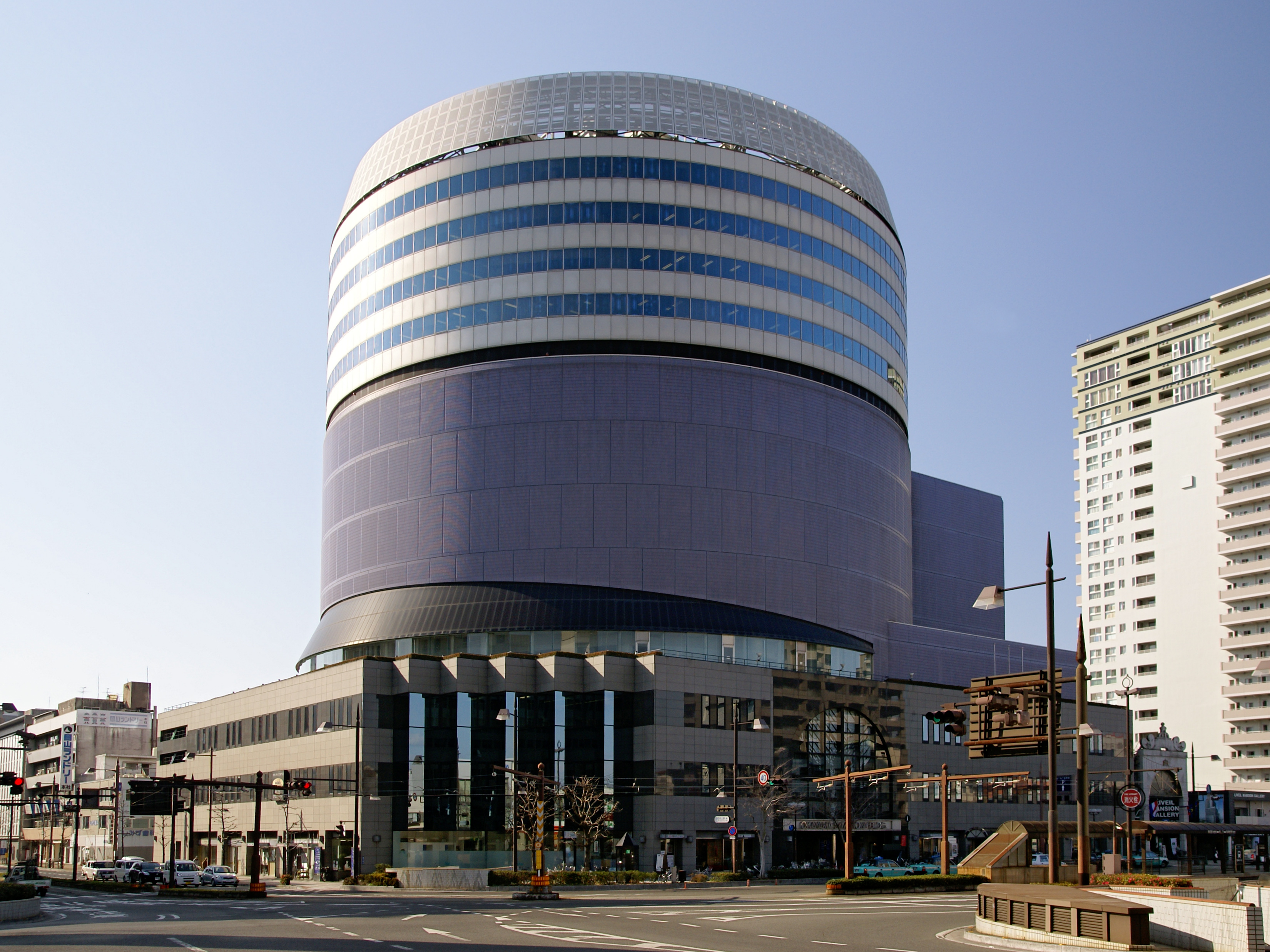
岡山シンフォニーホール
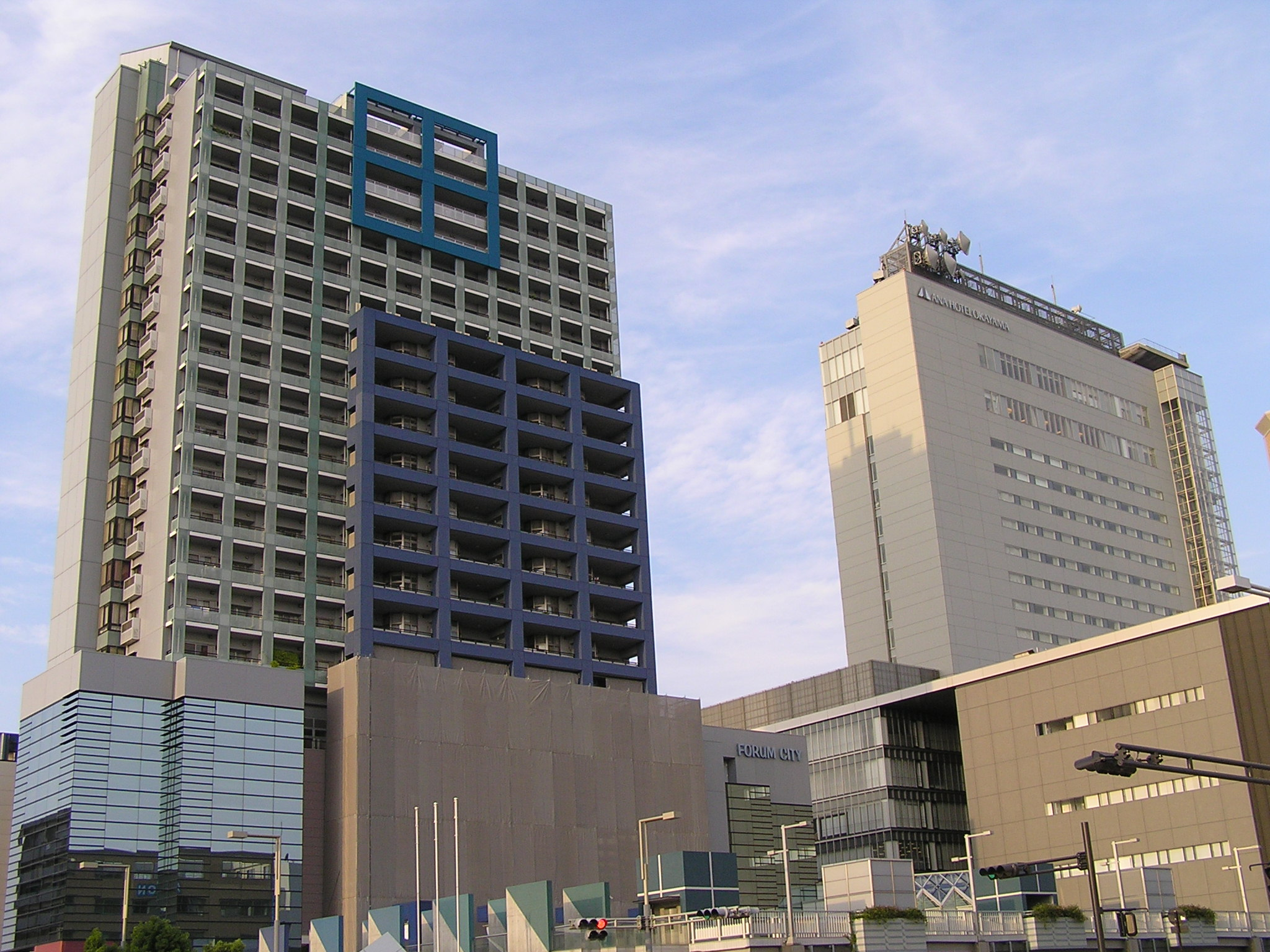
岡山コンベンションセンター

#### 美術館・博物館
- 岡山県立美術館
- 岡山県立博物館
- 岡山市立オリエント美術館
- 林原美術館
- 夢二郷土美術館
- 吉備路文学館
- 岡山シティミュージアム
- 岡山市環境学習センター めだかの学校

#### 図書館
主な図書館
- 岡山県立図書館
- 岡山市立中央図書館

#### コンベンション・コンサート
- コンベックス岡山
- 岡山シンフォニーホール
- 岡山芸術創造劇場
- 三木記念ホール
- 岡山市立西大寺公民館
- 岡山コンベンションセンター（ママカリフォーラム）
- ルネスホール
- オルガホール

### 郵便局
主な郵便局
郵便番号は以下の通りである。

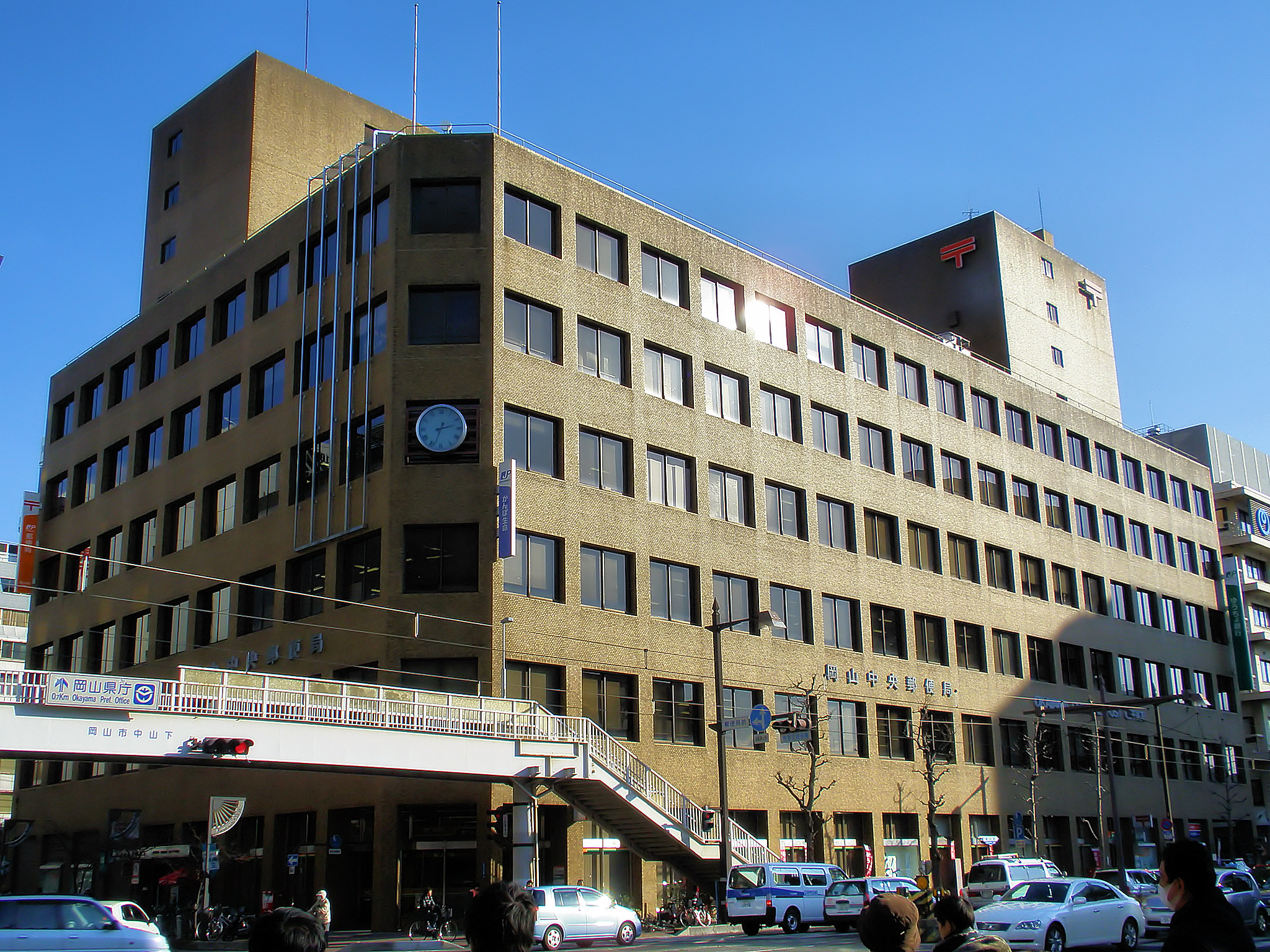
岡山中央郵便局

- 岡山中央郵便局：700-00xx、700-08xx、700-09xx、700-85xx、700-86xx、700-87xx、701-01xx（701-010x～011x、0192～0195を除く）、701-11xx、701-21xx[注 1]
- 妹尾郵便局：701-02xx、709-12xx[注 2]
- 備前一宮郵便局：701-12xx
- 高松郵便局：701-13xx、701-14xx、701-15xx、701-16xx[注 3]
- 岡山南郵便局：702-80xx、702-85xx、702-86xx、702-87xx
- 岡山東郵便局：703-82xx、703-85xx、703-86xx、703-87xx
- 西大寺郵便局：704-81xx、704-85xx、704-86xx、704-87xx
- 備前瀬戸郵便局：709-08xx、709-06xx、701-22xx、709-07xx[注 4]
- 御津郵便局：709-21xx
- 福渡郵便局：709-31xx
- 倉敷郵便局（倉敷市）：710-00xx、710-08xx、710-85xx、710-86xx、710-87xx、701-01xx（701-010x～011x、0192～0195のみ）、710-01xx、710-11xx、710-13xx[注 5] - 南区植松のみ

### 運動施設
- 岡山県総合グラウンド
  - 岡山県野球場
  - 岡山武道館
  - 岡山県総合グラウンド陸上競技場（シティライトスタジアム）
  - 岡山県総合グラウンド体育館（桃太郎アリーナ）
- 岡山ドーム
- 浦安総合公園
  - 岡山市総合文化体育館
- 岡山国際スケートリンク
- 建部町総合スポーツセンター

## 国の機関
| 裁判所 - 広島高等裁判所岡山支部 - 岡山地方裁判所 - 岡山家庭裁判所 - 岡山簡易裁判所 警察庁 - 中国四国管区警察局岡山県情報通信部 総務省 - 中国四国管区行政評価局岡山行政評監視行政相談センター 法務省 - 岡山地方法務局 - 岡山刑務所 - 岡山少年院 - 岡山少年鑑別所 - 岡山保護観察所 出入国在留管理庁 - 広島出入国在留管理局岡山出張所 公安調査庁 - 中国公安調査局岡山公安調査事務所 検察庁 - 広島高等検察庁岡山支部 - 岡山地方検察庁 - 岡山区検察庁 財務省 - 中国財務局岡山財務事務所 - 神戸税関宇野税関支署岡山空港出張所 国税庁 - 広島国税局岡山西税務署 - 広島国税局岡山東税務署 - 広島国税局西大寺税務署 - 広島国税局瀬戸税務署 - 広島国税不服審判所岡山支所 | 厚生労働省 - 中国四国厚生局岡山事務所 - 広島検疫所岡山空港出張所 - 岡山労働局 - 岡山労働基準監督署 - 岡山公共職業安定所 - 西大寺公共職業安定所 農林水産省 - 中国四国農政局 - 岡山県拠点 - 土地改良技術事務所 - 吉井川農業水利事業所 国土交通省 - 中国地方整備局岡山国道事務所 - 中国地方整備局岡山河川事務所 - 中国地方整備局岡山営繕事務所 - 中国運輸局岡山運輸支局 気象庁 - 岡山地方気象台 環境省 - 中国四国地方環境事務所 防衛省 - 自衛隊岡山地方協力本部 - 陸上自衛隊三軒屋駐屯地 |

## 対外関係

### 姉妹都市･提携都市

#### 海外

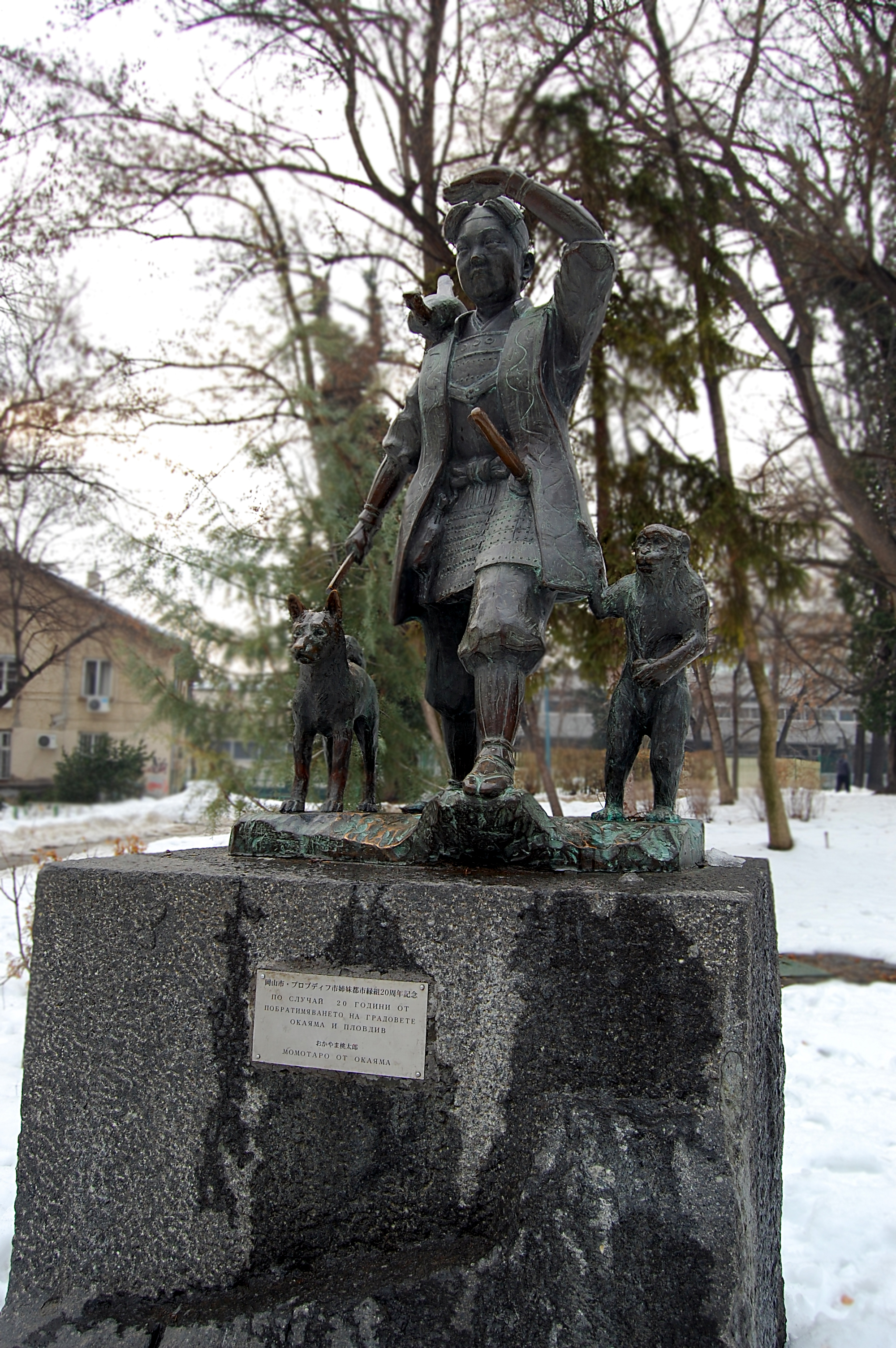
岡山とプロヴディフが姉妹都市になって20周年を記念して建てられた桃太郎の像

岡山市は、海外の6都市・2地域と交流を行っている。
国際友好交流都市
- サンノゼ市（アメリカ合衆国 カリフォルニア州）[25][27]
  - 1957年（昭和32年）5月26日 姉妹都市提携[25][27]。

1956年（昭和31年）、広島アメリカ文化センター館長から都市縁組が打診され、姉妹都市提携に至る。なお、これは日本で3番目の海外姉妹都市提携である。1965年（昭和40年）にはサンノゼ市に後楽園を模した日本友情庭園が開設された。
- サンホセ市（コスタリカ共和国 サンホセ州）[25][27]
  - 1969年（昭和44年）1月27日 姉妹都市提携[25][27]

米国サンノゼ市がサンホセ市と姉妹都市提携。サンノゼ市長が3都市による姉妹都市提携を提案したことから。10年ごとに訪問団の受け入れ・派遣を行っており、2002年にはサンホセ市に「岡山公園」が岡山市民の寄付により造営された。
- プロヴディフ市（ブルガリア共和国 プロヴディフ州）[25][27]
  - 1972年（昭和47年）4月28日 姉妹都市提携[25][27]

1969年（昭和44年）2月、駐日ブルガリア大使からプロヴディフ市との都市縁組が打診される。
- 洛陽市（中華人民共和国 河南省）[25][27]
  - 1981年（昭和56年）4月6日 姉妹都市提携[25][27]

吉備真備が遣唐副使として洛陽を訪れたことを縁とし、人口規模（当時ともに約50万人）などを共通点とする。2003年（平成15年）4月29日に洛陽市が新竹市との提携に抗議したため提携凍結したが、2006年（平成18年）3月19日に双方の市長が交代し、締結25周年に当たるため、提携凍結を解除し復活が決まった。
- 富川市（大韓民国 京畿道）[25][27]
  - 2002年（平成14年）2月26日 姉妹都市提携[25][27]

祭りを通じた民間交流が積極的に行なわれ、議会同士の姉妹結縁締結や子供・市職員の派遣など交流が積み重ねられたことから姉妹都市提携に至る。
- 新竹市（中華民国 台湾省）[25][27]
  - 2003年（平成15年）4月21日 姉妹都市提携[25][27]

2000年（平成12年）に「岡山市日台友好都市議員連盟」が結成され訪台、議員連盟と新竹市議会や市政府と友好交流に関する覚書を調印し、交流が促進される。
パートナーシップ連携協定締結地域
- ウマティラ・インディアン居留区部族連合 (en) （アメリカ合衆国 オレゴン州 ペンドルトン市）[25][27]
  - 2005年（平成17年）7月27日 友好提携[25][27]

カイユース族 (Cayuse people) 、ウマティラ族 (Umatilla people) 、ワラワラ族 (Walla Walla people) からなる居留地。1993年（平成5年）、ワラワラ族インディアンのドン・サンプソンが「岡山あいフェスティバル」の国際交流フォーラムで講演、また伝統音楽や舞踊を披露したことが交流の契機。相互に交流を深め、友好提携に至る。
- グアム準州（アメリカ合衆国）[25][27]
  - 2010年（平成22年）8月31日 姉妹都市提携[25][27]

1998年（平成10年）3月に岡山－グアム間が空路で結ばれたことを契機として、民間交流が盛んとなったことから。

#### 国内
提携都市
- 釧路市（北海道 釧路総合振興局）
  - 1979年（昭和54年）10月9日 観光交流都市提携[29][30]

1979年（昭和54年）、岡山市の後楽園が送ったメスのタンチョウ（丹頂鶴）を釧路市の丹頂鶴自然公園が預かり、つがいを作ったことが縁（岡山から卵を送り釧路で人工ふ化させたと記述されることもある）。岡山とタンチョウについては岡山県自然保護センターも参照。

### 国際機関

#### 領事館
名誉領事館
- 在岡山ベラルーシ共和国名誉領事館（東区）

## 経済

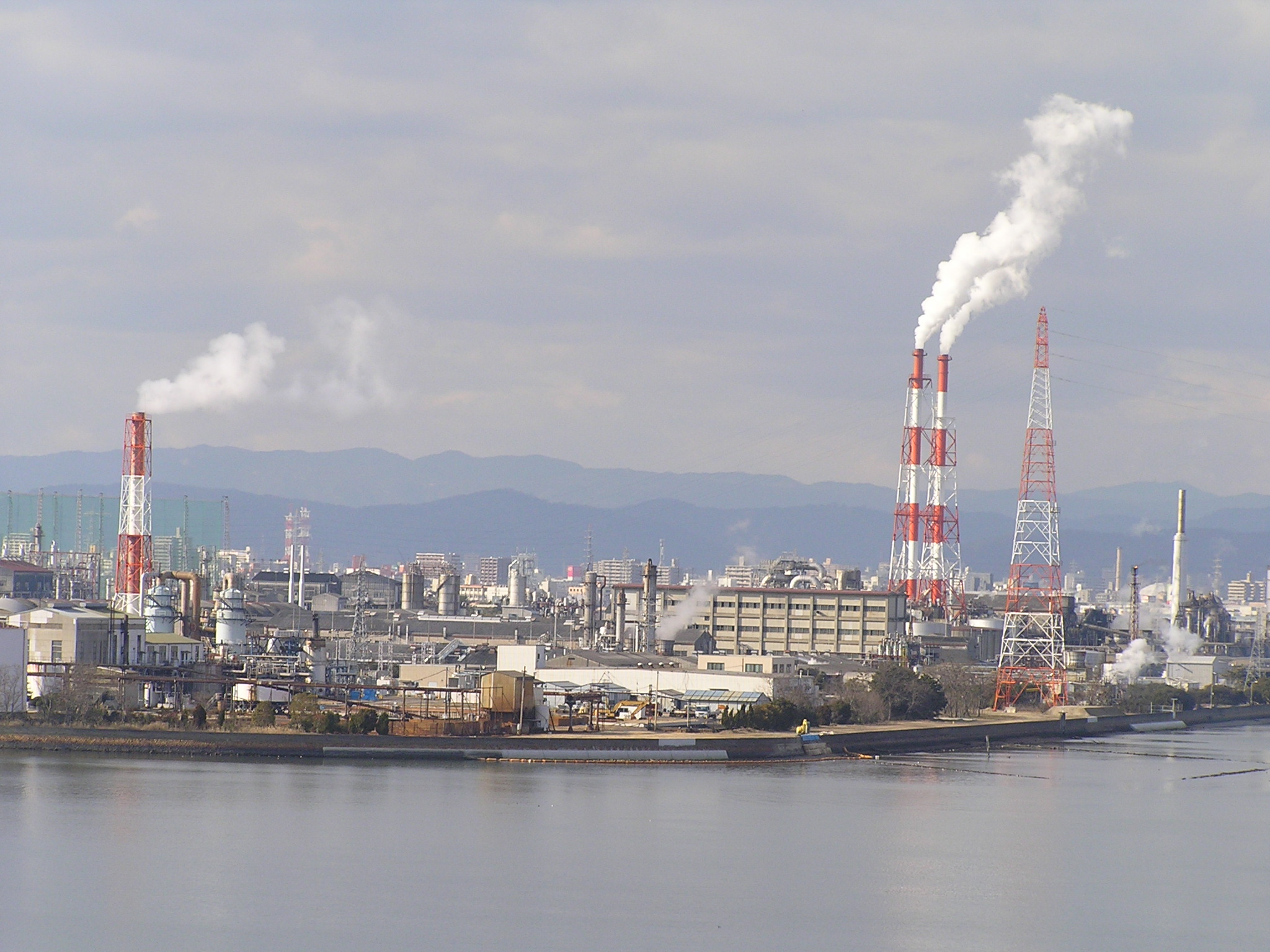
岡南工業地帯

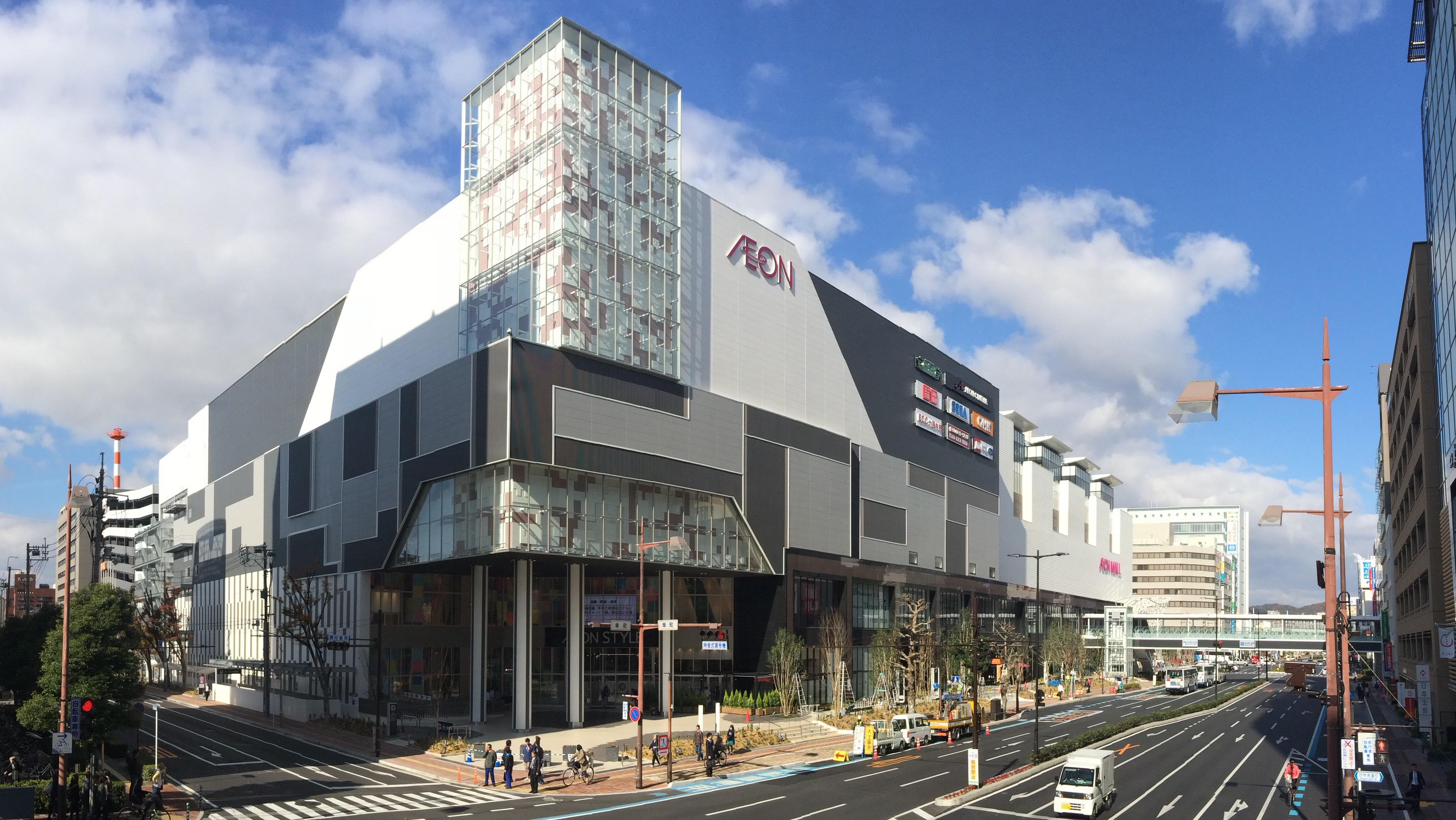
都市型モールイオンモール岡山

### 第一次産業
北部の高原・丘陵地帯では、全国的にもブランド力のある品目を多く抱えている果物の栽培が盛んであり、岡山市の一大産業となっている。「桃（白桃、清水白桃、黄金桃など）」や「葡萄（マスカット、シャインマスカット、ニューピオーネ、桃太郎ふどうなど）」や全国シェアトップである「愛宕梨（あたご梨）」、「鴨梨（ヤーリー）」がその主なブランド品目である。また、乳牛を中心とした畜産も盛んであり、加えて「椎茸」や全国でも珍しい「黄ニラ」の栽培が行われている。
南部の広大な児島湾干拓地に田園地帯を有るため米の生産量が8,900tにのぼり岡山県全体の四分の一を占める。品種は「朝日米」が多く、一部では酒米の「雄町米」も栽培している。その他では「蓮根」、「茄子」やビールの原料となる「二条大麦」などの栽培も行われている。かつて、冬期には「イグサ」栽培の一大産地であったが、現在は僅かになっている。また、日照時間が長い岡山県南の平野部は生花の生産が盛んなところでもある。岡山市内でも「スイートピー」、「デンドロビウム」、「ラークスパー」などが栽培され全国各地に出荷されている。

### 第二次産業
隣接する倉敷市とともに瀬戸内工業地域に属しており、製造品出荷額は8,200億円と岡山県全体の約10%を占める（50%を超える倉敷市に次ぐ2位）。機械・化学・食品・印刷などの業種が中心である。
臨海部の児島湾は旭川や吉井川などの一級河川から流出する土砂の堆積により水深が浅く、1万t級の船舶が航行可能な航路を整備することが困難なため重化学工業地帯は形成されていない。そのため、岡南工業地帯にクラレ・DOWAホールディングス・西日本ダイケンプロダクツなど、また、旭川東岸の新岡南地区と九蟠地区には、ヤンマーアグリ（ヤンマーグループ）や中四国セキスイハイム工業（セキスイツーユーホームを製造）、永谷園など全体的に軽工業系の工場が多い。
これらのことから、内陸部の工業団地開発に力を入れており、市内近郊の久米、東岡山や新岡南、などに鉄工、鋳物などに中規模の内陸工業団地が多い。また、「岡山リサーチパーク」や「西大寺新産業ゾーン企業団地」などに研究や物流に重点を置いた事業所の誘致を進めている。周辺4町の編入に伴い、2005年に御津町のカバヤ本社工場と4つの工業団地、2007年には瀬戸町のキリンビール岡山工場などが加わった。

### 第三次産業

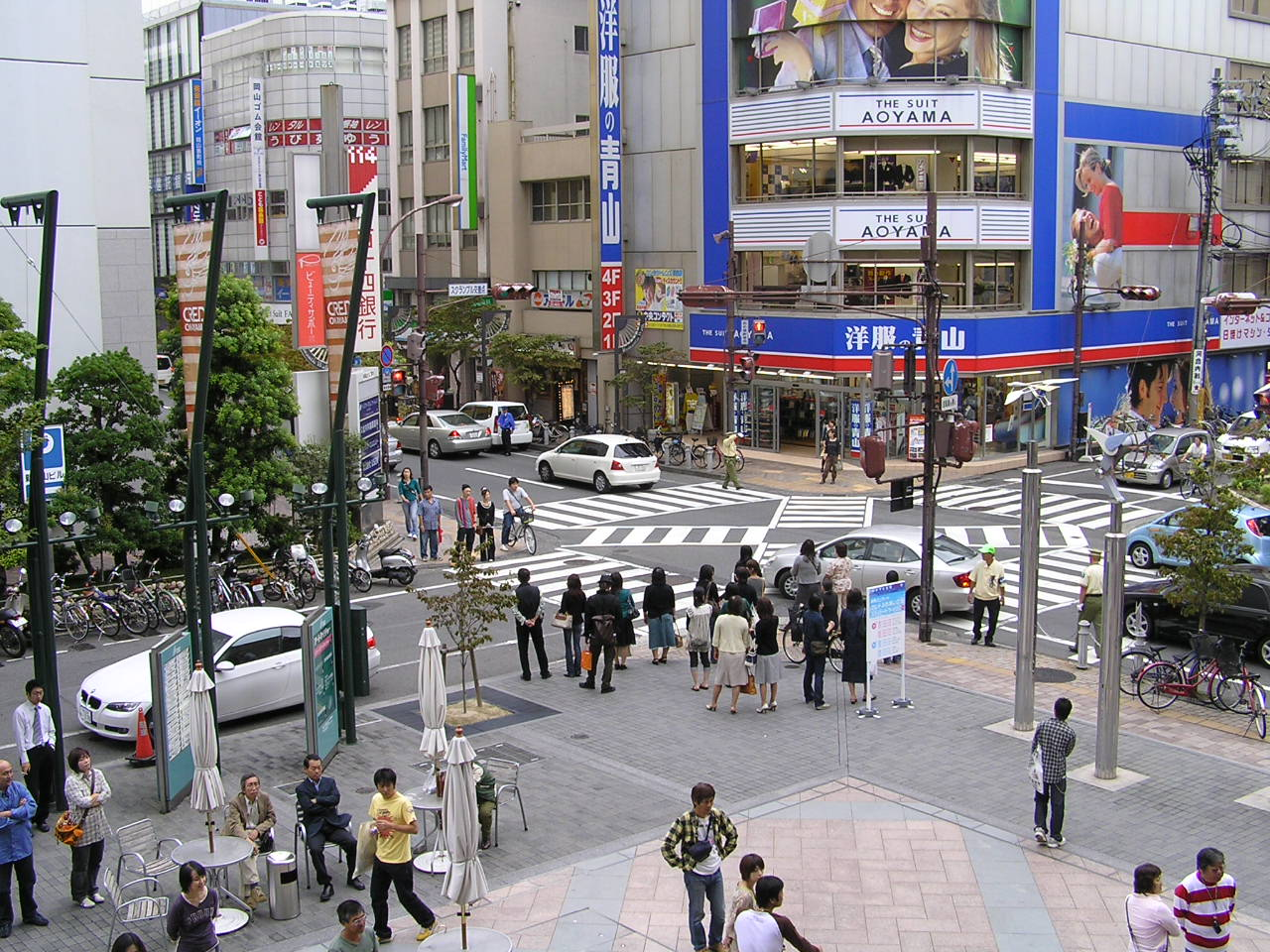
中山下

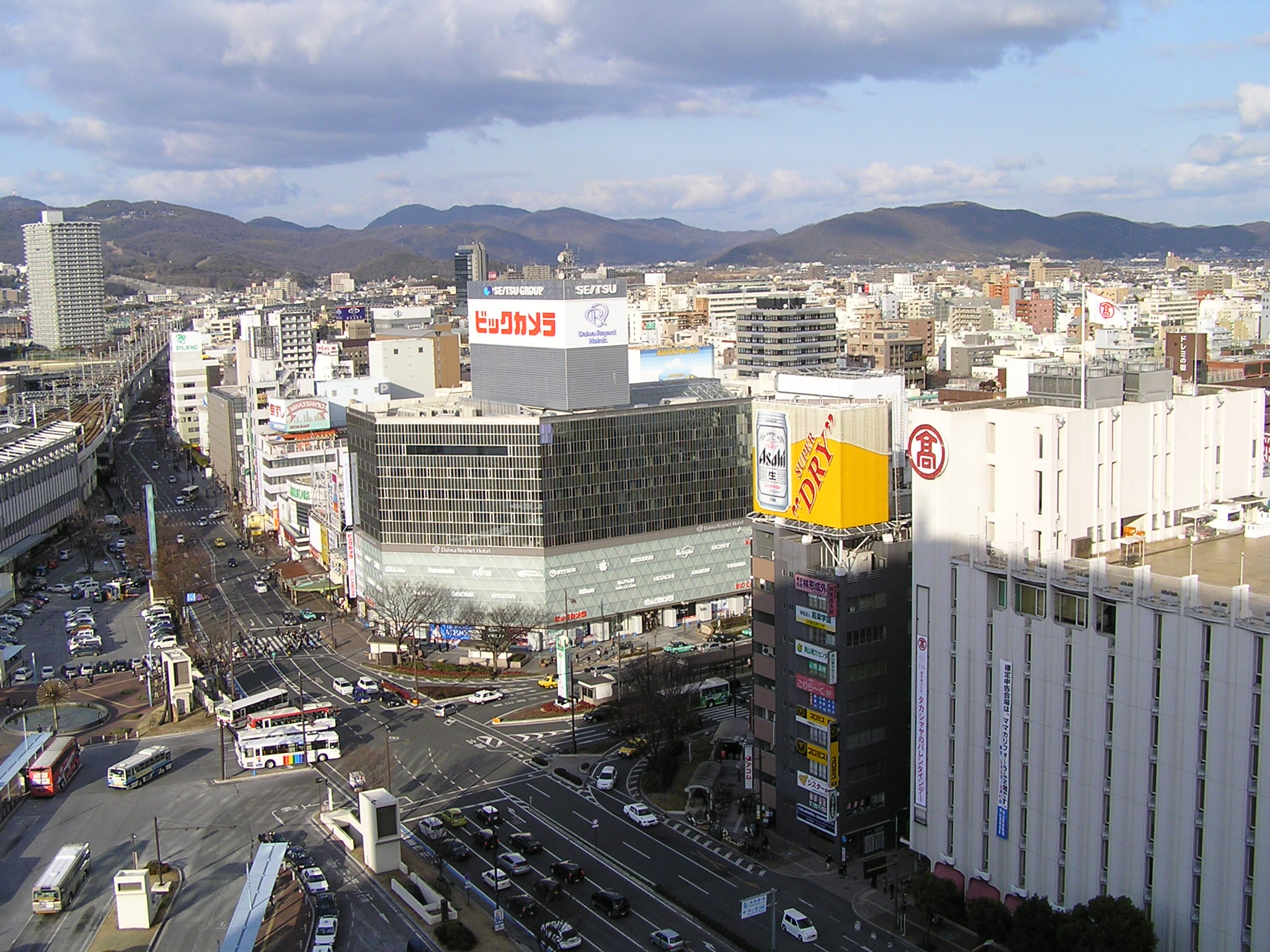
岡山駅東口

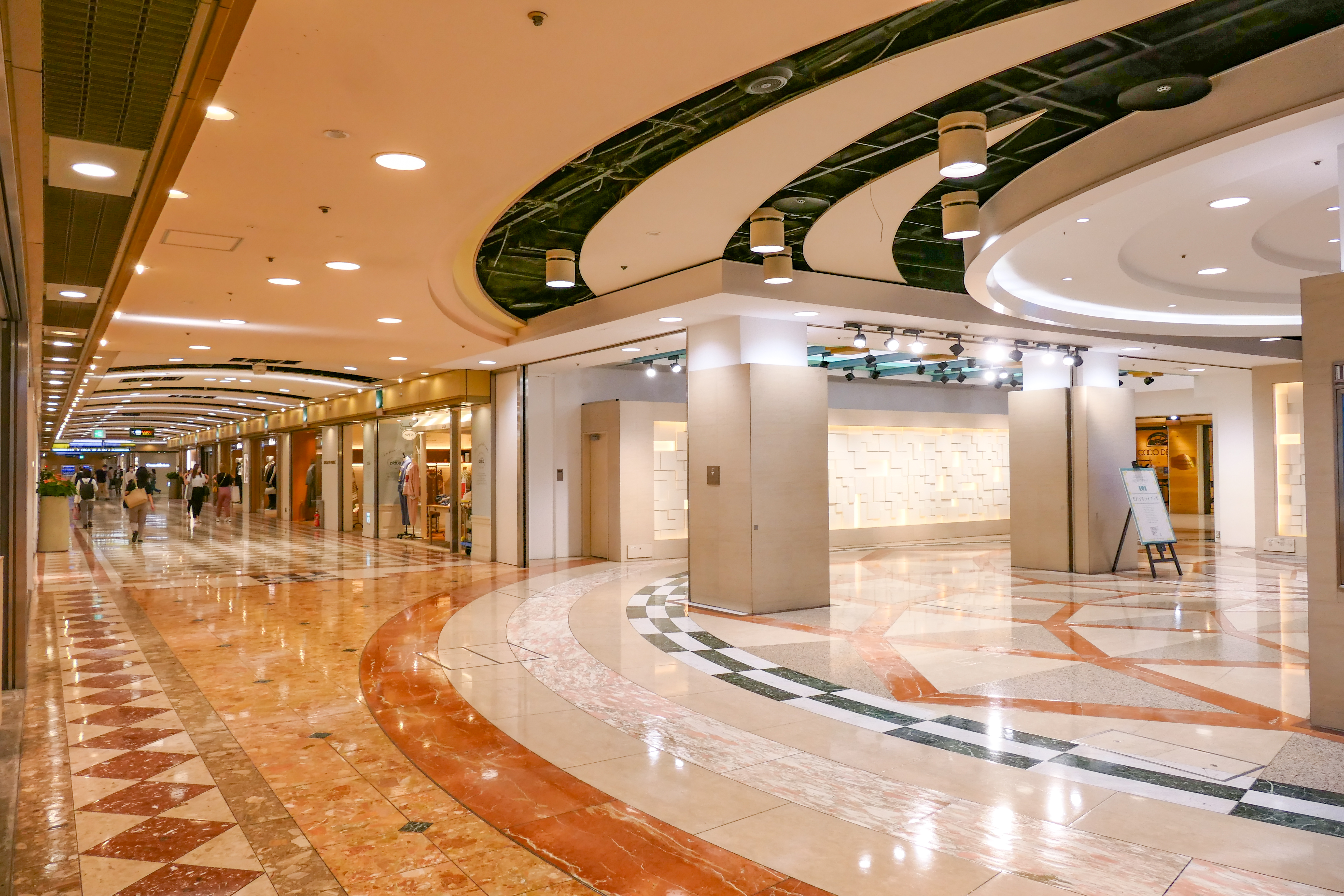
岡山一番街

岡山都市圏の中心都市で県内では圧倒的な集客力があり、代表的な商業地としては表町と岡山駅周辺があげられる。近年の都心商業地の流れとしては、アーケードの商店街から主要施設を結ぶ道路沿いに移行し、分散傾向にあったが、岡山駅周辺の再開発や商業施設進出が相次ぎ、近年都心回帰が起きている。
小売店舗の新規出店などは、1970年代から90年代までは郊外が中心となり、中心部は停滞傾向であった。その後、都心回帰へと流れが変わると、1998年JTが市役所筋の工場跡に建設したイトーヨーカドーとジョイポリスの複合施設「ジョイフルタウン岡山」が再開発の先駆けとなった。また、高層マンションの建設も相次ぎ、中心部の居住人口が増加傾向に転じたことも後押しになり、飲食店や雑貨、衣類などの路面店も中心部への出店が活発になっている。
表町
岡山市および岡山県の一大商業集積地であり、中心市街地。旧・城下近くに発展した商業地である。岡山駅前からは徒歩でも行ける範囲であるが、バスや路面電車も走っている。市内バス経路の多くが表町中央部の天満屋バスステーションを経由して岡山駅に向かうことから、買い物客が集まる構造となっている。周辺には中国銀行の本店や岡山県庁なども控え、表町商店街中央部に立地する地場百貨店最大の売上を誇る地元百貨店の天満屋本店を核としてロレックスやカルティエの路面店やロフトやスターバックス、無印良品など幅広い年齢層をターゲットとした商業店舗が集積している。また、商店街北東側の「オランダ通り」が裏通りから若者の街へと変貌している。
近年の動きとしては1999年のクレド岡山や2023年の岡山芸術創造劇場を核とした複合施設などが挙げられる。一方で、北端に岡山シンフォニーホール、南端に岡山芸術創造劇場、東には旧・日銀岡山支店跡を再生したルネスホールなどの劇場・音楽ホールを有し、文化的な色合いを強めている。
岡山城・後楽園などの歴史的施設、美術館や博物館などの文化施設が数多く立地する城下・天神地区などは「岡山カルチャーゾーン」とも呼ばれ、観光ゾーンにも隣接しているため、岡山県風致地区条例で建築物などの制限が課せられている。
岡山駅周辺
岡山駅は広島駅とともに中国四国地方を代表するターミナル駅である。1972年の山陽新幹線・新大阪駅 〜 岡山駅間開業を挟み、髙島屋などの県外資本の大型店の出店や中四国初の本格的、かつ中四国最大の地下街である岡山一番街が開業し、市内中心部の商業地図を2極に塗り替えた比較的新しい地区である。
ここ数年は再開発が相次ぎ、西口に岡山コンベンションセンターとリットシティビル、東口では岡山駅の橋上化による商業施設さんすて岡山、成通岡山ビルに大型家電量販店のビックカメラや杜の街グレースなど、商業施設が相次いでオープンした。
かつて林原（現・ナガセヴィータ）が所有していた岡山駅東口の南側の土地（約46,000m2）は、中四国地方最大規模の複合商業施設イオンモール岡山となった。これまでの郊外型ではない初めての政令指定都市中心駅前に立地する都心型商業施設として、ハンズ、H&M、ZARAなどのテナントやシネマコンプレックス、岡山放送のスタジオ・報道部門のオフィスが併設されている。なお、市役所筋を介して向かい側には同じイオングループのファッションビル岡山ビブレがあったが、イオンモール岡山の開業に伴い、2014年（平成26年）5月11日をもって閉店した。

### 岡山市に本社を置く主な企業
※ 太字は上場企業
製造
- 菅公学生服
- ナカシマプロペラ
- ボブソン
- TAKISAWA
- トンボ
- カーツ
- オージー技研
- ヤンマーアグリ（ヤンマーグループ）
- 岡山製紙
- ナガセヴィータ
- 積水化学工業グループ
  - 岡山積水工業
  - 中四国セキスイハイム工業
- サンワサプライ

食品
- 日本カバヤ・オハヨーホールディングス
- 白十字
- 岡山木村屋
- 宗家 源吉兆庵
- 廣榮堂本店
- 大手饅頭伊部屋
- 宮下酒造

建築・不動産
- 大本組
- アイサワ工業

小売
- 天満屋
- 天満屋ストア
- 山陽マルナカ
- はるやま商事
- カワニシホールディングス
- テイツー（古本市場）
- サンマルク
- タイム
- カイタックグループ
- ザグザグ
- マリンポリス
- わたなべ生鮮館
- ラブドラッグス
- サンヨープレジャー
- ストライプインターナショナル

金融
- 中国銀行
- トマト銀行
- おかやま信用金庫
- 岡山市農業協同組合
- 全日信販

サービス
- アルファ
- イーオン
- ウエスコ

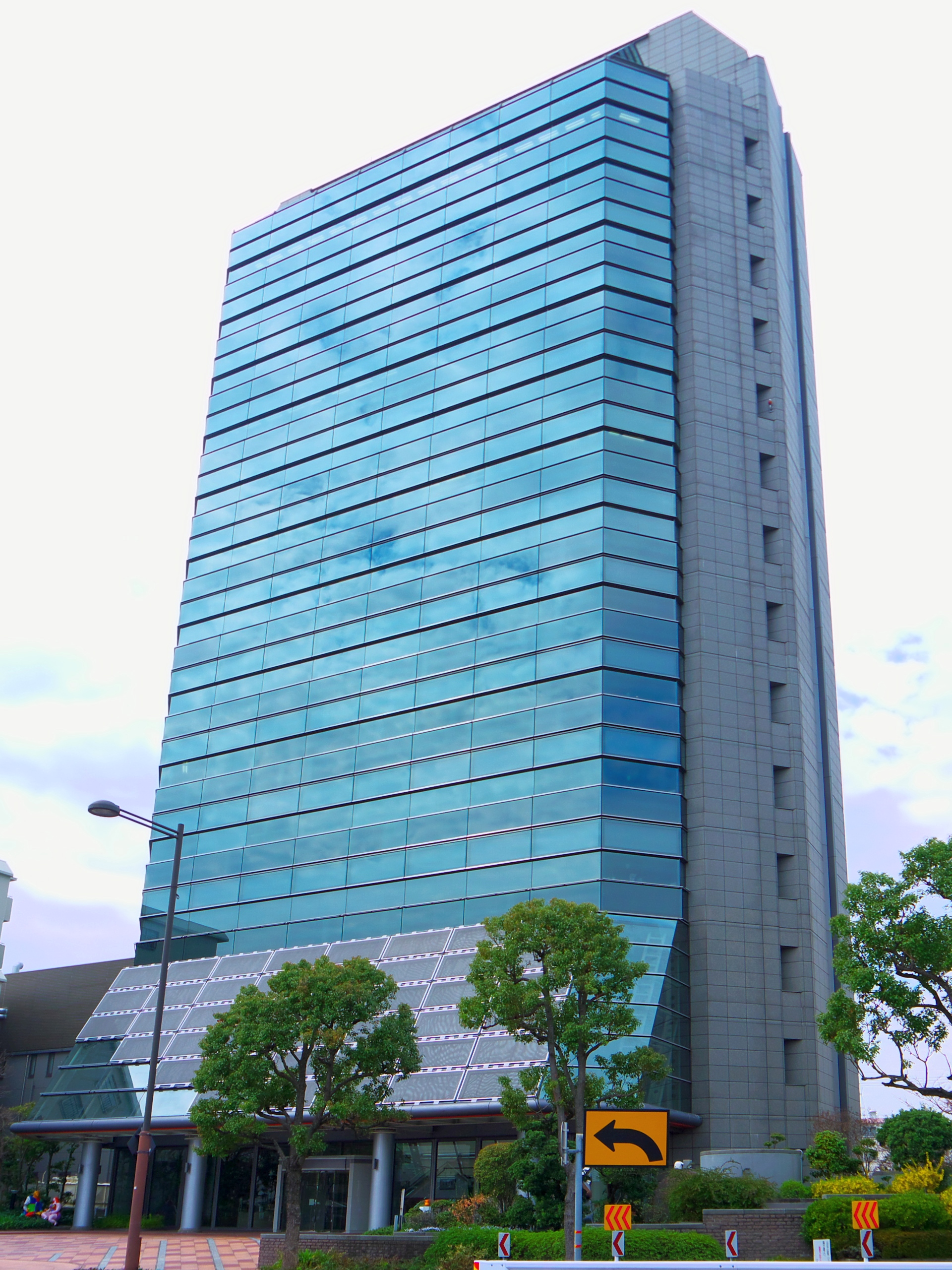
ベネッセコーポレーション本社

サンマルクホールディングス本社

中国銀行本店

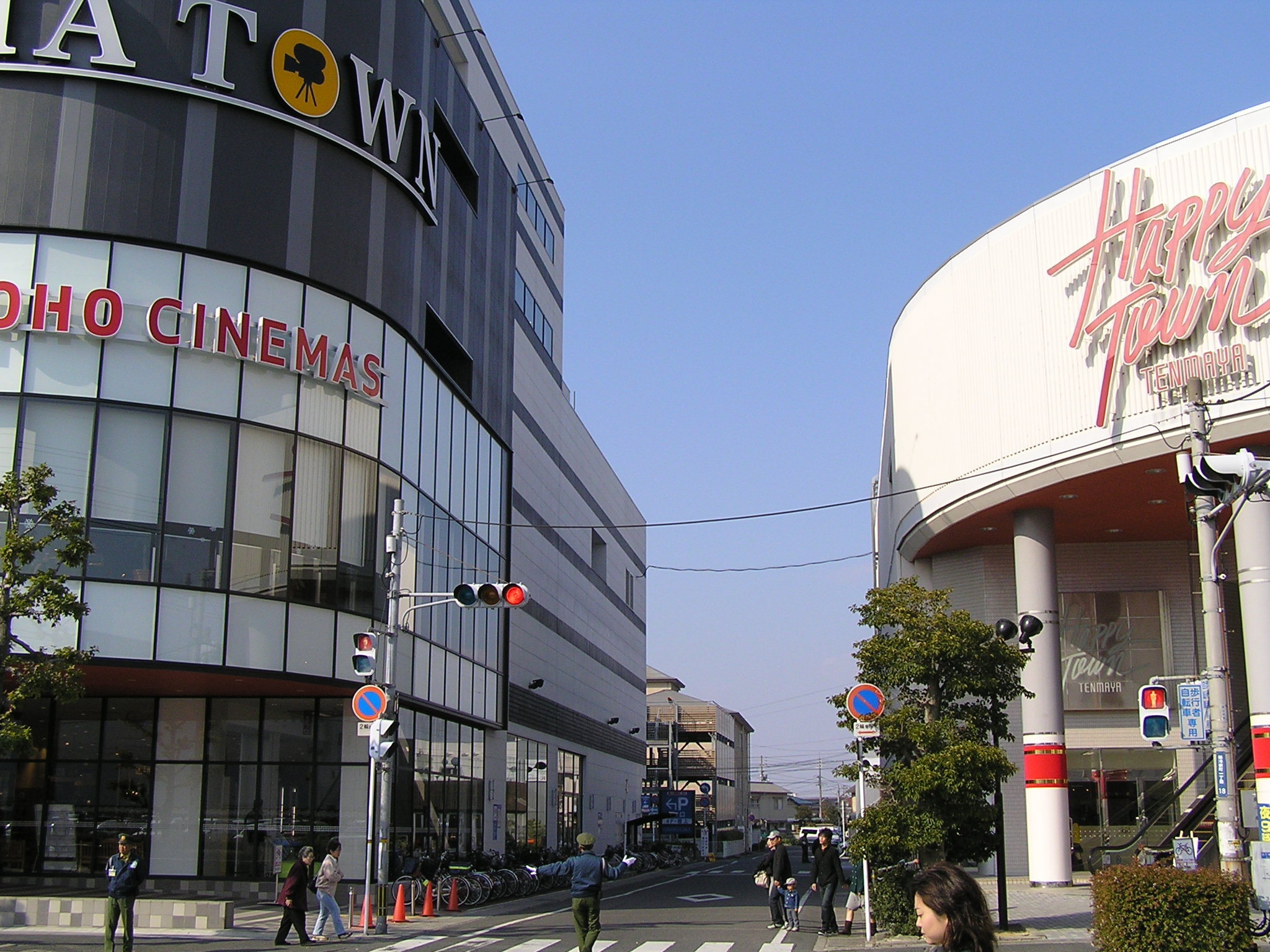
シネマタウン岡南（天満屋ストア）

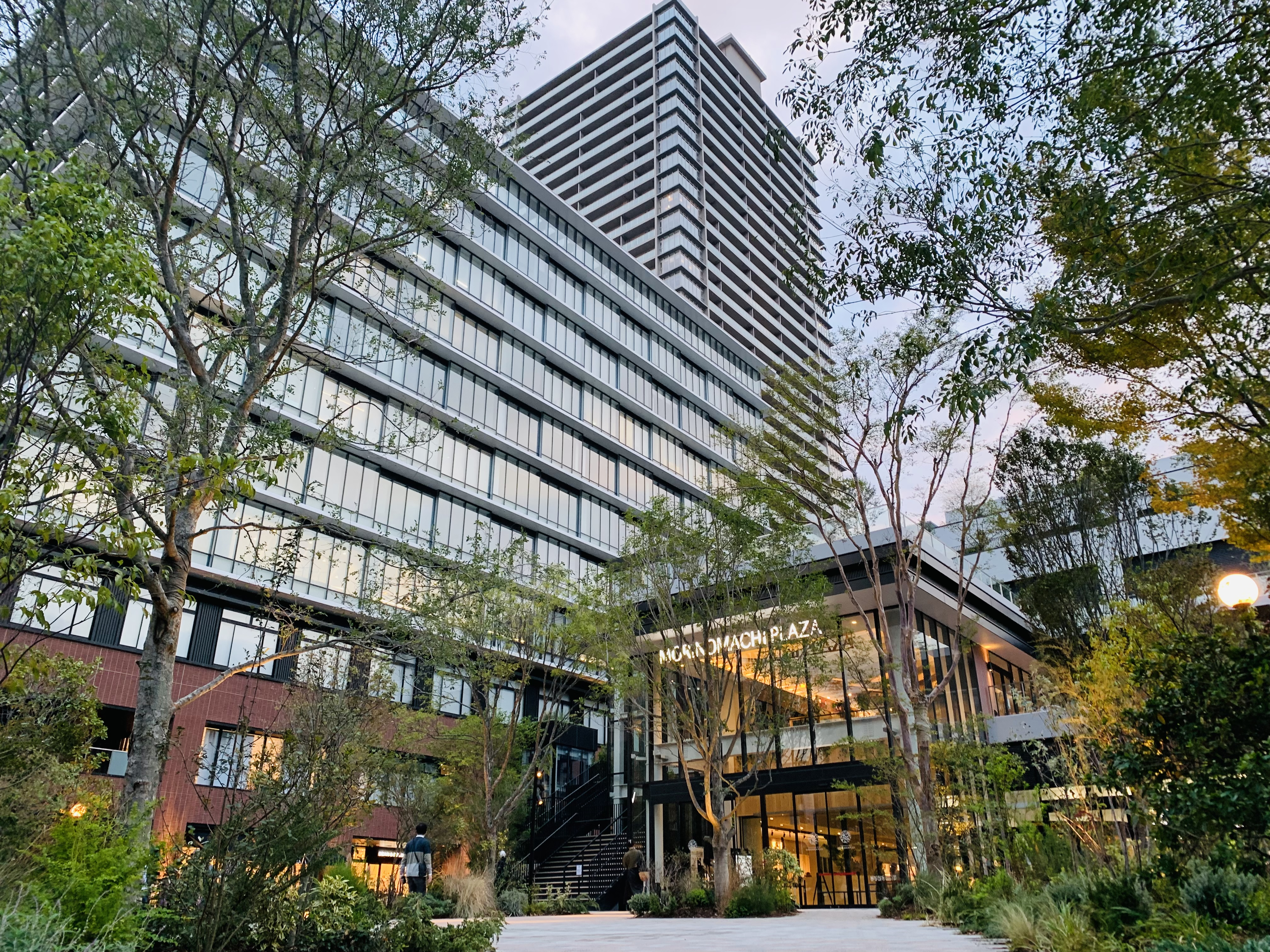
両備ホールディングス本社の入居する杜の街グレース

- エイト日本技術開発（本店が所在、本社は東京都中野区）（E・Jホールディングス）
- キャリアプランニング
- 木下大サーカス
- 成通
- ファジアーノ岡山スポーツクラブ

電気・ガス
- 岡山ガス

運輸
- 岡山県貨物運送
- 両備ホールディングス
- 岡山電気軌道
- 宇野自動車
- 下津井電鉄
- 中鉄バス

情報・通信
- ベネッセコーポレーション
- KG情報（本店高松市）
- ビザビグループ（タウン情報おかやま）
- 吉備人出版
- エヌディエス（TikiTikiインターネット）
- 両備システムズ

外食
- バーク・ジャパン

## 通信・生活基盤

### マスメディア

#### 新聞
- 山陽新聞
- 中国新聞岡山支局

#### テレビ・ラジオ
民放の地上波テレビ放送では、岡山県は香川県と同一の放送エリアになっており、岡山市には3局が、高松市には2局が本社を置いている。岡山・玉野市境の金甲山送信所には、岡山県と香川県のテレビ放送局の送信所の親局が設置されている。
ラジオ放送については岡山・香川の各県域放送であるが、両県の多くの地域で聴取が可能であり、岡山市においても香川県の県域放送を聴取できる。
テレビ放送局
- NHK岡山放送局
- RSK山陽放送（TBS系列。親会社となるRSKホールディングスに岡山県、山陽新聞らが出資）
- 岡山放送（OHK。フジテレビ系列）
- テレビせとうち（TSC。テレビ東京系列。山陽新聞傘下）

※ 本社が香川県高松市にあるが、岡山市も放送対象地域に含まれている放送局（ともに岡山市に岡山本社を置いている）
- 西日本放送（RNC。日本テレビ系列）
- 瀬戸内海放送（KSB。テレビ朝日系列）

ラジオ放送局
- 山陽放送（JRN・NRN系列）
- 岡山エフエム放送（FM岡山）
- 岡山シティエフエム（Radio momo）
- エフエムくらしき （FMくらしき）※倉敷市が本社。一部がサービスエリアに入る。

ケーブルテレビ局
ケーブルテレビは2局がサービスエリアであるが、2局のエリアが混合している地域は今のところない。また、この2局はoniビジョンの番組は視聴可能である。
- 岡山ネットワーク（oniビジョン 北区・中区・東区・南区の一部地域）
- 倉敷ケーブルテレビ（KCT 南区植松・西植松のみ）※ 倉敷市が本社。

### 電話
岡山市の市外局番は次のとおりである。
1. 岡山MA086（市内局番は200 〜 299、362 〜 365、367 〜 369、722 〜 724、726、728、737、738、800 〜 809、890 〜 909、940 〜 949、952、953、959）- 市内の大部分
2. 倉敷MA086（同 420 〜 489、520 〜 529、552、553、691、697、698）- 南区箕島の一部と南区植松の一部

- 上記1.の地域から瀬戸内市（邑久町（大富の一部、北島の一部、福中の一部、福山、向山の一部））、赤磐市（岩田の一部、穂崎、馬屋、和田の一部）、久米南町へは市内料金が適用されるが、同一市外局番の他の地域（上記2.の地域と赤磐MA（市内局番600 〜 609、950、951、954 〜 958、994 〜 999） - 赤磐市（岩田の一部、穂崎、馬屋、和田の一部を除く）、美咲町（高下、飯岡）へ相互通話は県内市外料金（隣接地域）が適用され、かつ市外局番 (086) が必要である。
- 上記2.の地域から倉敷市内、総社市（清音黒田）、浅口市（金光町八重の一部）、早島町（市外局番086の地域に限る）へは、市内料金が適用されるが、同一市外局番の他の地域（上記1.の地域と赤磐MA）へ相互通話は県内市外料金が適用（1.の地域については隣接地域扱い）され、かつ市外局番 (086) が必要である。

#### 岡山市内のMA統一に伴う電話番号の変更
2013年（平成25年）5月1日より、岡山瀬戸MA・玉野MA・福渡MAに該当する岡山市内・久米南町内の区域はすべて岡山MA（上記1. のエリア）に編入された。
- 岡山瀬戸MA（市外局番の変更はなし）
  - 958-FGHJ → 908-FGHJ(Fコードは0・1)
  - 952・953・959局については電話番号の変更なし。
  - 残された地域は「赤磐MA」に名称変更された。なお、赤磐市内の953局(瀬戸万富収容局)は995局(熊山収容局)に変更の上、加入者番号も大幅に変更された。赤磐市内の959局(KDDI)は606局に変更された（加入者番号の変更はなし）。
- 玉野MA
  - 08636-E-FGHJ → 086-36E-FGHJ(Eコードは2〜5、7〜9)
  - 0863-66(鉾立収容局)については従来通り玉野MAのまま。
- 福渡MA
  - 0867-DE-FGHJ → 086-7DE-FGHJ(DEコードは22〜24・26・28・37・38)
  - 残された地域は「加茂川MA」に名称変更された。なお、0867-27(福渡旭収容局)・0867-34(加茂川収容局)・0867-35(加茂川井原収容局)については従来通り加茂川MAのまま。

### 電気
- 中国電力ネットワーク  (一般送配電事業者)

## 教育

### 大学
大学コンソーシアム岡山

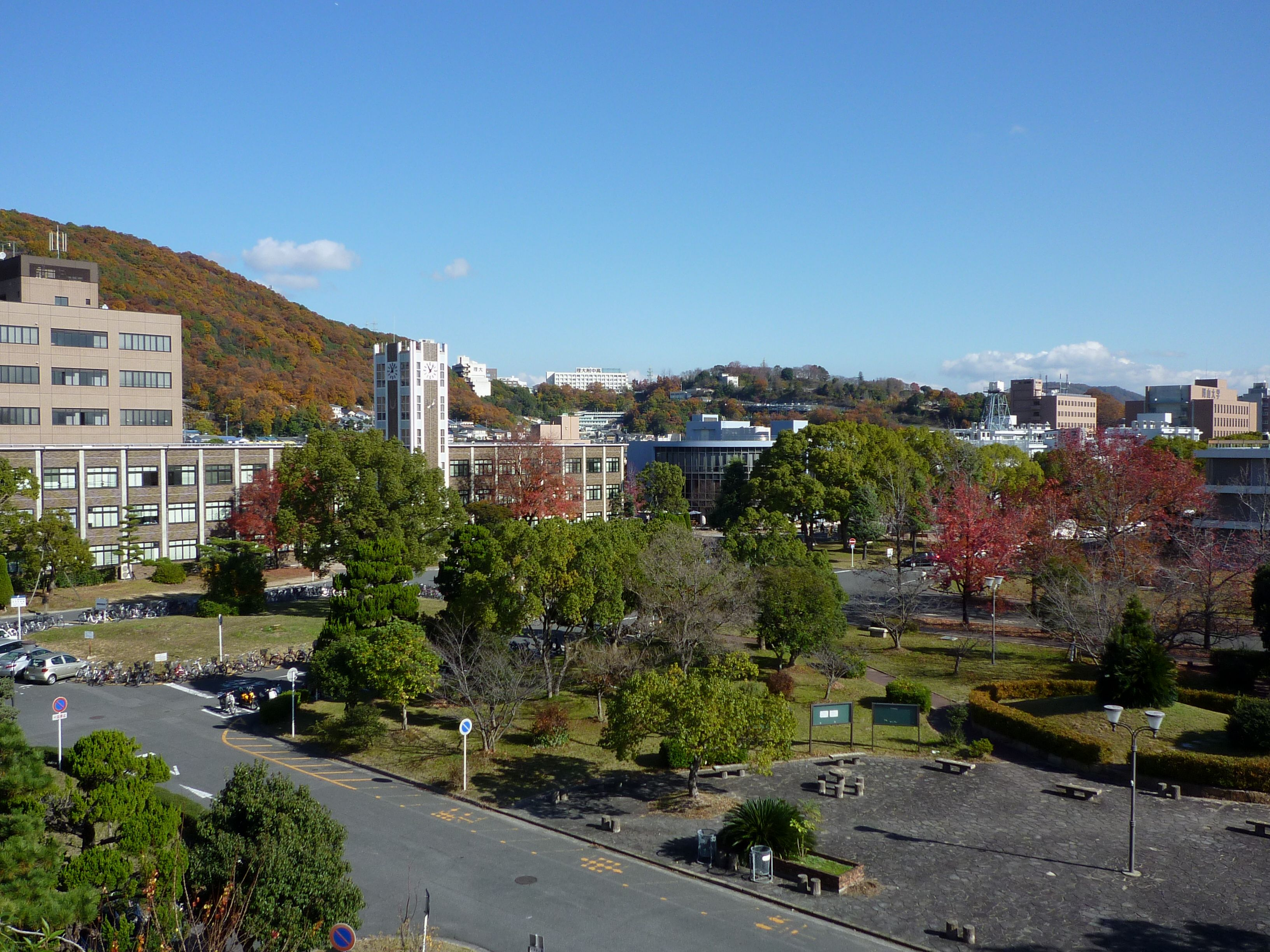
岡山大学 津島キャンパス

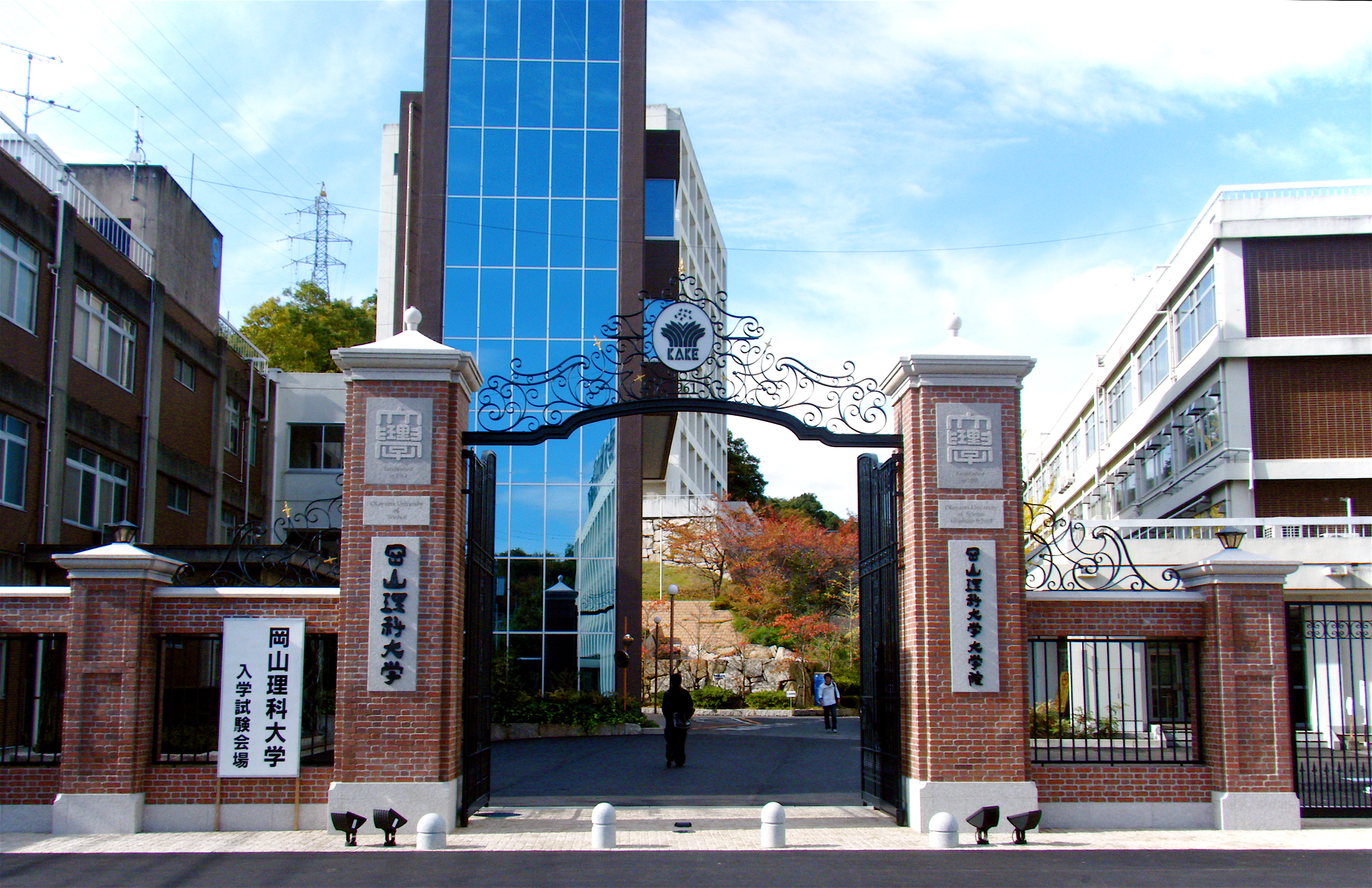
岡山理科大学

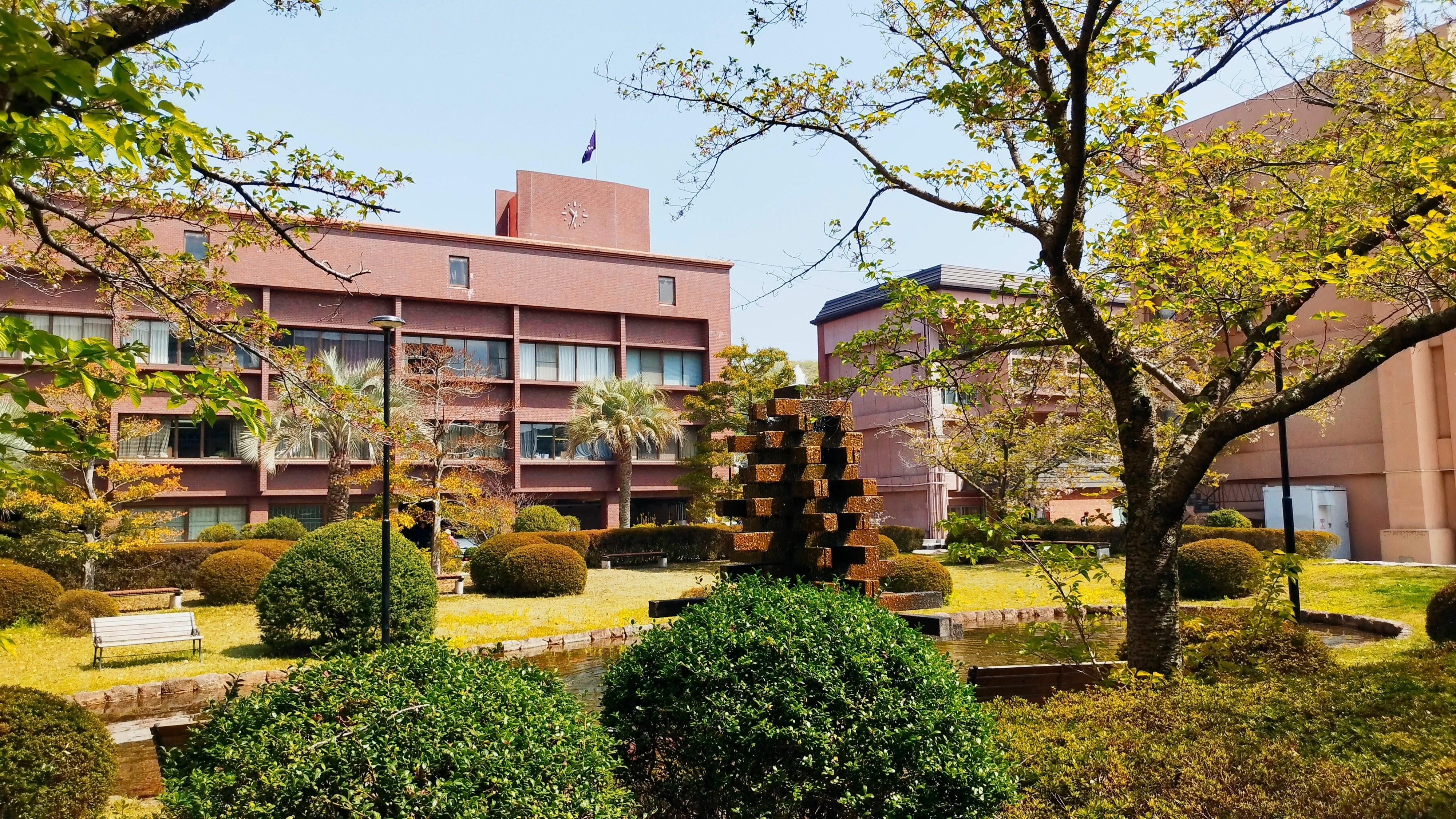
岡山商科大学

岡山県内の大学と政財界により、知的資源の活用と地域社会や産業界との連携を図ることによって「時代に合った魅力ある高等教育の創造」と「活力ある人づくり・街づくりへの貢献」を目指し2006年（平成18年）4月に設立された。現在、当組織に加盟しているのは岡山県内16の4年制大学、および岡山県と岡山経済同友会で、事務局は岡山理科大学内にある。
国立
- 岡山大学（津島キャンパス・鹿田キャンパス）

公立
市内に公立大学は存在しない。
私立
- ノートルダム清心女子大学（女子校）
- 岡山理科大学
- 岡山商科大学
- 山陽学園大学
- 就実大学
- 中国学園大学
- 吉備国際大学岡山駅前キャンパス
- 環太平洋大学
- 岡山医療専門職大学

### 通信制大学
私立
- 放送大学 岡山学習センター

### 短期大学
公立
1993年3月まで、岡山県立短期大学が存在した。同年4月に総社市へ移転（同時に岡山県立大学短期大学部へ改組）し、その跡地に、「岡山県生涯学習センター」が1997年2月に開設された。岡山県立大学及び岡山県立大学短期大学部の項も参照。
私立
- 山陽学園短期大学
- 就実短期大学
- 中国短期大学

### 専修学校
- 岡山科学技術専門学校
- 旭川荘厚生専門学院
- 岡山済生会看護専門学校
- 岡山赤十字看護専門学校
- 聖華看護専門学校
- 朝日医療大学校
- 岡山高等歯科衛生専門学院
- 岡山歯科技工専門学院
- 下田学園岡山調理師専門学校
- 西日本調理製菓専門学校
- 岡山県理容美容専門学校
- 専門学校岡山ビューティモード
- 専門学校岡山情報ビジネス学院
- 専門学校岡山ビジネスカレッジ
- 専門学校ビーマックス
- 岡山商科大学専門学校
- 専門学校岡山ファッションスクール
- 岡山文化服装専門学校
- 中国デザイン専門学校
- 岡山理科大学専門学校
- インターナショナル岡山歯科衛生専門学校
- 岡山プロフェッショナル・ビューティ専門学校
- ソワニエ看護専門学校
- 岡山医療福祉専門学校
- 専門学校ワールドオプティカルカレッジ
- 学校法人大原学園
  - 大原ビジネス公務員専門学校岡山校
  - 岡山情報ITクリエイター専門学校

### 中等教育学校
公立
- 岡山県立岡山大安寺中等教育学校

私立
- 朝日塾中等教育学校

### 高等学校
公立
- 岡山県立岡山朝日高等学校
- 岡山市立岡山操山高等学校（※ 中学校も併設している）
- 岡山県立岡山芳泉高等学校
- 岡山県立岡山一宮高等学校
- 岡山県立岡山城東高等学校
- 岡山県立西大寺高等学校
- 岡山県立岡山御津高等学校
- 岡山県立瀬戸高等学校
- 岡山県立高松農業高等学校
- 岡山県立興陽高等学校
- 岡山県立瀬戸南高等学校
- 岡山県立岡山工業高等学校
- 岡山県立東岡山工業高等学校
- 岡山県立岡山東商業高等学校
- 岡山県立岡山南高等学校
- 岡山県立烏城高等学校
- 岡山市立岡山後楽館高等学校（※ 中学校も併設している）

私立
- 岡山高等学校（※中学校も併設している）
- 関西高等学校（男子校）
- 岡山理科大学附属高等学校（普通科、中学校も併設している）
- 就実高等学校（中学校も併設している）
- 山陽学園高等学校（中学校も併設している）
- 岡山商科大学附属高等学校
- 岡山学芸館高等学校（普通科、中学校も併設している）
- 明誠学院高等学校
- 創志学園高等学校（旧・ベル学園高等学校）
- クラーク記念国際高等学校岡山キャンパス
- 第一学院高等学校岡山キャンパス
- 日本航空高等学校岡山学習センター
- 屋久島おおぞら高等学校岡山校
- ルネサンス高等学校岡山学習センター
- ワオ高等学校（広域通信制・単位制）

### 義務教育学校
公立
- 岡山市立山南学園

### 中学校
岡山市内には中学校38校（うち国立1校）が設置されている。
公立
- 岡山県立岡山操山中学校（※ 高等学校も併設している）
- 岡山市立岡山後楽館中学校（※ 高等学校も併設している）

私立
- 就実中学校（※ 高等学校も併設している）
- 山陽学園中学校（※ 高等学校も併設している）
- 岡山中学校（※ 高等学校も併設している）
- 岡山理科大学附属中学校（※ 高等学校も併設している）
- 岡山学芸館清秀中学校（※ 高等学校も併設している）

高等学校を併設していない中学校については、各区の記事を参照されたい。
- 北区の中学校一覧
- 中区の中学校一覧
- 東区の中学校一覧
- 南区の中学校一覧

### 幼稚園・小学校
幼稚園・小学校については、各区の記事を参照されたい。なお、市内には幼稚園80園（うち国立1園、私立9園）、小学校93校（うち国立1校、私立2校）が設置されている。
- 北区の幼稚園・小学校一覧
- 中区の幼稚園・小学校一覧
- 東区の幼稚園・小学校一覧
- 南区の幼稚園・小学校一覧

### 特別支援学校
- 岡山県立岡山盲学校
- 岡山県立岡山聾学校
- 岡山県立岡山支援学校
- 岡山県立岡山西支援学校
- 岡山県立岡山東支援学校
- 岡山県立岡山南支援学校
- 岡山県立岡山瀬戸高等支援学校
- 岡山大学教育学部附属特別支援学校

### 学校教育以外の教育施設
自動車教習所
- 岡山自動車学校
- 岡山ももたろう自動車学校
- 備前自動車岡山教習所
- 岡山自動車教習所
- 稲荷自動車教習所
- ダイワ自動車教習所

岡山労働局長登録教習機関
- おかやまオペレーティングスクール
- 淳風会

## 交通

### 航空

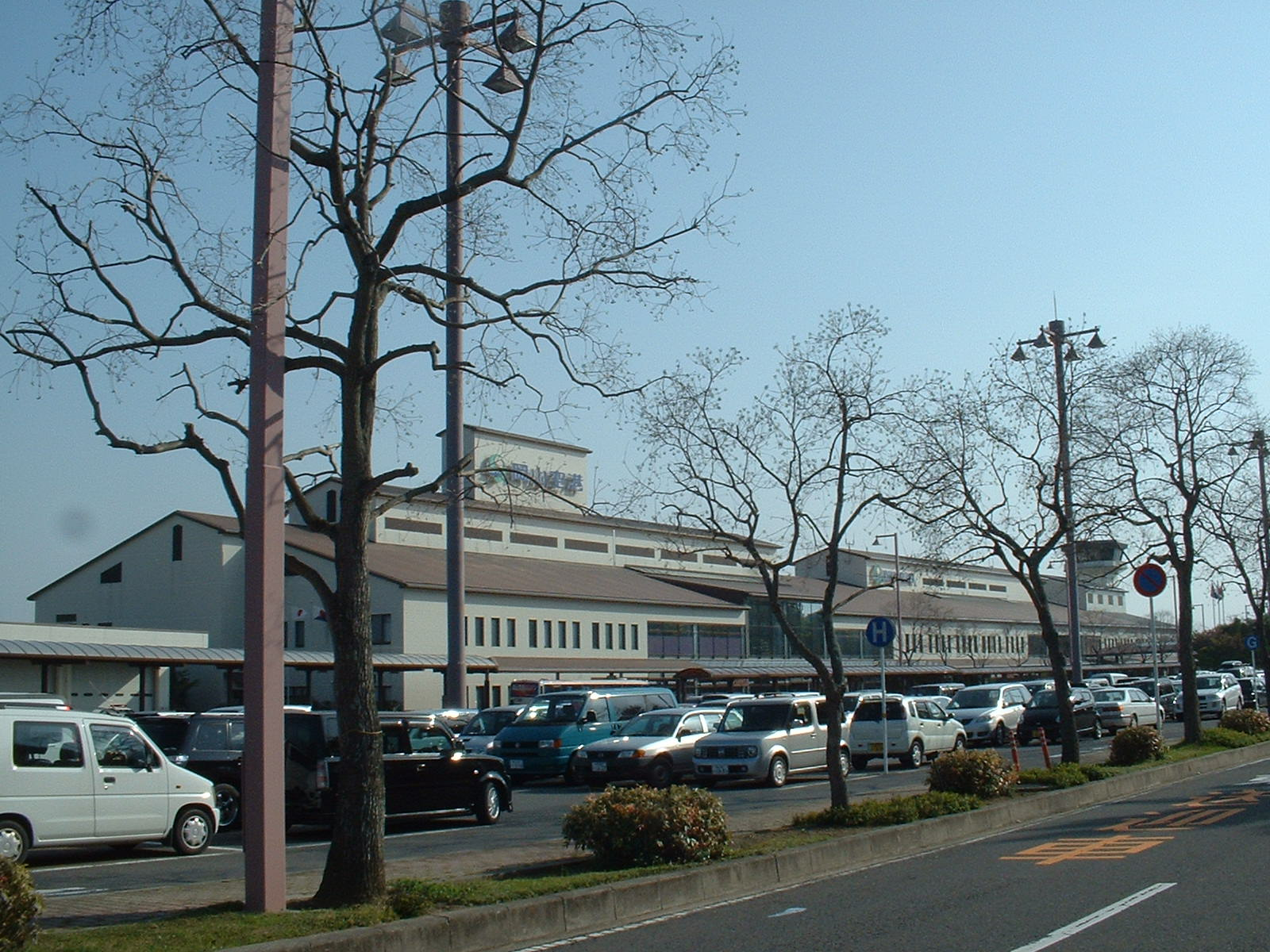
岡山空港

- 岡山空港

#### 国内線
| 航空会社                          | 就航地                   |
| --------------------------------- | ------------------------ |
| 日本航空（JAL）                   | 東京国際空港             |
| 日本トランスオーシャン航空（JTA） | 那覇空港                 |
| 全日本空輸（ANA）                 | 東京国際空港、新千歳空港 |

#### 国際線
| 航空会社               | 就航地                 |
| ---------------------- | ---------------------- |
| 大韓航空（KE）         | 韓国・仁川国際空港     |
| 中国東方航空（MU）     | 中国・上海浦東国際空港 |
| タイガーエア台湾（IT） | 台湾・台湾桃園国際空港 |
| 香港航空（HX）         | 香港・香港国際空港     |

### 鉄道

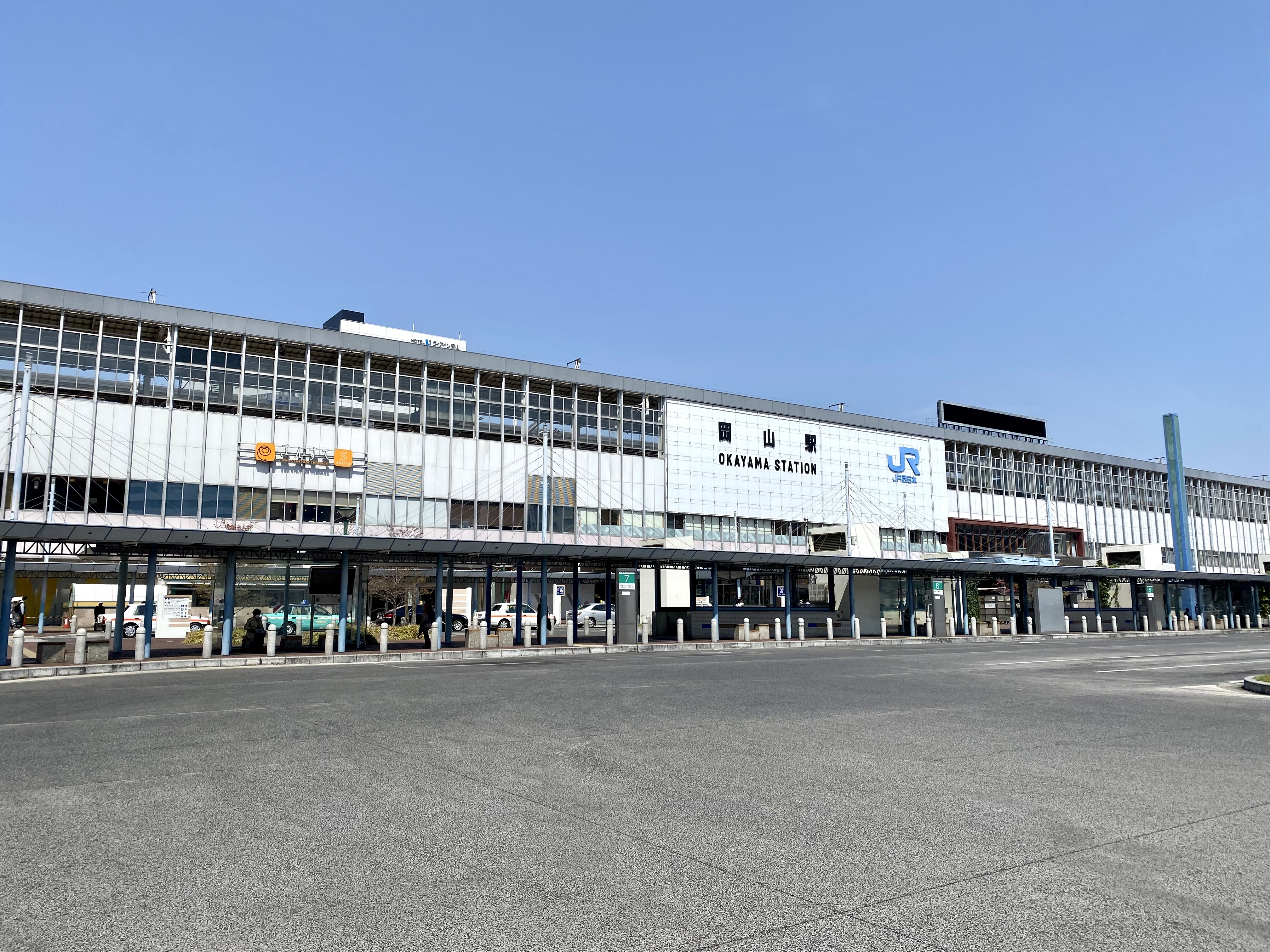
JR岡山駅（東口）

岡山駅を中心に放射状に鉄道路線が延び、市内のほとんどの主要地域と結ばれているなど、鉄道網は充実している。
特にJR発足以降は、国鉄時代の列車型ダイヤから都市圏輸送に重点を置いたものになり、合わせるように沿線人口の多い山陽本線には徐々に駅が増えている。
今後の計画として、吉備線のLRT化構想などがある。
西日本旅客鉄道（JR西日本）
- 山陽新幹線
  - 岡山駅
- 山陽本線
  - 万富駅 - 瀬戸駅 - 上道駅 - 東岡山駅 - 高島駅 - 西川原駅 - 岡山駅 - 北長瀬駅 - 庭瀬駅
- 赤穂線
  - 西大寺駅 - 大多羅駅 - 東岡山駅
- 宇野線（瀬戸大橋線・宇野みなと線）
  - 岡山駅 - 大元駅 - 備前西市駅 - 妹尾駅 - 備中箕島駅 - （早島町 - 倉敷市） - 彦崎駅 - 備前片岡駅 - 迫川駅
- 本四備讃線（瀬戸大橋線）
  - 植松駅
- 津山線
  - 岡山駅 - 法界院駅 - 備前原駅 - 玉柏駅 - 牧山駅 - 野々口駅 - 金川駅 - 建部駅 - 福渡駅
- 吉備線（桃太郎線）
  - 岡山駅 - 備前三門駅 - 大安寺駅 - 備前一宮駅 - 吉備津駅 - 備中高松駅 - 足守駅

### 軌道

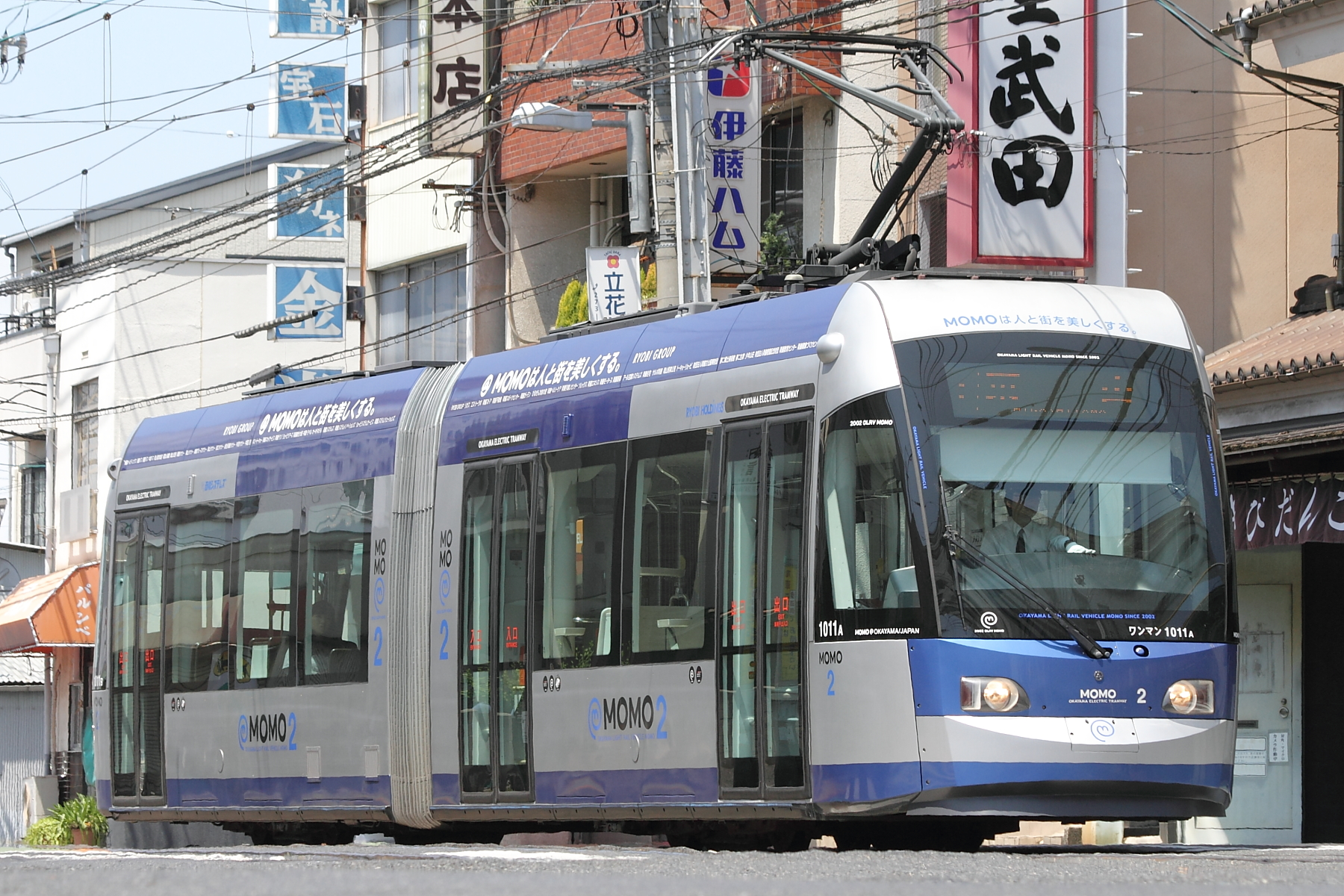
中納言停留場付近

民営の岡山電気軌道が運行している。岡山駅前から表町や県庁のある旧城下町を中心に2路線がある。総延長4.7kmと日本でもっとも短い路面電車だが、1日に約1万人が利用するなど市民の足として定着し、黒字経営を続けている。
今後の展望として岡山駅東口駅前広場への乗入れ、市役所筋を南下し市役所のある大供（だいく）から岡山大学病院までの延伸、また大供から東の清輝橋線・大雲寺前を結ぶ環状化などの新線計画がある。
同時に市役所筋をトランジットモール化する構想もあり、車線減少に伴う交通渋滞の影響を調査する社会実験が行われたことがある。また、LRT化を予定しているJR吉備線との相互乗り入れが岡山電気軌道とJRとの間で既に合意されている。吉備線LRTは基本合意直後のコロナ禍により一時中断中だが、路面電車の延伸計画は短期・中期・長期に分け段階的に整備を進めている。
岡山電気軌道
- 東山本線
  - 岡山駅前停留場 - 西川緑道公園停留場 - 柳川停留場 - 城下停留場 - 県庁通り停留場 - 西大寺町・岡山芸術創造劇場ハレノワ前停留場 - 京橋停留場 - 小橋停留場 - 中納言停留場 - 門田屋敷停留場 - 東山・おかでんミュージアム駅停留場
- 清輝橋線
  - 柳川停留場 - 郵便局前停留場 - 田町停留場 - 新西大寺町筋停留場 - 大雲寺前停留場 - 東中央町停留場 - 清輝橋停留場

### バス

#### 路線バス

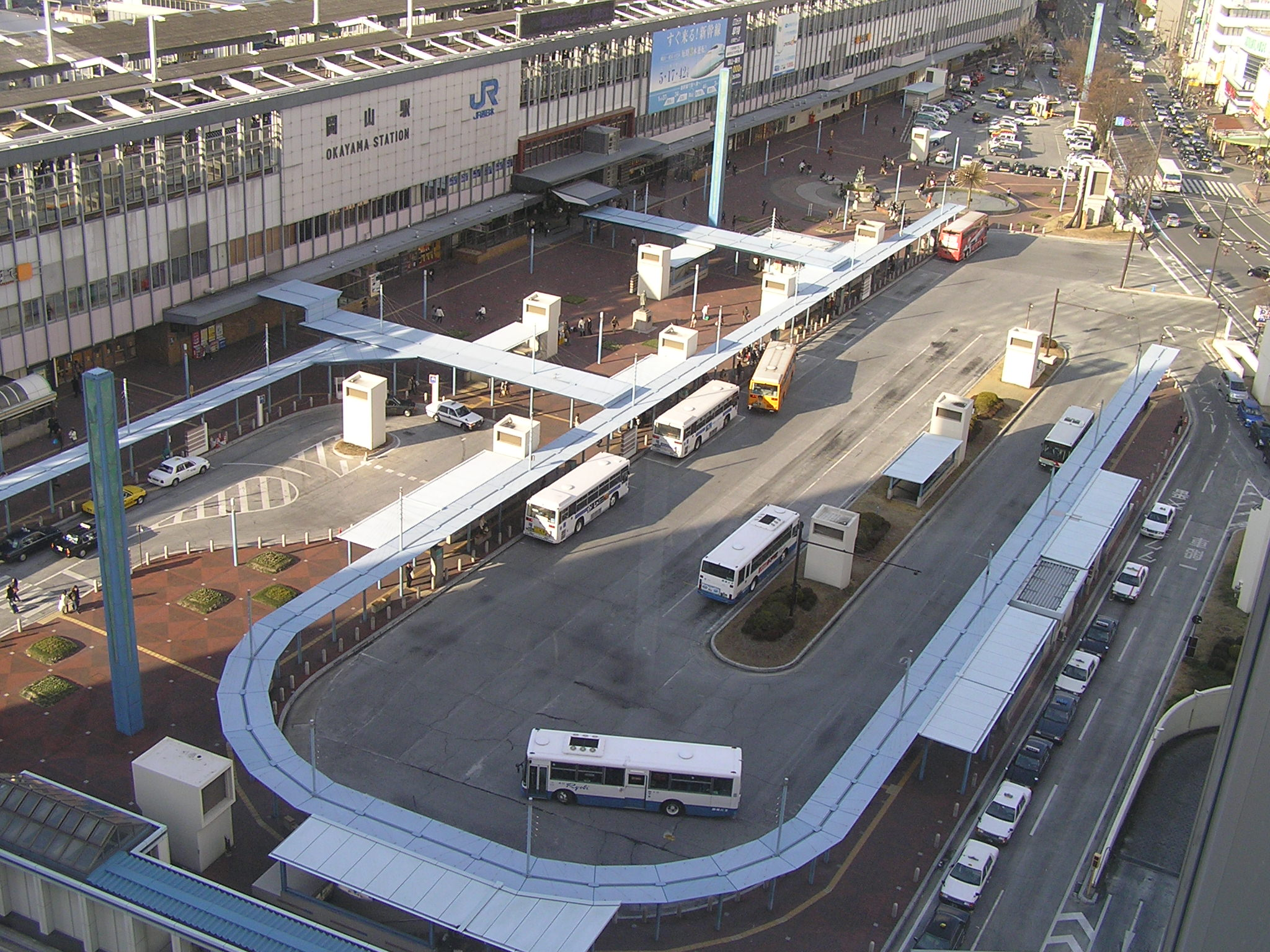
東口バスターミナル

岡山市は戦後のバス会社の統合が中断され統合が進まなかったため、同規模の都市と比べて市内を走るバス会社が非常に多く、各社がエリアを分けて運行し、公営交通（市営バス）の運行実績はない。路線は岡山駅東口のバスターミナルと天満屋バスステーションを中心に放射状に路線網が形成されている。また、岡山駅西口バス乗り場が2010年4月24日に開設、岡山駅から北西方面の路線バスと高速、観光、空港リムジンバスが発着している。
八晃運輸が乗車方法は後乗り前降り後払いで、運賃は整理券による特殊区間制である以外は、乗車方法は後乗り前降り後払いで、運賃は整理券による対キロ区間制である。
なお、両備バス・岡電バス・東備バス・下電バス・宇野バス・中鉄バスでは非接触ICカードであるHarecaを採用しており、共通に利用できる。一方、備北バスは備北バス専用バスカード（プリペイドカード）を発行している。Hareca導入各社（宇野バスと中鉄バスの一部路線を除く）はスルッとKANSAI協議会に加盟しているため、全国相互利用サービス対応のICカードも使用できる。
- 両備バス
- 岡山電気軌道（両備グループ）
- 東備バス（両備グループ）
- 下津井電鉄
- 宇野自動車
- 中鉄バス
- 中鉄北部バス
- 備北バス
- 八晃運輸

#### 高速バス
- 太字は岡山市内の停車地
- 長期運休中の路線は除く

| 愛称名                                | 運行会社                                           | 運行区間                                                                                            |
| 首都圏 - 岡山（夜行）                 | 首都圏 - 岡山（夜行）                              | 首都圏 - 岡山（夜行）                                                                               |
| ------------------------------------- | -------------------------------------------------- | --------------------------------------------------------------------------------------------------- |
| ルミナス・マスカット号                | 両備バス 下津井電鉄 関東バス 小田急ハイウェイバス  | 東京（バスタ新宿） - 津高・岡山大学筋・岡山駅西口                                                   |
| ままかりライナー                      | 両備バス                                           | TDL・東京（上野駅前・東京駅八重洲通り） - 岡山インター・岡山駅西口                                  |
| WILLER EXPRESS                        | WILLER EXPRESS                                     | TDL・東京（バスタ新宿） - 岡山駅西口                                                                |
| ドリーム岡山・広島号                  | 中国JRバス                                         | 東京（東京駅八重洲南口）・横浜市（YCAT） - 岡山駅西口                                               |
| オリオンバス                          | オー・ティー・ビー                                 | 東京（東京駅鍛冶橋駐車場） - 岡山駅西口                                                             |
| オリオンバス                          | オー・ティー・ビー                                 | 東京（東京駅鍛冶橋駐車場・バスタ新宿） - 岡山駅西口                                                 |
| オリオンバス                          | オー・ティー・ビー                                 | 船橋市（船橋駅）・東京（東京駅鍛冶橋駐車場）・横浜市（横浜駅東口） - 岡山駅西口                     |
| JAMJAMライナー                        | ジャムジャムエクスプレス                           | 東京（バスタ新宿・BT東京八重洲）・横浜市（YCAT） - 岡山駅西口                                       |
| かごたびライナー                      | 武井観光                                           | 千葉市（千葉駅）・東京（東京駅鍛冶橋駐車場） - 岡山駅西口                                           |
| KBライナー                            | 千葉みらい観光バス                                 | 東京（バスタ新宿）・横浜市（横浜駅東口） - 岡山駅西口                                               |
| 首都圏外 - 岡山（夜行）               |                                                    | |
| （愛称名なし）                        | 両備バス 名鉄バス                                  | 名古屋市（名鉄BC） - 岡山インター・岡山駅西口 ※夜行・昼行あり                                       |
| ペガサス号                            | 両備バス 下津井電鉄                                | 福岡市（博多BT・天神高速BT）・北九州市（引野口・砂津・小倉駅前） - 岡山駅西口                       |
| 京阪神・中四国 - 岡山（昼行）         |                                                    | |
| 京都エクスプレス                      | 両備バス 下津井電鉄 京阪京都交通                   | 京都市（京都駅八条口） - 岡山インター・岡山駅西口                                                   |
| 吉備エクスプレス大阪号                | 両備バス 下津井電鉄 中国JRバス                     | 大阪市（USJ・OCAT・なんば高速BT・大阪駅JR高速BT） - 岡山インター・岡山大学筋・岡山駅西口            |
| リョービエクスプレス ハーバープリンス | 両備バス 中鉄バス                                  | 神戸市（神戸ポートタワー前・神姫バス神戸三宮BT） - 岡山インター・岡山商大前・岡山大学筋・岡山駅西口 |
| リョービエクスプレス徳島 エディ       | 両備バス 徳島バス                                  | 徳島市・松茂町 - 岡山インター・岡山大学筋・岡山駅西口                                               |
| マドンナエクスプレス                  | 両備バス 下津井電鉄 伊予鉄バス JR四国バス          | 松山市 - 津高・岡山駅西口                                                                           |
| 龍馬エクスプレス                      | 両備バス 下津井電鉄 とさでん交通 JR四国バス        | 高知市 - 津高・岡山駅西口                                                                           |
| サンサンライナー                      | 両備バス 中国JRバス 広交観光                       | 広島市（広島BC・新白島駅・不動院・中筋駅） - 岡山インター・岡山駅西口                               |
| ももたろうエクスプレス                | 両備バス 中鉄バス 中国JRバス 日ノ丸自動車 一畑バス | 出雲市・松江市・米子市 - 岡山インター・岡山駅西口                                                   |
| 新倉吉街道エクスプレス                | 日ノ丸自動車                                       | 倉吉市 - （関金温泉・真庭市蒜山高原・湯原経由/三朝町経由） - 岡山インター・岡山駅西口               |
| ロマンチックロード                    | 中鉄北部バス                                       | 真庭市 - 岡山市内各地                                                                               |
| 岡山空港リムジンバス                  | 岡山電気軌道 中鉄バス                              | 岡山桃太郎空港 - 岡山市内各地                                                                       |

### 道路
高速自動車国道
- 山陽自動車道：岡山IC - 吉備SA/SIC
- 岡山自動車道：岡山JCT - 岡山総社IC

地域高規格道路
- 美作岡山道路：瀬戸JCT（仮称） - 瀬戸IC
- 空港津山道路
- 岡山環状道路

一般国道
岡山市において広域的な移動軸となっている幹線道路は南北方向が国道30号と国道53号、東西方向が国道2号バイパスと旧国道2号（現国道250号、岡山県道162号岡山倉敷線）、北西方面が国道180号である。特に国道2号バイパスは岡山市を東西に貫く幹線道路のうちで唯一4車線以上の道路であり、なおかつ旭川や百間川などの大規模河川を渡っていることもあって、多い場所で一日10万台以上が通過する。
| - 国道2号 - 国道30号 - 国道53号 - 国道180号 - 国道250号 - 国道429号 | - 岡山バイパス - 岡山外環状南線（仮称） - 岡山北バイパス - 岡山西バイパス |

県道
- 岡山ブルーライン：君津IC - 西大寺IC

### 港湾
- 岡山港（重要港湾）

定期旅客航路：小豆島（香川県小豆郡土庄町）方面
- 両備ホールディングス、四国フェリー（新岡山港 - 土庄港）

## 観光

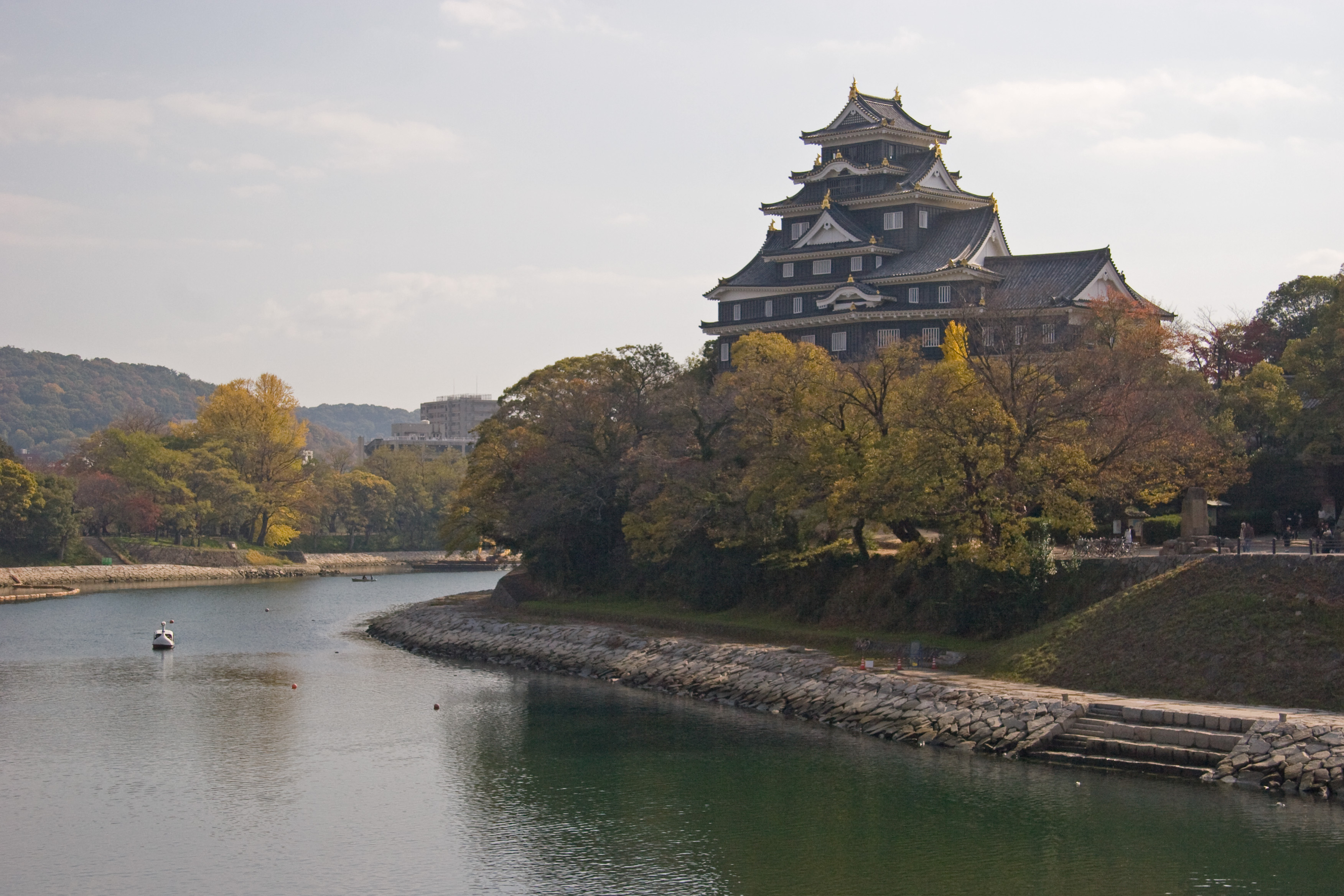
岡山城
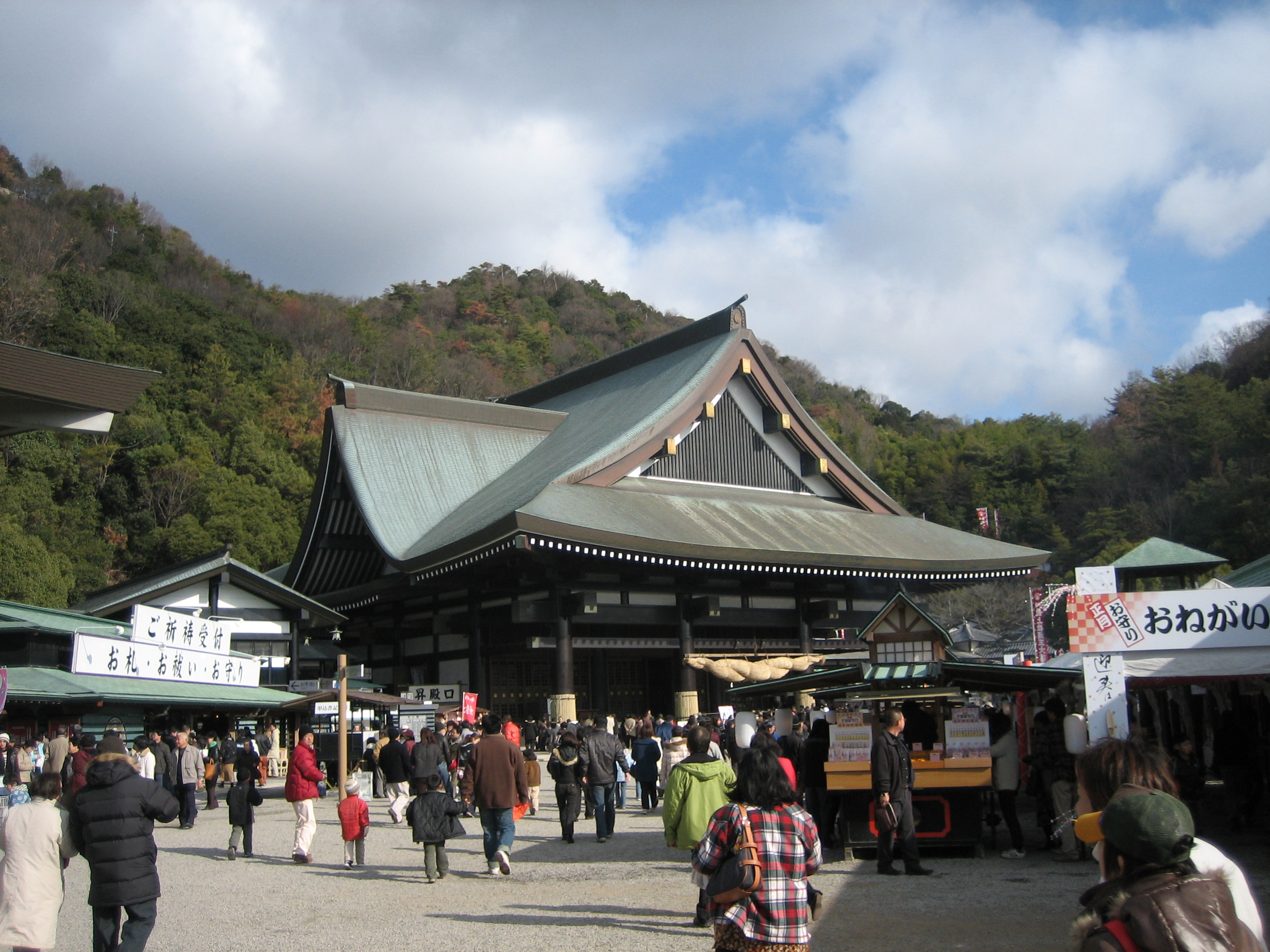
日本三大稲荷・最上稲荷
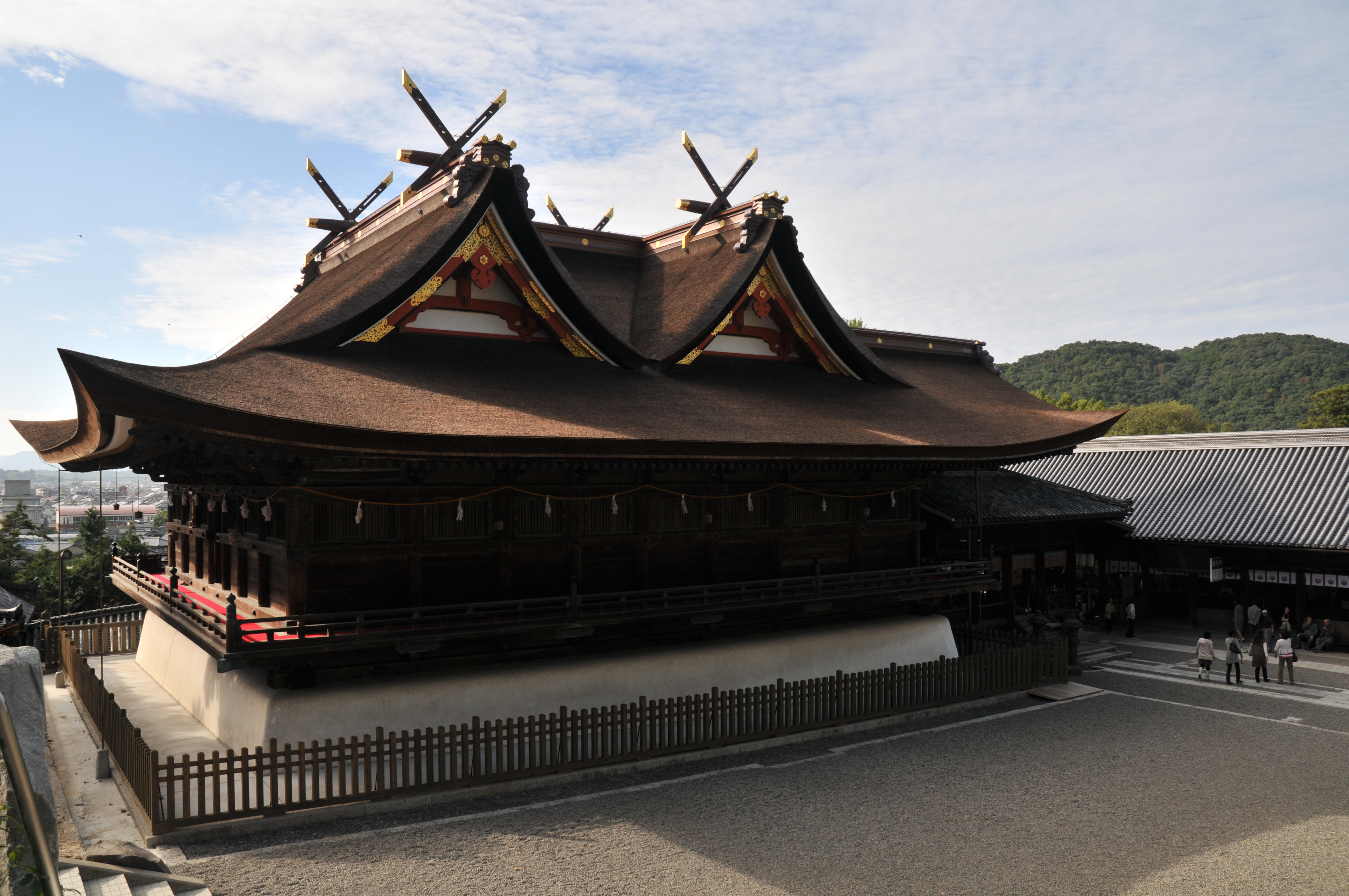
吉備津神社
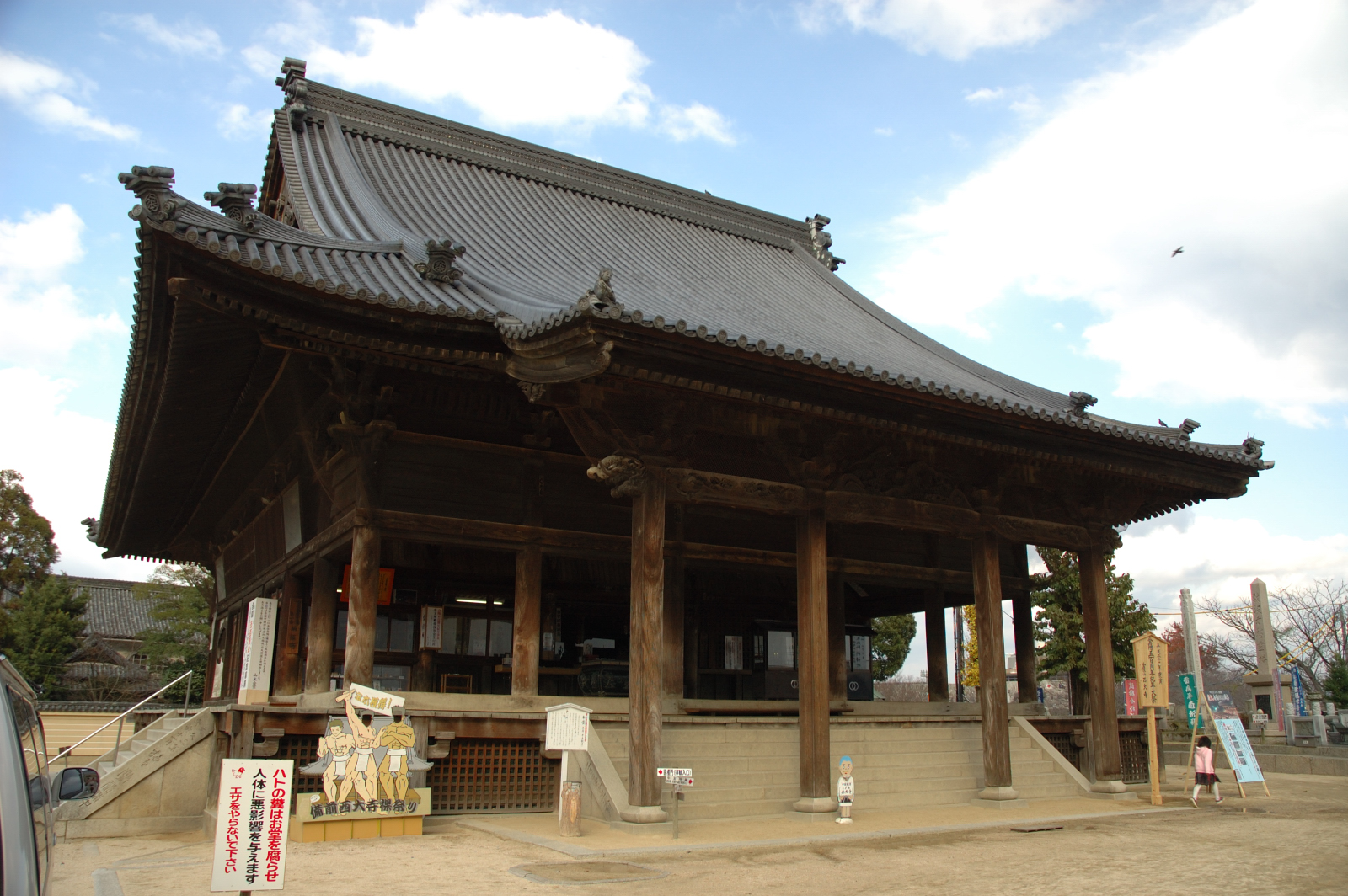
西大寺観音院
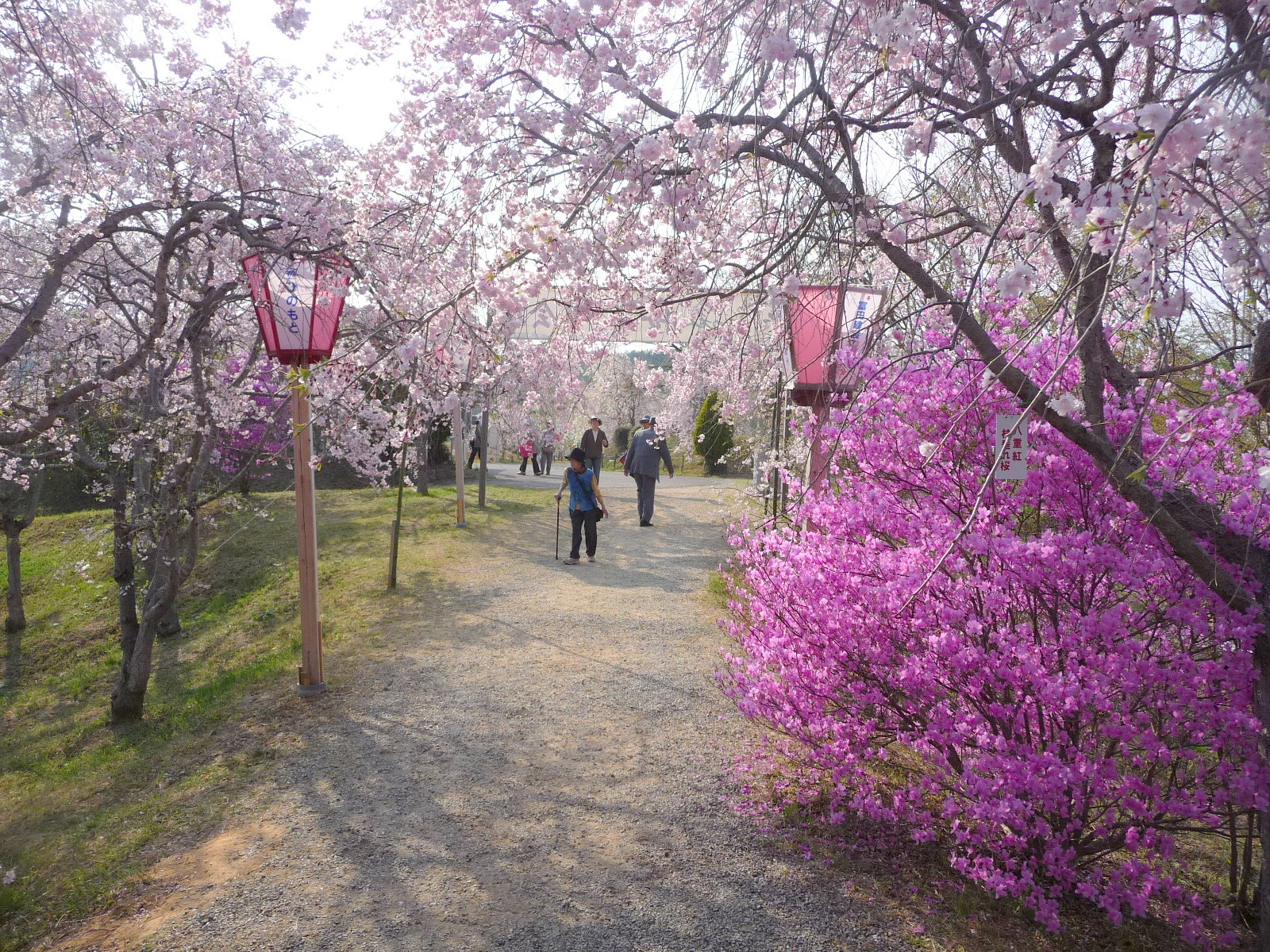
たけべの森公園
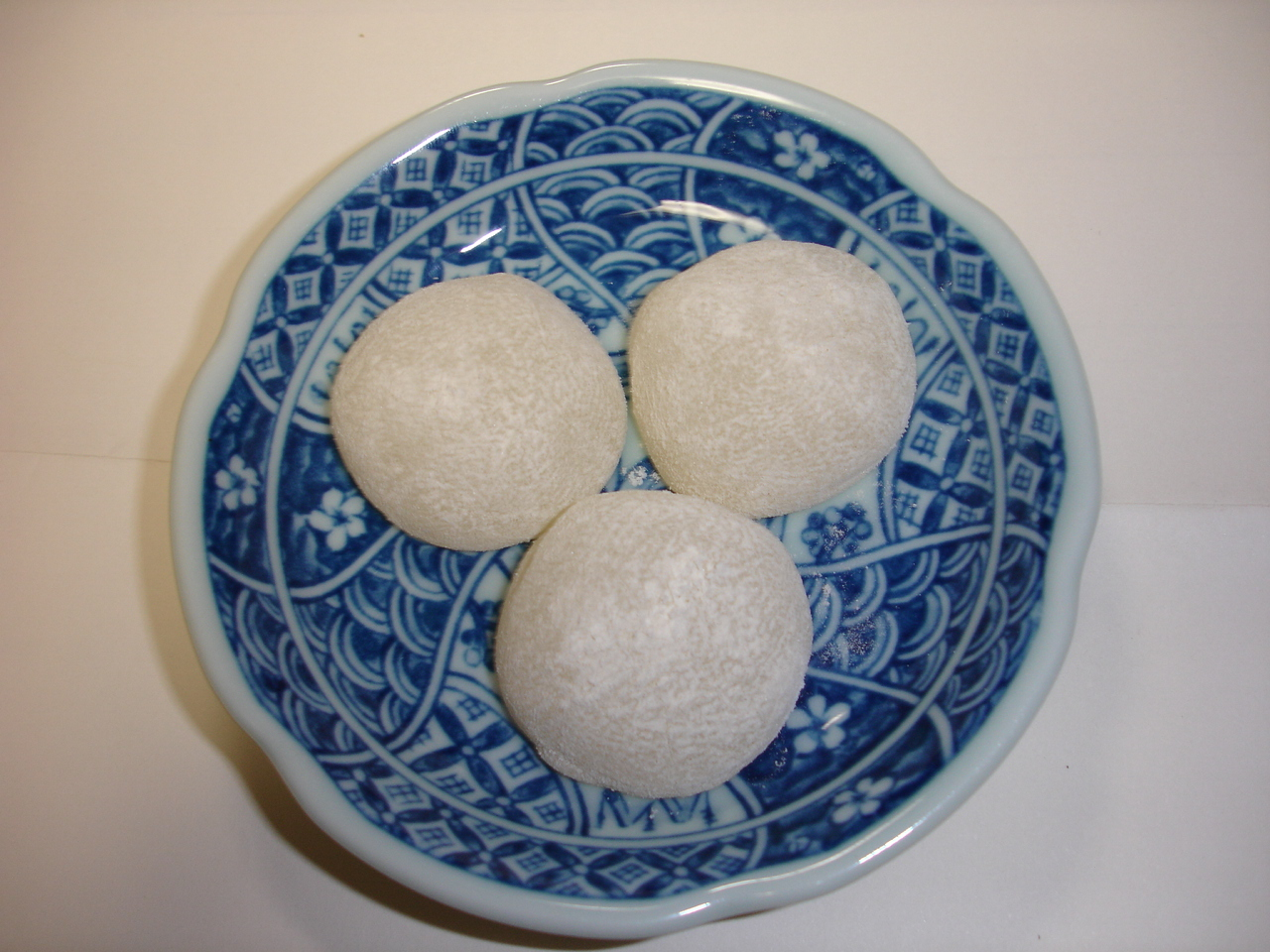
吉備団子
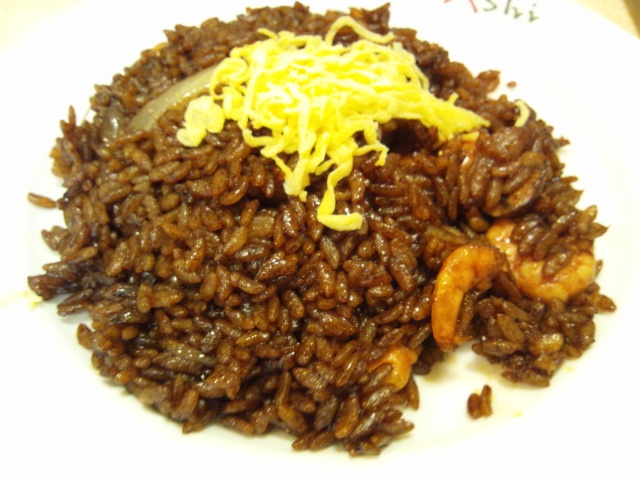
えびめし

### 観光地スポット
北区
- 竹内流古武道発祥の地
- 後楽園
- 岡山城（烏城公園一帯）
- 池田動物園
- 岡山市半田山植物園
- 最上稲荷
- 吉備路
  - 吉備津神社
  - 吉備津彦神社
  - 備中高松城
  - 造山古墳
- 足守
- RSKバラ園
- 八幡温泉郷・やはたの里
- たけべの森公園

中区
- 曹源寺
- 湯迫温泉

東区
- 亀石神社
- 西大寺観音院
- 宝伝海水浴場
- 犬島
- 石原果樹園

南区
- 金甲山
- おかやまファーマーズ・マーケット サウスヴィレッジ

## 文化・名物

### 祭事・催事
- 西大寺会陽（裸祭り）（2月第3土曜日）
- 岡山さくらカーニバル（4月）
  - 宗忠神社御神幸（4月第1または第2日曜）
- おかやま桃太郎まつり・うらじゃ（7月下旬または8月上旬）
- 烏城灯源郷（8月）
- おかやま国際音楽祭（9月）
- 全国有名朝市フェア（10月）
- 秋のおかやま桃太郎まつり（10月）
- 岡山レインボーフェスタ（10月）
- 備前岡山ええじゃないか大誓文払い（11月上旬）
- MOMOTAROH FANTASY（12月）
- 朝市
  - 京橋朝市（毎月第1日曜）
  - 西大寺朝市（毎月第3日曜）

### 名物・銘菓
- 吉備団子
- 大手まんぢゅう
- ばら寿司
- サワラ料理
- カツ丼（デミカツ丼）
- えびめし
- ママカリ料理（ママカリの酢漬け、ママカリ寿司）
- とんかつラーメン
- 建部ヨーグルト
- フルーツパフェ

### スポーツ
プロスポーツチーム・社会人スポーツチーム

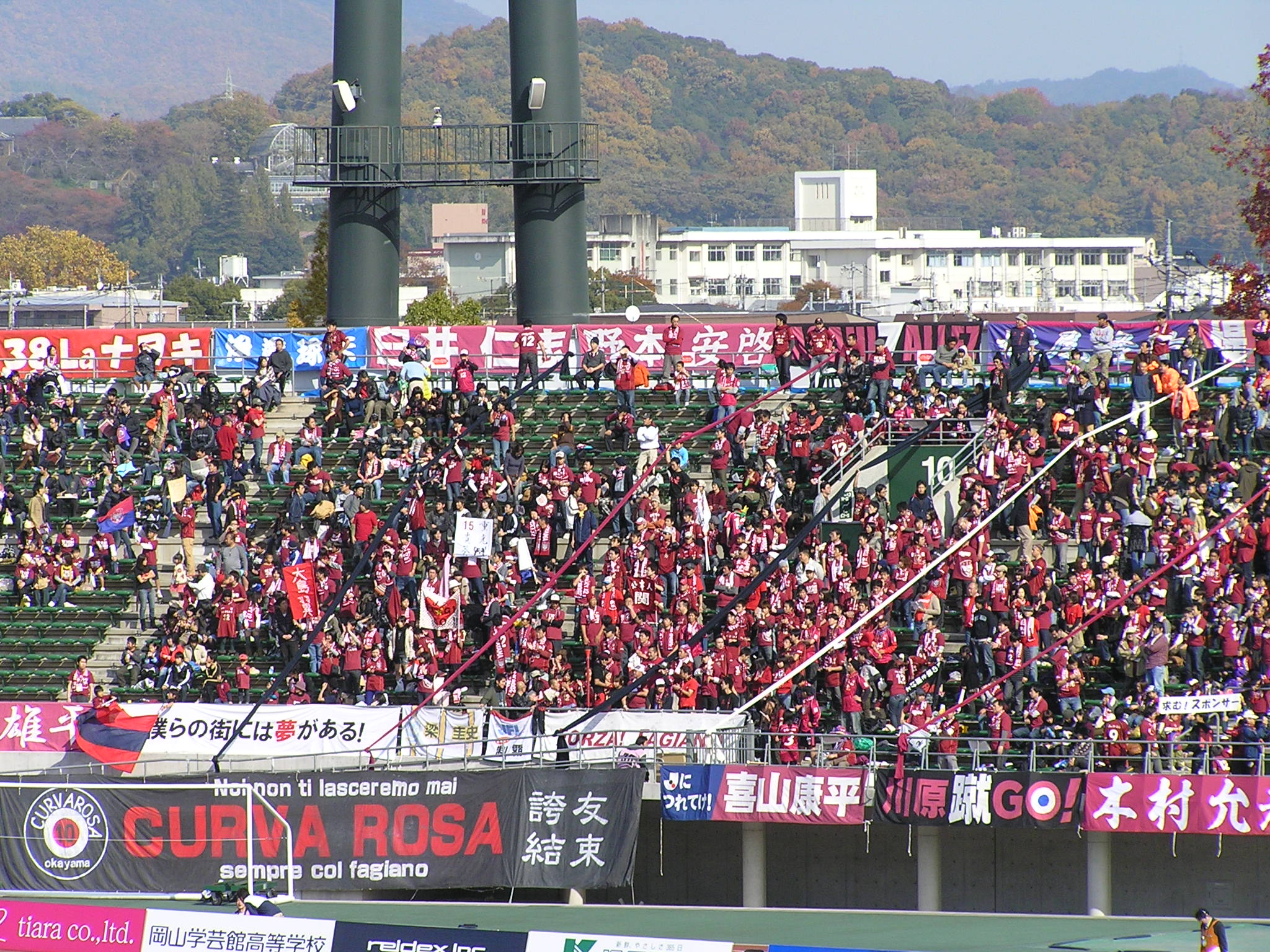
ファジアーノ岡山FCの応援風景

- ファジアーノ岡山FC - プロサッカー・Jリーグ

本拠地は岡山県総合グラウンド陸上競技場（JFE晴れの国スタジアム）
- トライフープ岡山 - プロバスケットボール・ジャパン・バスケットボールリーグ（B3.LEAGUE）

本拠地は岡山県総合グラウンド体育館（ジップアリーナ岡山）
- 岡山シーガルズ - バレーボール・プレミアリーグ（Vリーグ）

本拠地は岡山県総合グラウンド体育館（桃太郎アリーナ）
- セリオスタンディングベアーズ - アメリカンフットボール・Xリーグ

本拠地は岡山県総合グラウンド陸上競技場（シティライトスタジアム）
- 岡山リベッツ - 卓球・Tリーグ

本拠地は岡山武道館
- シティライト岡山硬式野球部 - 社会人野球・企業チーム。
- クラレ岡山硬式野球部 - 社会人野球・企業チーム。1973年（昭和48年）解散。
- 天満屋女子陸上競技部 - 社会人陸上チーム

#### 岡山市で毎年開催されるスポーツ大会
- 桃太郎杯全国高等学校空手道錬成大会（1月）
- 晴れの国岡山国際ユースサッカーSANWA CUP（8月）
- おかやまマラソン（11月）
- 山陽女子ロードレース（12月）

#### 過去に開催された国際スポーツ大会
- 2003年ワールドカップバレーボール（男子第3ラウンド・B会場）
- 2006年（平成18年）バレーボール・ワールドグランプリ（予選ラウンド・第3週・Iグループ）
- 2007年ワールドカップバレーボール（男子第3ラウンド・B会場）
- 2010年バレーボール・ワールドグランプリ（予選ラウンド・第2週・Fグループ）

## 出身・関連著名人
岡山市出身の人物一覧を参照。

## 岡山市を舞台とした作品
漫画、アニメ
- 独身アパートどくだみ荘（1979年（昭和54年） - 1993年（平成5年）、福谷たかし作、主人公の出身地として西大寺地区を中心にしばしば描かれる）
- よみがえる空 -RESCUE WINGS-（2006年（平成18年）、第6話で岡山市北区大安寺地区が描かれている）
- 築地魚河岸三代目（第12巻）
- 推しが武道館いってくれたら死ぬ（2015年、平尾アウリ作、岡山市を舞台としており、県内の他の都市も描かれることがある）

テレビドラマ
- あぐり（1997年（平成9年）、NHK朝の連続テレビ小説、吉行あぐり原作）
- カムカムエヴリバディ（2021年（令和3年）、NHK朝の連続テレビ小説、藤本有紀原作・脚本）

小説
- 風の中の子供（1936年（昭和11年）、坪田譲治作）
- わが闘争（1967年（昭和42年）、堤玲子作）
- 森本警部シリーズ（2006年（平成18年）〜、Timothy Hemion作）
- でーれーガールズ（2011年（平成23年）、原田マハ作）

映画
- フランケンシュタイン対地底怪獣（1965年（昭和40年）、監督：本多猪四郎、主演：高島忠夫）
- けんかえれじい（1966年（昭和41年）、監督：鈴木清順、主演：高橋英樹）
- わが闘争（1968年（昭和43年）、監督：中村登、主演：佐久間良子）
- 関東テキヤ一家 喧嘩仁義（1970年（昭和45年）、監督：鈴木則文、主演：菅原文太） ‐ 西大寺が舞台
- 釣りバカ日誌18 ハマちゃんスーさん瀬戸の約束（2007年（平成19年）、監督：朝原雄三、主演：西田敏行・三國連太郎）
- ALWAYS 三丁目の夕日（2005年（平成17年）、監督：山崎貴、主演吉岡秀隆) ‐ 西大寺の門前町・五福通り商店街周辺がロケ地
- ALWAYS 三丁目の夕日'64、（2012年（平成24年）、監督：山崎貴、主演吉岡秀隆)  ‐ 上記と同様
- 岡山の娘（2008年（平成20年）、監督：福間健二）
- しあわせのマスカット（2021年5月14日公開、監督：吉田秋生、主演福本莉子）

音楽
- 鉄道唱歌第2集山陽・九州編（1900年（明治33年）、作詞：大和田建樹、作曲：多梅稚・上真行）

10. 播磨すぐれば焼物の 名に聞く備前の岡山に これも名物吉備団子 津山へ行くは乗りかえよ
11. 水戸と金沢岡山と 天下に三つの公園地 後楽園も見てゆかん 国へ話のみやげには
- 山陽線唱歌（1909年（明治42年）、作詞：大和田建樹、作曲：田村虎蔵）

19. 瀬戸内すぎて西大寺 北条時頼入道が 手植にしたる名木の 桜は岩間の寺にあり
20. 早くも来ぬる岡山の 後楽園は我国の 三公園の其一つ 園内広く鶴遊ぶ 
21. 三十二里の旭川 市を貫て水清く 十七師団も此土地に 置かれて賑わう一都会 
22.中国鉄道乗り換えて ゆくには二つの線路あり 作州津山に遊ぶべく 吉備津の宮にも詣ずべし
（中略）
25. 叉岡山に立ち帰り 音に名高き備前焼 もとめてゆけば庭瀬にも 物産畳表あり
- ボインキラー（1995年（平成7年）、THE BLUE HEARTS、作詞・作曲：甲本ヒロト、歌詞中で『岡山のボインキラー』と歌われている）
- スタート（2008年（平成20年）、ghostnote、作詞：大平伸正、作曲：ghostnote、歌詞中で『表町のアーケード』と歌われている）